# Ишимбай
Ишимба́й (баш. МФА: Ишембайо файле) — город в России. Административный центр Ишимбайского района Республики Башкортостан. Образует муниципальное образование город Ишимбай со статусом городского поселения как единственный населённый пункт в его составе. Город трудовой доблести и славы (с 2016 года). Город трудовой доблести (с 2025 года).
Расположен на юге Башкортостана, в 160 км от города Уфы, на побережье реки Белой и в устье реки Тайрук.
Основан в 1934 году как рабочий посёлок в связи с освоением Ишимбайского месторождения нефти, в 1940 году — город республиканского подчинения.
Население — 61 978 чел. (2025), площадь — 103,47 км². Наряду с Салаватом и Стерлитамаком образует Южно-Башкортостанскую полицентрическую агломерацию-конурбацию населением около 700 тыс. человек. Ишимбай — восьмой по численности и седьмой по площади город в регионе.
Город с разветвлённой инфраструктурой, один из крупных индустриальных центров юга Башкортостана, первый флагман нефтедобывающей и нефтеперерабатывающей промышленности региона, столица Второго Баку, родоначальник города Салавата.

## История
Возникновение и экономическое развитие Ишимбая связано с открытием в 1932 году нефтяного месторождения — образованием Второго Баку. Город назван в честь Ишимбая Акбердина, который в 1815 году основал деревню Ишимбаево.

### Предыстория
В 1770 году в целях выполнения разработанной учёным М. В. Ломоносовым программы изучения Российского государства, территорию будущего города посетила экспедиция географического департамента Российской академии наук, возглавляемая знаменитым путешественником, учёным И. И. Лепёхиным. Экспедиция квартировала в деревне Кусяпкулово, где обнаружила выход нефти недалеко от впадения реки Тайрук в реку Белую. В 1880 году геолог В. И. Миллер произвёл первое геологическое исследование будущего Ишимбайского нефтяного района, дав отрицательный ответ на вопрос о наличии нефти. 30 июля 1900 года петербургская газета «Неделя» сообщила об обнаружении больших нефтепроявлений на берегу реки Белой возле деревень Нижнебуранчино и Кусяпкулово. В 1905 году, по поручению главного начальника Уральских заводов, геолог Ф. И. Кандыкин, пробурив на острове (в районе современного моста через реку Белую) скважину в 4 сажени (9,5 м), первым из учёных-геологов дал положительный ответ на вопрос о наличии нефти в этом месте. Летом 1915 года территорию будущего города посетил представитель фирмы бакинских нефтепромышленников братьев Нобелей геолог Андерсен, давший положительный отзыв о перспективности нефтяных разведок. Он предложил местным жителям продать некоторую часть нефтеносных земель, но получил отказ.

### Основание города и первые годы развития

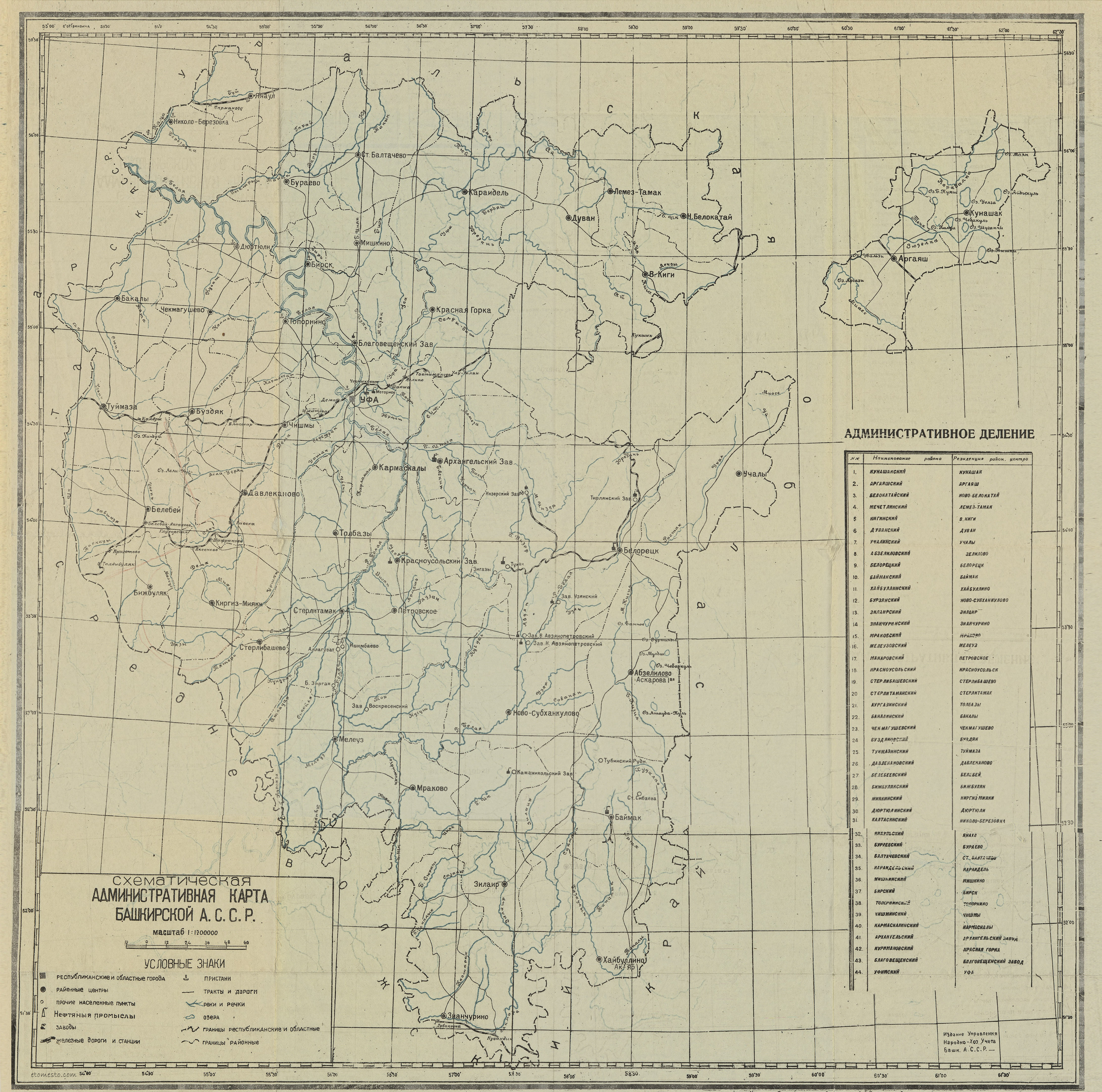
Ишимбаево в 1933

В мае 1929 года Башсовнархоз обратился в Государственный исследовательский нефтяной институт и в геологический комитет с просьбой организовать разведку нефти в Башкирии. Летом по инициативе академика И. М. Губкина нефтяной институт направил в регион три геологические партии, одна из них, под руководством геолога А. А. Блохина, работала в будущем Ишимбае. Алексей Александрович предположил о наличии больших залежей нефти в районе современного города. 
В июне 1930 года правительство БАССР подняло вопрос об ускорении начала работ по глубокому бурению перед Президиумом Всероссийского ЦИКа и Совнаркомом СССР. 28 октября вышло Постановление СНК СССР, обязывающее ВСНХ СССР '«обеспечить в планах Союзнефти на 1931 год глубокое бурение месторождений нефти в БАССР»'. Были приняты меры по укреплению материально-технической базы нефтеразведок. Осенью, по завершении геологических исследований, А. А. Блохин наметил четыре точки скважины № 701—704 под бурение глубоких скважин, в том числе на территории современного мемориального комплекса «Вышка-бабушка».

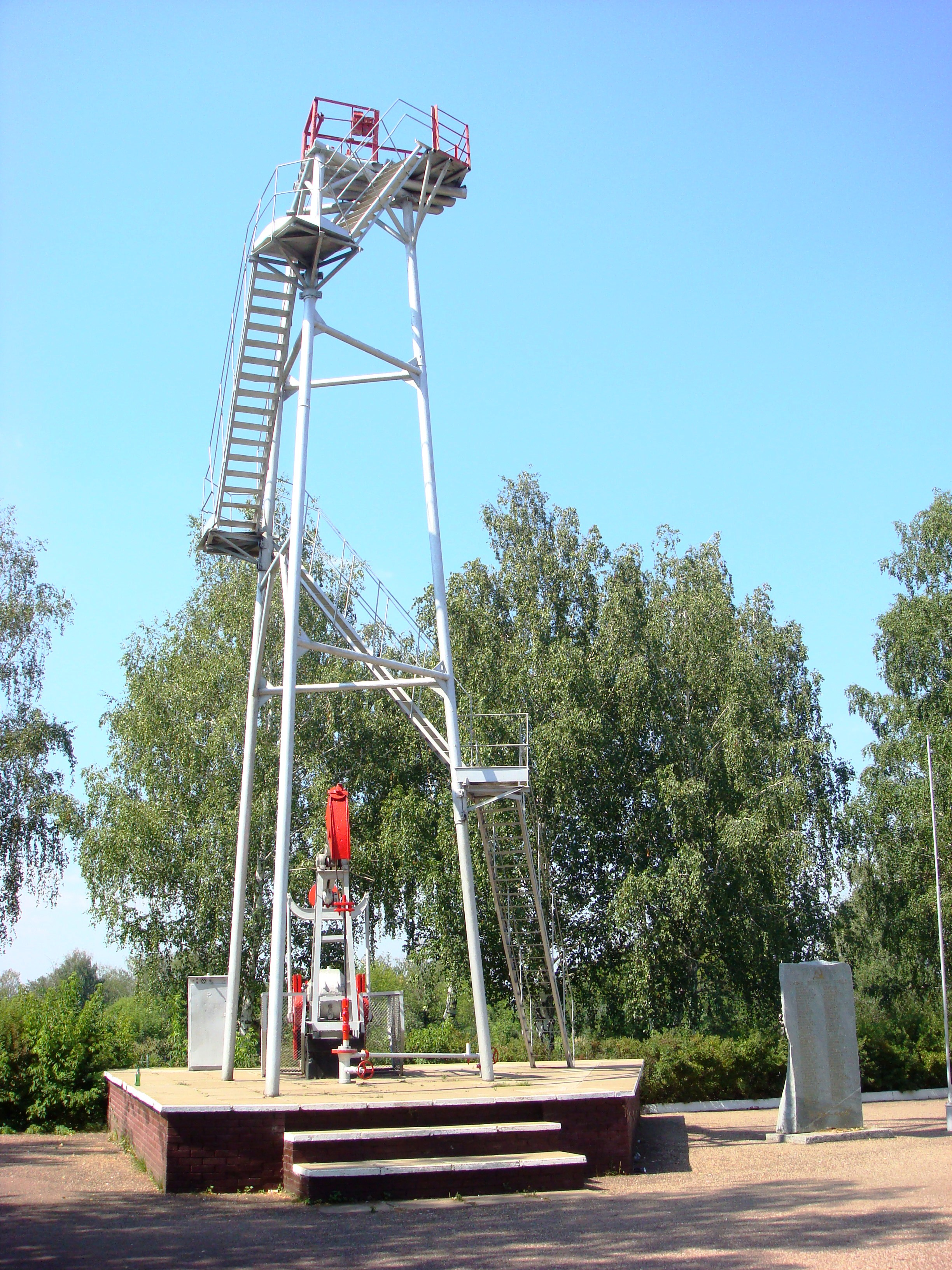
«Вышка-бабушка» — скважина № 702, положила начало Второго Баку

16 мая 1932 года в 11 часов 30 минут с глубины 680,15 метров скважина № 702 выбросила первый 36-метровый фонтан промышленной нефти — в течение 4 часов около 50 тонн нефти. Эта дата является основанием Ишимбая и началом становления нефтяной промышленности Башкирии. Был организован первый в Поволжье и на Урале нефтепромысел. Новый нефтяной центр СССР получил именование Ишимбаевского в честь деревни Ишимбаево. Нефтяной промысел, разбросанный на десяток километров, объединил деревни Ишимбаево, Кусяпкулово, Буранчино, позднее задав границы города. В этом же году в населённом пункте стали демонстрировать фильмы, в 1933 году появился первый клуб им. С. М. Кирова. В 1933 году Ф. П. Похлебаев соорудил на левом берегу реки Белой небольшую перегонную установку. В первые дни она давала 750 литров бензина, а вскоре — до 15 тонн бензина в сутки. В том же году в районе Буранчина формировался микрорайон Перегонный, где впоследствии началось строительство нефтеперегонного завода. В 1933 году Башкирский обком ВКП(б) принял решение построить железную дорогу Уфа — Ишимбаево. Осенью 1934 года железнодорожная ветка Дёма — Стерлитамак — Ишимбаево вступила в строй действующих. 
В 1934 году нефтепромысел получил имя С. М. Кирова. В эти годы началось строительство мастерских для буровиков и нефтепромысловиков, переросших в современные машиностроительные заводы, возведены лесопильный завод и столярная мастерская, обеспечившие материалом промышленные, культурно-бытовые объекты
29 марта 1934 года вышло постановление Президиума ЦИК БАССР «Об организации рабочего посёлка ишимбаевских нефтепромыслов», а 10 июня того же года протоколом заседания Президиума Всероссийского исполкома Советов образован рабочий посёлок Ишимбай. В состав нового населённого пункта вошли селения Ирек, Ишимбаево, Кызыл Аул и Юрматы, а сам он стал подчиняться Стерлитамакскому району. Посёлок развивался бурными темпами, в нём стихийно возникали жилые строения.
В 1935 году в Ишимбае организован трест «Башнефть» (в 1940 году переименован в трест «Ишимбайнефть»). В 1936 году на Перегонном построен первый в Башкирии и на востоке страны нефтеперегонный завод, известный в дальнейшем как Государственный союзный завод № 433, строительство которого началось годом ранее.
Постановлением Всероссийского Центрального Исполнительного Комитета «Об образовании новых районов в Башкирской АССР» от 20 марта 1937 года рабочий посёлок Ишимбай стал центром Ишимбайского района. В него вошли земли Макаровского района (Кусяпкуловский сельсовет и Байгузинский сельсовет), Наумовский сельсовет, выделенный из Стерлитамакского района. В конце 1937 года введён в строй нефтепровод Ишимбаево — Уфа. 22 августа 1939 года состоялось заседание президиума райисполкома советов района, которое «решило просить Президиум Верховного Совета БАССР удовлетворить ходатайство нефтяников о переименовании посёлка в город; присвоить название городу Нефтеград».

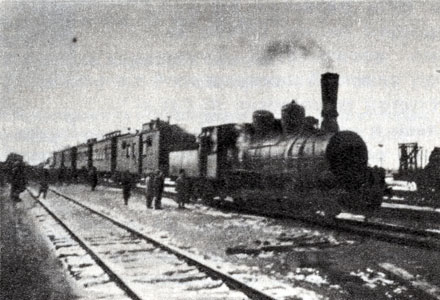
12 сентября 1934 года. На станцию Ишимбаево прибыл первый рабочий поезд

После одобрения обкомом партии, на заседании 17 сентября 1939 года Президиум Верховного Совета БАССР принял решение ходатайствовать перед Президиумом Верховного Совета РСФСР об удовлетворении просьбы нефтяников. 10 февраля 1940 года вышел Указ Президиума Верховного Совета РСФСР «О преобразовании рабочего посёлка Ишимбая в город и о ликвидации Ишимбайского района Башкирской АССР»:

1. О преобразовании рабочего посёлка Ишимбая Ишимбайского района в город с выделением его в самостоятельную административно-территориальную единицу республиканского подчинения. 

2. О включении в черту города Ишимбая населённых пунктов: Кусяпкулова и Смакаево Ишимбайского района. 

3. О перечислении из Ишимбайского района: Аллагуватского и Наумовского сельских Советов в Стерлитамакский район: Кусяпкуловского и Байгузинского сельских Советов в Макаровский район и о ликвидации Ишимбайского района.

С того момента Ишимбай стал городом республиканского подчинения. 3 марта 1940 года состоялась первая сессия Ишимбайского городского совета депутатов трудящихся. Был избран исполком горсовета, председателем которого стал Максим Сергеевич Платонов, бывший буровой мастер. Одновременно избрали городской комитет партии.

### Город трудовой доблести

Ишимбай в 1944

В 1941 году началась Великая Отечественная война. Военные действия в Ишимбае не проходили, однако город оказал серьёзную тыловую поддержку фронту. Жители города внесли достойный вклад в формирование Фонда обороны. На собрании ишимбайских нефтепереработчиков 7 августа 1941 года решили ежемесячно, до окончания войны, в Фонд вносить однодневный заработок, каждый месяц отрабатывать для него по два воскресных дня. В сентябре 1941 года ишимбайцы внесли в Фонд обороны облигаций в размере 400 тыс. руб
Ишимбайские буровики пробурили 275 тысяч метров скважин, что в 40 тысяч раз метров больше, чем в довоенный период. В военные годы нефтяники добыли для страны около 4,5 миллиона тонн нефти. Это означало, что каждый пятый танк и самолёт на фронтах заправлялись горючим, произведённым из ишимбайской нефти. 
Началось становление машиностроительной промышленности. Из Баку в Ишимбай эвакуировался механический завод им. Сталина. С 1943 года Государственный союзный машиностроительный завод имени Сталина. Предприятие производило боеприпасы, ловильный инструмент, долота, вытачивало направляющие гильзы для «катюш»
В 1942 году с целью увеличения производства горюче-смазочных материалов и специальной продукции для фронтов в левобережной части Ишимбая началось строительство пиролизного завода № 89, ставшего впоследствии Государственным союзным заводом № 411. В этот период начал действовать газолиновый завод для переработки нефтяного газа и производства бензина. В годы войны также вошли в строй кирпичный и карбидный заводы
6 октября 1942 года в Ишимбае скончался основатель города и первооткрыватель башкирской нефти инженер-геолог А. А. Блохин. Руководитель города М. С. Платонов постановил произвести его захоронение в городском сквере на Геологической улице. Позже на могиле установили беломраморный обелиск в виде буровой вышки, спроектированный И. М. Павловым.
В Ишимбае сформировалось патриотическое движение по сбору средств для создания танковых колонн и эскадрилий. Все жители города приняли в этом участие, внесли в Фонд обороны более 1 млн руб. В знак признательности И. В. Сталин прислал исполкому горсовета и горкому партии телеграмму: «Передайте трудящимся города Ишимбая, собравшим 1 165 000 руб. на строительство эскадрильи истребителей „Башкирский нефтяник“, мой братский привет и благодарность Красной Армии!»

### Послевоенный период и дальнейшее развитие
В послевоенные годы в Ишимбае начался подъём экономики. В 1947—1948 годах на базе пиролизного Государственного союзного завода № 411, Государственного союзного завода № 433, Государственной союзной товарно-нефтепроводной конторы, газолиного завода образовалось объединение «Ишимбайский нефтеперерабатывающий завод». 
В 1948 году в районе села Большой Аллагуват Стерлитамакского района, в семи километрах от Ишимбая, было решено построить нефтехимический комбинат № 18. Руководство строительством и ответственность за ввод в эксплуатацию основных объектов комбината возложили на Ишимбайскую городскую партийную организацию. Рядом с комбинатом в составе города образовался посёлок, которому 7 июля 1949 года присвоили имя Салавата Юлаева. Нумерация возводимых школ в посёлке продолжалась после ишимбайских школ. На территории комбината построили Ново-Ишимбайский нефтеперерабатывающий завод. Посёлок Салават оставался в подчинении Ишимбайского горсовета до 1954 года, пока не стал самостоятельным городом республиканского подчинения. Именно Ишимбай положил начало и комбинату, и городу, существенно помог в их развитии, приютил первых его строителей. 
В начале 1950-х годов ЦК КПСС и Совет Министров СССР оказали большую помощь в развитии города. В 1950 году на Геологической улице открылся новый клуб им. С. М. Кирова. В 1952 году И. В. Сталин одобрил проект развития города Ишимбая. В 1952—1953 годах город входил в состав Стерлитамакской области Башкирской АССР. В 1956 году состоялось открытие чулочно-носочной фабрики.
В 1959 году открылись первый в городе кинотеатр «Спутник» (микрорайон Новостройка) и клуб строителей (Советская улица), в это же время появился новый клуб нефтепереработчиков (микрорайон Перегонный). В 1961 году состоялось открытие Дворца культуры нефтяников им. С. М. Кирова. В 1962 году открылся профилакторий, названный впоследствии «Чайка». В 1964 году на базе школы № 5 состоялось открытие первого историко-краеведческого музея; открылся кинотеатр «Йондоз» (микрорайон Старый Ишимбай). В 1966 году появилось второе предприятие лёгкой промышленности — трикотажная фабрика. В 1969 году открылась гостиница «Заря»
В 1972 году утверждено звание «Почётный гражданин города Ишимбая»; открылся клуб совхоза «Нефтяник». В эти годы произошла перестройка народного хозяйства от нефтедобычи к машиностроению. В 1973 году введён в строй действующих Ишимбайский экспериментально-механический завод. В 1975 году открылся детский кинотеатр «Пионер». В 1977 году построены завод транспортного машиностроения и завод нефтепромыслового оборудования. Планировалось создать одно из крупнейших машиностроительных объединений всесоюзного масштаба, путём включения в него Ишимбайского машиностроительного завода, завода нефтепромыслового оборудования и строительства нового завода блочных установок, который не был введён в строй действующих. 
В 1980-е годы ликвидация Ишимбайского НПЗ происходила поэтапно. Цех № 2, находящийся на Перегонном, ликвидирован и передан в производственное объединение «Главбашавтотранс», в результате чего переработка нефти сохранилась только на левобережном НПЗ. В 1985 году на площади НПЗ началось строительство Ишимбайского специализированного химического завода катализаторов (ИСХЗК). 27 июля 1988 года открылся первый двухзальный кинотеатр «Икар». В 1990 году Ишимбайский НПЗ ликвидирован, а его площадь полностью занял ИСХЗК.
В конце 1980-х годов планировалось кардинальным образом преобразить Ишимбай. Предполагалось строительство лесопромышленного комплекса, который должен был выпускать паркет, заготовки для мебели, древесностружечные плиты. В районе экспериментально-механического завода планировалось развернуть строительство фабрики художественной керамики. Также было намечено строительство нового хлебозавода, фабрики полуфабрикатов, овощехранилища и засолочного пункта. В окрестностях Нефтяника строился кирпичный завод, сооружение которого так и не было завершено. Виной этому послужила перестройка, которая остановила многочисленные крупные проекты по улучшению промышленного потенциала.

### Постсоветский период
В 1990 году открыта мечеть на улице Мира. В 1992 году введён в строй уникальный для России завод по производству кранов-манипуляторов ЗАО «ИНМАН». В 1998 году на месте заброшенного строительства завода блочных установок построен завод кровельных материалов «Кровлестом». В 1997 году открылся Ишимбайский историко-краеведческий музей, созданный благодаря В. Л. Игнатьеву.
18 января 2000 года в соответствии с указом Президента Республики Башкортостан «Об образовании администрации города Ишимбая и Ишимбайского района Республики Башкортостан» образована администрация города Ишимбая и Ишимбайского района путём слияния администрации города Ишимбая и администрации Ишимбайского района.
В 2000 году открылся музей народного образования, созданный усилиями В. В. Бабушкина. В 2001 году в результате банкротства завода нефтепромыслового оборудования, бывший его литейный цех преобразован в ОАО «Ишимбайский литейный завод „Нефтемаш“». В 2004 году состоялось открытие православного Свято-Троицкого храма.
2005 год наиболее серьёзно сказался на экономике Ишимбая. Литейный завод «Нефтемаш» ликвидирован, в результате чего последовал снос его цехов, что составляет около половины бывшего завода нефтепромыслового оборудования. Та же участь постигла ИЗТМ, значительно сокративший свои площади, на одной из которых появилось новое предприятие Ишимбайский станкоремонтный завод. Спецхимзавод катализаторов в связи с банкротством сократил свою территорию, предоставив её ООО «Агидель-нефтепродуктсервис». Новое предприятие, возникшее на месте бывшего НПЗ, в ближайшем будущем планировало вновь организовать нефтепереработку в городе.
1 января 2006 года в ходе проведения муниципальной реформы город Ишимбай вошёл в состав муниципального образования «Городское поселение город Ишимбай» территориальной единицы муниципального образования «Муниципальный район Ишимбайский район».
В 2010 году открылся Ишимбайский общественный этнографический музей «Юрматы». 15 января 2013 года закрылся единственный в городе кинокомплекс «Икар».
В 2013 году ишимбайцы обратились к Р. З. Хамитову с просьбой присвоить Ишимбаю звание «Город трудовой славы». С 2015 года правительство региона рассматривало данную инициативу. В 2016 году городу Ишимбаю присвоено почётное звание «Город трудовой доблести и славы» постановлением президиума Межгосударственного союза городов-героев. Этого звания город удостоен за большой вклад в победу в Великой Отечественной войне и за массовый трудовой героизм в мирное время.
Указом президента Российской Федерации от 15 января 2025 года № 16 «О присвоении почётного звания Российской Федерации „Город трудовой доблести“» Ишимбай стал городом трудовой доблести.

## Физико-географическая характеристика

### Географическое положение
Город Ишимбай расположен на юге Башкортостана, на западных отрогах Южного Урала, в 160 км от Уфы, на побережье реки Белой и в устье реки Тайрук. Ближайшие города: Салават (с ним вплотную граничит, 15 км между автовокзалами) и Стерлитамак (21 км к северо-западу). Город находится в нескольких километрах от федеральной автотрассы федерального значения Р-240 Уфа — Оренбург.
| С-З | Санкт-Петербург ~ 2166 км Давлеканово ~ 151 км | Уфа ~ 166 км Стерлитамак ~ 21 км                  | Нижневартовск ~ 1954 км Тюмень ~ 904 км | С-В |
| З   | Москва ~ 1470 км                               | Роза ветров                                       | Магнитогорск ~ 304 км                   | В   |
| Ю-З | Салават ~ 11 км                                | Мелеуз ~ 57 км Кумертау ~ 86 км Оренбург ~ 228 км |                                         | Ю-В |

### Часовой пояс
Ишимбай находится в часовой зоне МСК+2. Смещение применяемого времени относительно UTC составляет +5:00.

### Рельеф

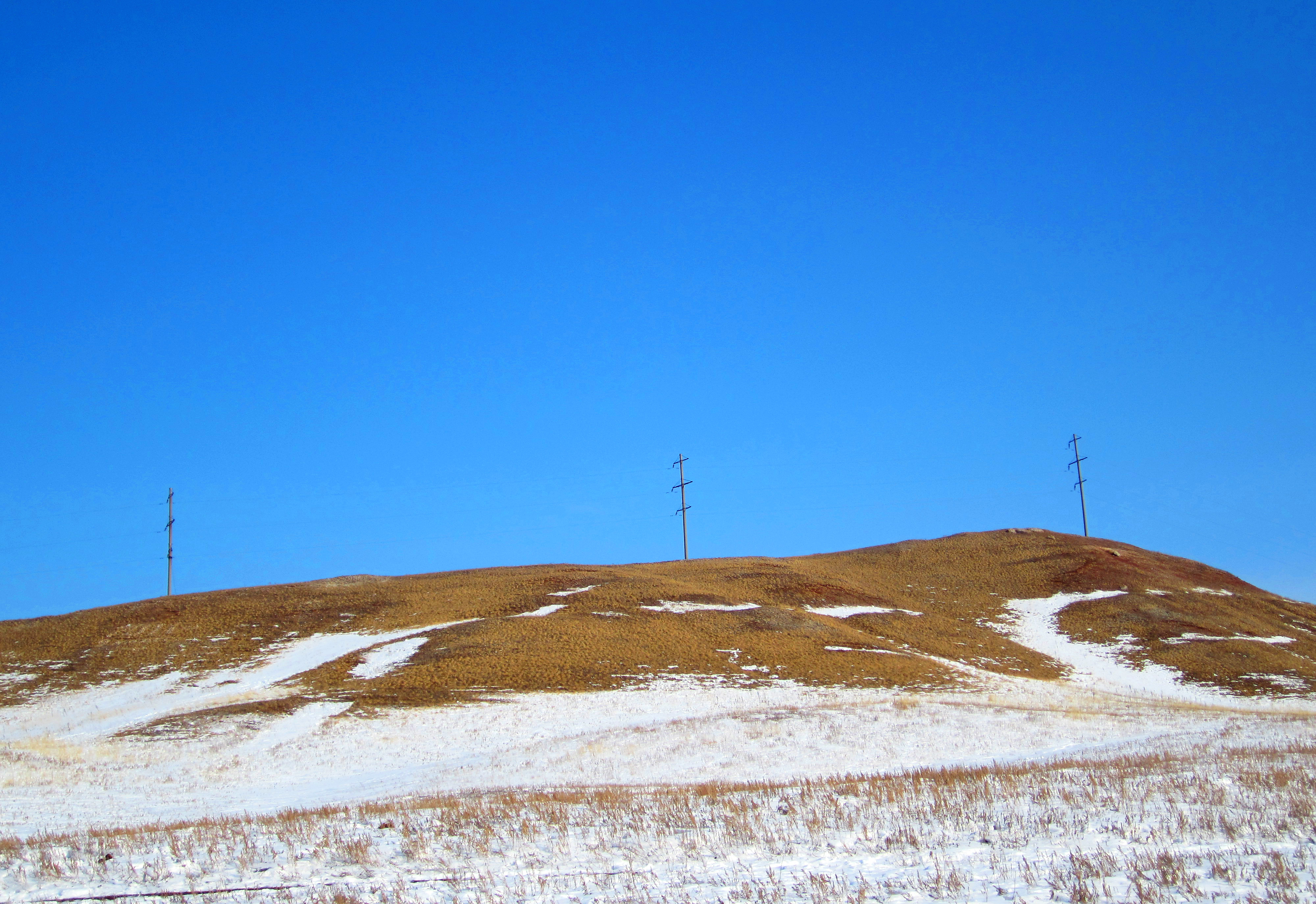
Гора в микрорайоне Нефтяник

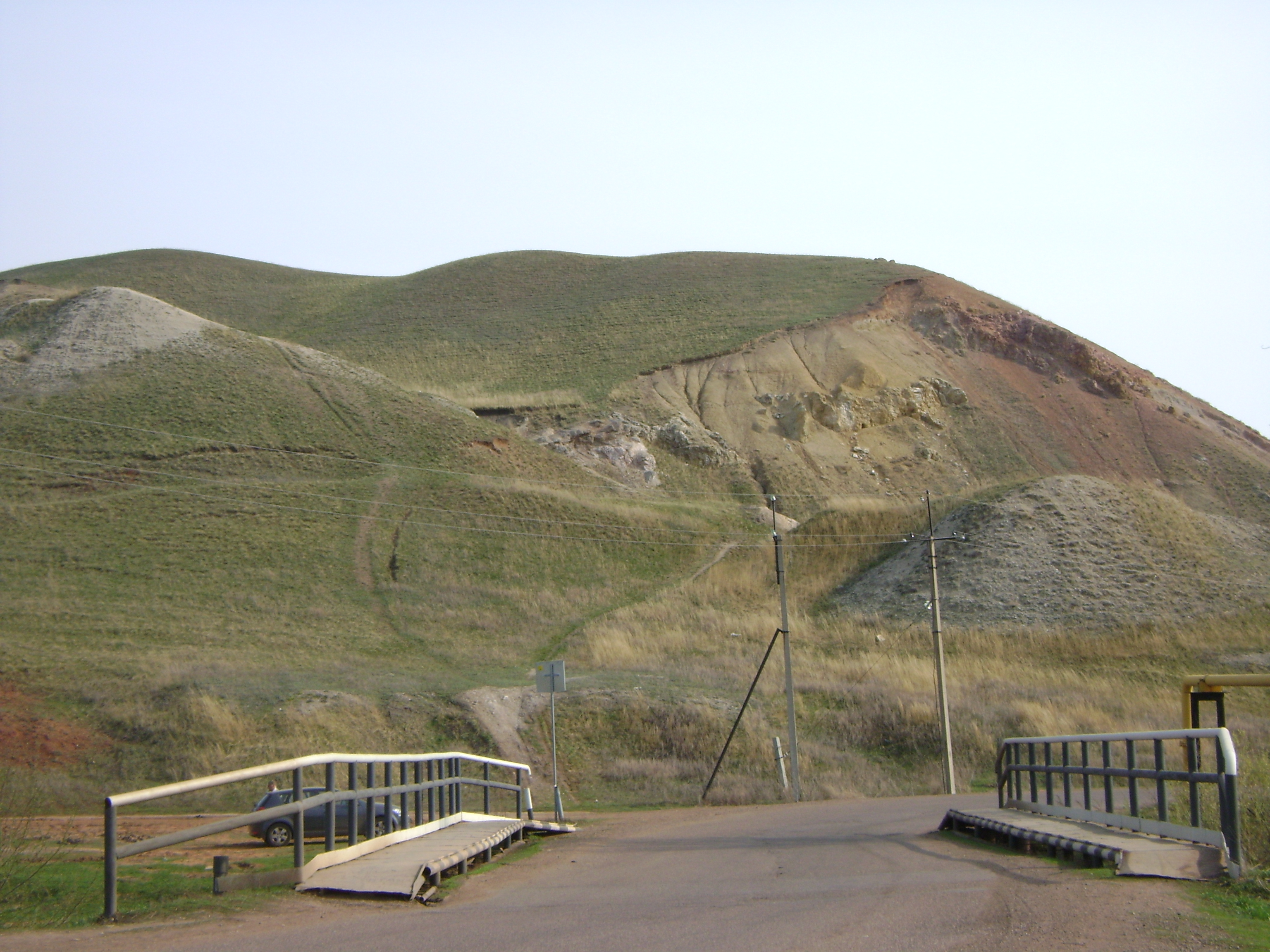
Гора Алебастровая

Характер рельефа ровный, слабоволнистый с преобладающим уклоном 1—3 %, в восточном и южном направлениях сменяется холмисто-увалистым с уклоном выше 20 %. В этом же направлении происходит увеличение абсолютных отметок поверхности от 130—140 метров (в долинах рек) до 270 метров.
На территории города имеется большое количество возвышенностей, особенно они выражены на территории Затайрукского лесопарка им. В. Н. Полякова: горы Маяк (231,3 м), Алебастровая (231,3 м) и вершины высотой 255 и 161,8 м. В этом лесопарке, в окрестностях микрорайона Смакаево, расположена Ишимбайская пещера, скрытая под скалами разного цвета. Она является памятником природы местного значения.

### Гидрография
Ишимбай богат водоёмами естественного и искусственного происхождения. Основная часть города расположена между реками Белой и Тайрук. Белая за последние годы сильно обмелела. На границе города и Стерлитамакского района находится устье Тайрука. Также на территории города протекают река Терменьелга, ручьи Бузайгыр, Сараж, Сикул и Тукмак. Имеются озёра-старицы в левобережной части: Конное, Пенсионерское, Каракуль, Курбалыкуль и др. Среди искусственных водоёмов: Тайрукский пруд на реке Тайрук, действующий в летний период, на котором создан пляж и где существовал прокат водных средств. Запруживанием реки Терменьелги образованы два пруда: Терменьелгинский и Тюринский. Первый, находящийся в районе недостроенного кирпичного завода, сооружён НГДУ «Ишимбайнефть». Второй пруд, находящийся в районе санатория-профилактория «Чайка», создан Ишимбайским нефтеперерабатывающим заводом. Имеется Кузьминовский пруд в одноимённом микрорайоне города. Существуют подземные озёра.
Через водные артерии Ишимбая установлены мосты. При этом через реку Белую — один автомобильный мост, через р. Тайрук — 3 автомобильных и 4 пешеходных, через р. Терменьелгу — 2 автомобильных моста, через Бузайгыр — 3 автомобильных и 1 пешеходный мост, через ручей Сараж — автомобильный и пешеходный мосты, через ручей Сикул — автомобильный мост. Первый мост через Белую был построен целиком из дерева. В 1951 году введён в строй железобетонный мост, длина которого — 344 метра, ширина проезжей части составляла 7 метров и 1,5 метра занимают тротуары. В 1978 году введён в эксплуатацию новый железобетонный мост через Белую, рядом с недействующим. Длина его — 338,85 метра, ширина проезжей части — 9,5 метра, тротуары — по 1,5 метра. В начале 1980-х годов планировалось реконструировать старый мост, объединив с новым. На его реконструкцию отводилось 2 миллиона советских рублей. По нему планировалось пустить троллейбусы в левобережную часть города.

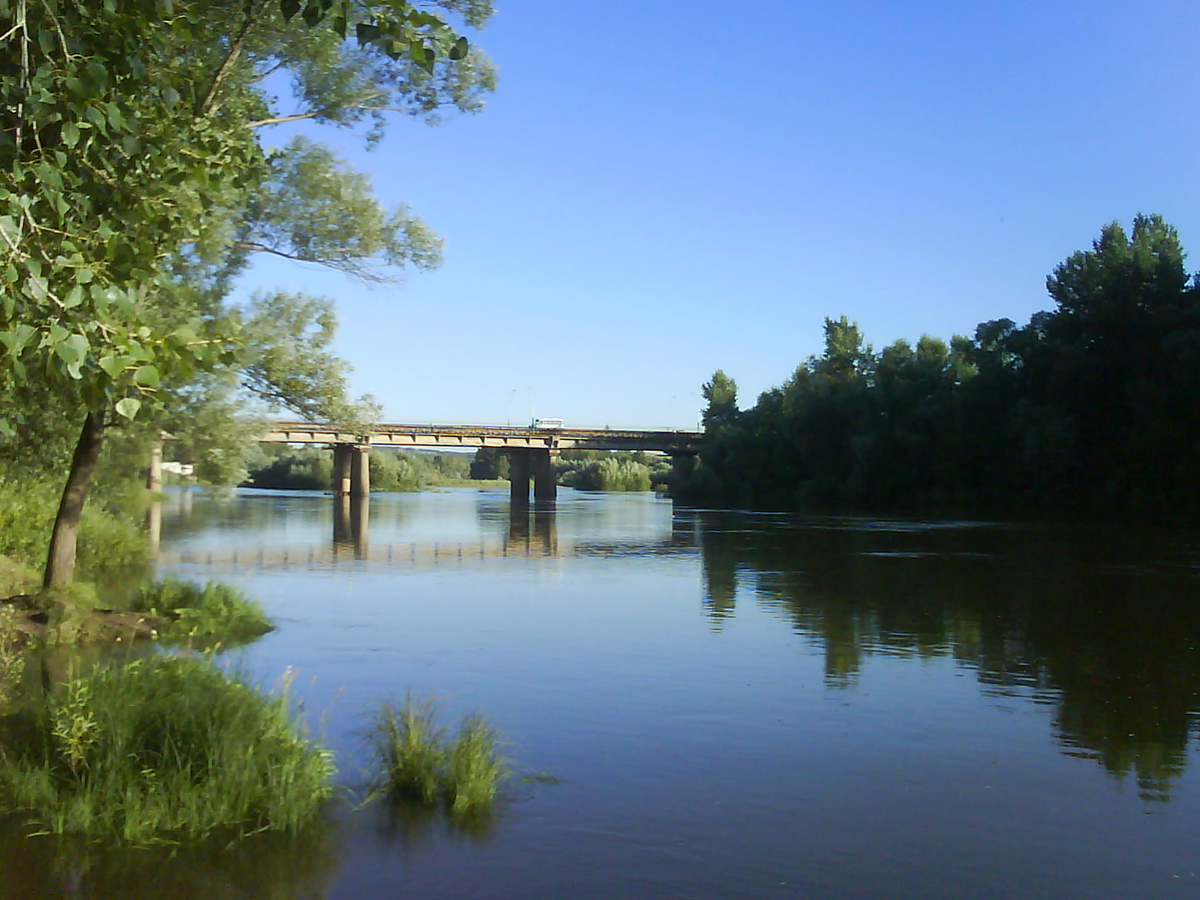
Река Белая в районе автовокзала.
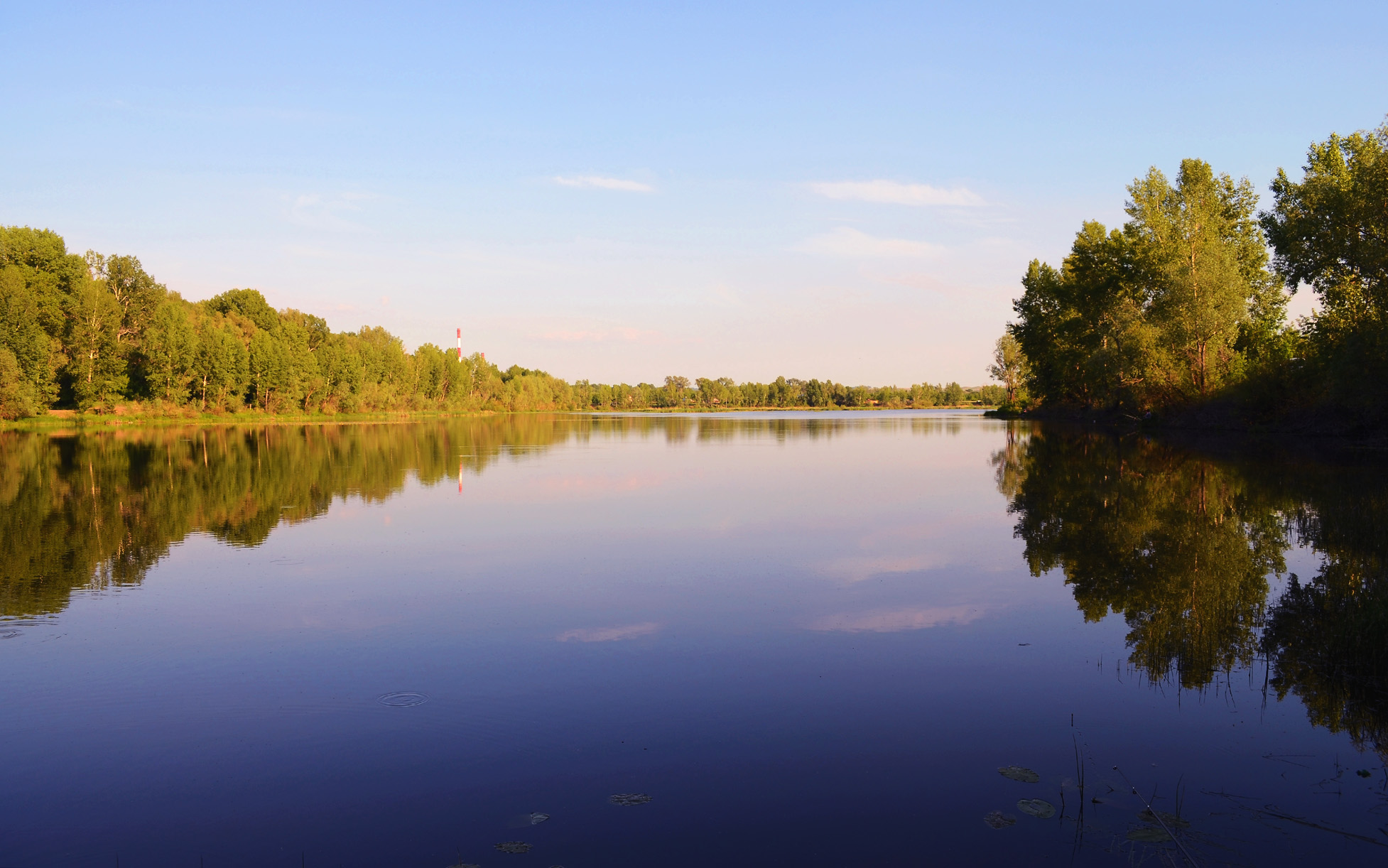
Пенсионерское озеро.
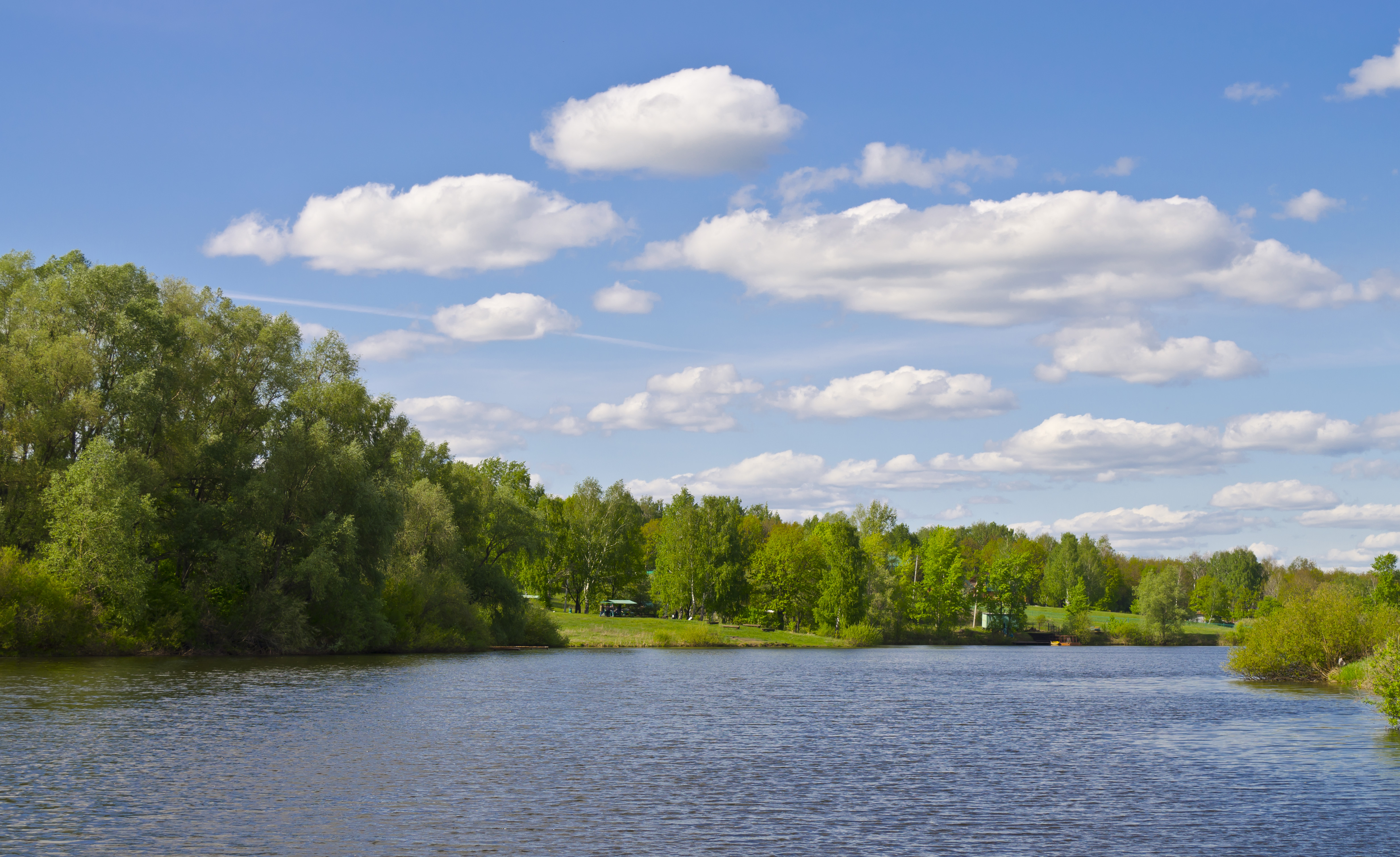
Кузьминовский пруд.
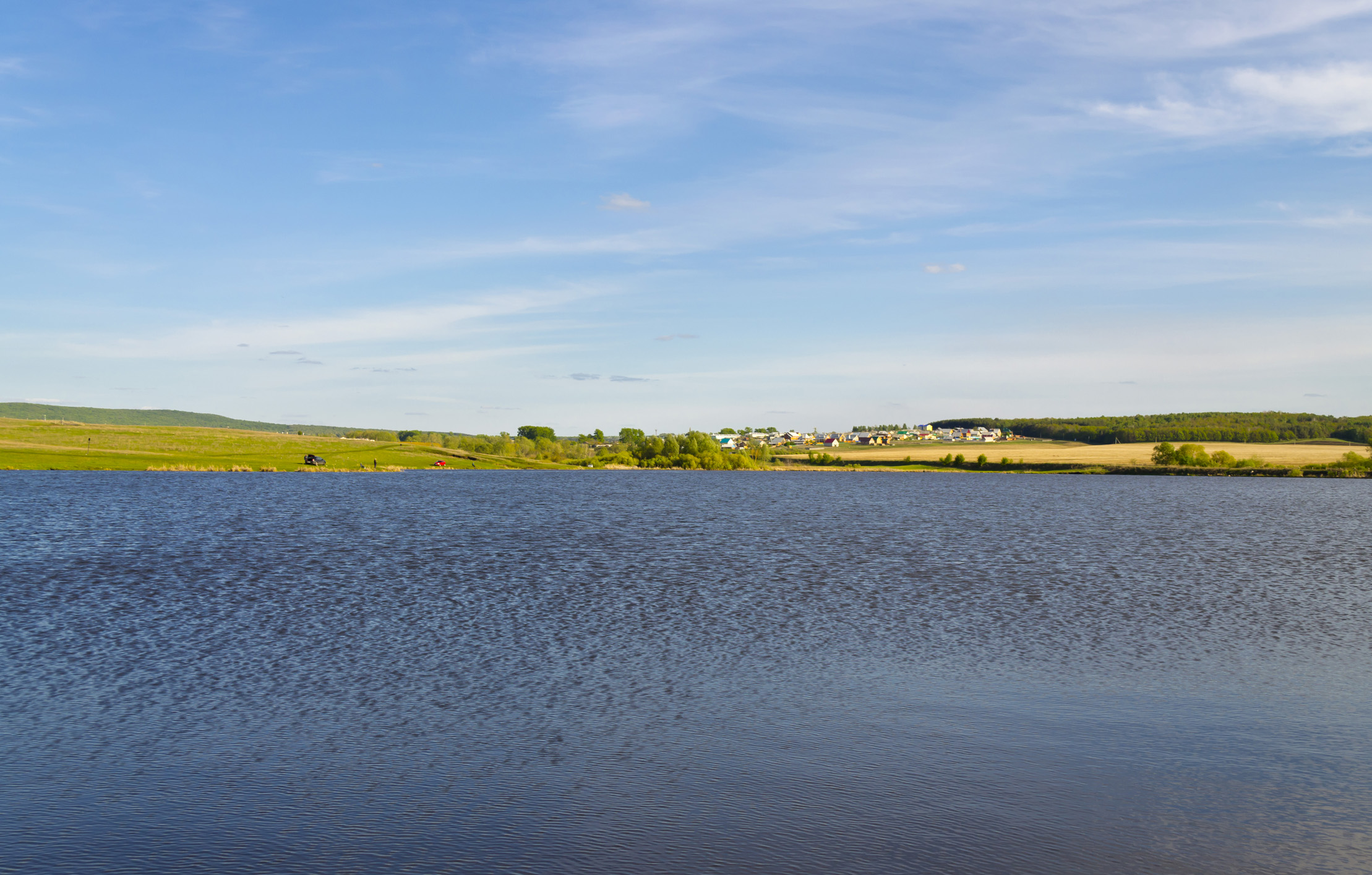
Терменьелгинский пруд.

### Климат
Ишимбай находится в северо-лесостепной подзоне умеренного пояса. Климат умеренно континентальный, достаточно влажный, лето тёплое, зима умеренно холодная и продолжительная с устойчивым снежным покровом. Средняя температура января: −12,5 °C, средняя минимальная: −16,6 °C; средняя температура июля: +20,1 °C, средняя максимальная: +26,4 °C. Абсолютный минимум температуры воздуха достигал −47,6 °C в 1943 году. Абсолютный максимум температуры воздуха достигал +40,5 °C в 1952 году.
- Среднегодовая температура воздуха: +3,31 °C.
- Среднемесячное количество осадков: 1,87 мм/день.
- Относительная влажность воздуха: 67,63 %.
- Средняя скорость ветра: 4,44 м/с, ветер преимущественно с запада.

| Показатель                    | Янв.  | Фев.  | Март  | Апр.  | Май  | Июнь | Июль | Авг. | Сен. | Окт. | Нояб. | Дек.  | Год   |
| ----------------------------- | ----- | ----- | ----- | ----- | ---- | ---- | ---- | ---- | ---- | ---- | ----- | ----- | ----- |
| Средний суточный максимум, °C | −9,02 | −8,25 | −1,87 | 7,95  | 17,5 | 23,4 | 25,8 | 22,2 | 15,8 | 6,58 | −3,33 | −8,59 | 7,39  |
| Средняя температура, °C       | −15   | −12   | −6,77 | 3,26  | 12,7 | 18,6 | 20,3 | 17,9 | 11,7 | 3,57 | −6,14 | −11,7 | 3,35  |
| Средний суточный минимум, °C  | −16   | −16,3 | −11,5 | −1,71 | 6,47 | 12,1 | 14,2 | 12,4 | 7,34 | 0,56 | −9,14 | −15,3 | −1,32 |
| Норма осадков, мм             | 2,27  | 1,78  | 1,48  | 1,48  | 1,11 | 2,19 | 2,09 | 1,85 | 1,54 | 1,90 | 2,23  | 2,58  | 1,87  |
| Источник:                     |       |       |       |       |      |      |      |      |      |      |       |       |       |

### Почвы, растительность и животный мир

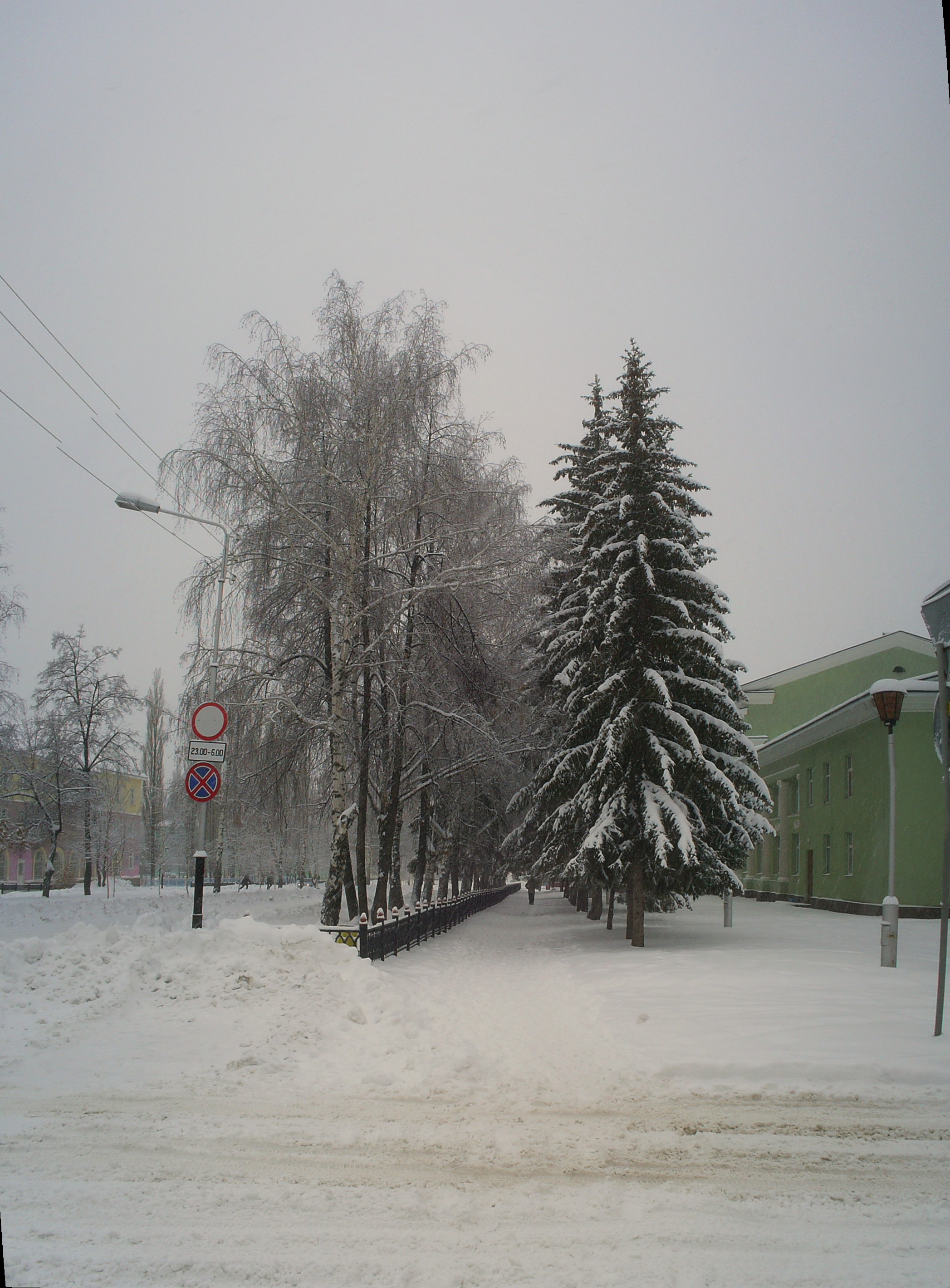
Берёзы и ели на проспекте Ленина

Ишимбай богат зелёными зонами, лесопосадки высаживались в незаселённом городском пространстве, а также за рекой Тайрук — Затайрукский лесопарк. Город по сей день называют зелёной столицей.
Флористические исследования, проведённые в течение 2010—2011 годов в рамках его административных границ, позволили выявить 672 вида сосудистых растений из 84 семейств и 354 родов, в том числе 145 адвентивных видов, из которых 15 могут быть отнесены к инвазивным видам. Отмечено 12 видов, занесённых в Красные книги Республики Башкортостан и Российской Федерации, 11 эндемичных и 8 реликтовых видов. Эти виды являются уникальными для урбанизированных территорий.
Из хвойных деревьев преобладает сосна обыкновенная (Pinus sulvetrig L), встречаются лиственница и ель. Из лиственных — берёза бородавчатая (Betula penula Roth), вяз мелколиственный (Solbus aucuparia L), клён американский (Acer negundo L), липа (Tilia cordata Mill), ясень (Fraxinus L). В лесопосадке второй и третий ярус леса образуют черёмуха (Padus avium Mill), яблоня лесная (Malus sulvestrig L), боярышник кроваво-красный (Crataegus sanguinea Pall), крушина ломкая (Frangula alnus Mill), жимолость татарская (Lonicera tatarica L), жостер слабительный (Rhamnus cathartica L), шиповник.
В середине 2000-х годов велось активное строительство жилых домов на территориях многих зелёных насаждений. Ликвидирован сквер на Бульварной улице в квартале № 39. Сквер Нефтяников (Пионеров), находившийся между Промысловой улицей, проспектом Ленина и улицей Блохина, застроен блокированными жилыми домами. Планировалось построить дом в сквере имени Блохина, но решение отменили под настойчивым влиянием общественности.

### Экологическое состояние
Экология Ишимбая формируется природно-климатическими условиями и нахождением города в промышленной субзоне Южно-Башкортостанской агломерации-конурбации, характеризующейся значительной долей предприятий нефте- и газопереработки, химических производств, нефтедобычи, нефте- и газопроводной системы.
Для города Ишимбая характерна проблема загрязнения воздушного и водного бассейнов. На протяжении ряда лет имеет место проблема загрязнения подземных вод и почв левобережья реки Белой нефтью и нефтепродуктами за счёт техногенных потерь при добыче и переработке нефти за предыдущие годы хозяйствования. В левобережной промышленной зоне находится озеро Каракуль (Чёрное озеро), названное так по большому содержанию в нём нефтяных отходов от Ишимбайского нефтеперерабатывающего завода. Основными загрязнителями воздушного бассейна города являются: диоксид азота, сероводород, пыль, оксид азота, оксид углерода, аммиак, диоксид серы. Соотношение выбросов от стационарных источников к передвижным составляет 1:9. Из общей массы загрязняющих веществ, выбрасываемых в атмосферу, основная часть приходится на оксид углерода, доля которого составляет 70 %. Продукты сгорания топлива составляют до 95 % от общего объёма выбросов вредных веществ в атмосферу.
Площадка расположения Ишимбая характеризуется неблагоприятными метеорологическими условиями (4 климатическая зона, 50 % дней в году штилевые явления, 75 % дней в году температурные инверсии приземного слоя атмосферы), что способствует накоплению выбросов загрязняющих веществ в воздушном бассейне города. При определённых метеорологических условиях на атмосферу города Ишимбая оказывают воздействия и техногенные выбросы промышленных комплексов городов Салавата и Стерлитамака. В этих условиях большое значение приобретают организационные мероприятия по регулированию выбросов загрязняющих веществ в воздушный бассейн в периоды неблагоприятных метеоусловий, координация усилий инспектирующих органов, предприятий и организаций.
В 2009 году увеличился удельный вес исследованных проб атмосферного воздуха с повышенным содержанием загрязняющих веществ в 1,1—2,0 раза. Основным источником загрязнения является ОАО «Газпром нефтехим Салават». В 2010 году Башкирской природоохранной межрайонной прокуратурой проведена проверка предприятий, расположенных на территории бывшего Ишимбайского НПЗ, в ходе которой были выявлены нарушения природоохранного законодательства.
Согласно данным территориального отдела управления Федеральной службы по надзору в сфере защиты прав потребителей и благополучия человека по Республике Башкортостан в городах Ишимбае, Салавате и Ишимбайском районе, по результатам наблюдений за период 2007—2009 годы состояние реки Белой остаётся стабильным. Показатели по нефтепродуктам, фенолам, СПАВ, хрому 6-валентному остаются неизменными и достигают 1,2 ПДК для водоёмов рыбохозяйственного назначения.
Сбор бытовых отходов от населения осуществляется по контейнерной системе. Старый городской полигон твёрдых бытовых отходов, расположенный в Ишимбайском районе, не соответствует санитарным нормам, не ограждён, не оборудовано полное освещение по периметру, коэффициент заполнения полигона более 100 %, его регулярно поджигали. В соответствии с комплексной программой социально-экономического развития города и района строительство нового городского полигона ТБО должно было быть завершено в 2011 году, однако его открытие состоялось позже. Оба полигона расположены возле Затайрукского лесопарка, что существенно влияет на экологию лесного массива.

## Территориальное устройство
Согласно статье 64 Конституции Башкортостана город является составной административно-территориальной единицей, приравненной к району и имеющей название «Ишимбайский район и город Ишимбай». По административно-территориальному делению является городом республиканского подчинения и не входит в состав Ишимбайского района. По муниципально-территориальному устройству он входит в состав муниципального образования «Городское поселение город Ишимбай» — территориальную единицу муниципального образования «Муниципальный район Ишимбайский район Республики Башкортостан». Жители Ишимбая требовали возвращения самостоятельности города от района — преобразования городского поселения в городской округ. В 2010 году на встрече с Р. З. Хамитовым они заявили главе Башкирии об этой просьбе.

### Символика

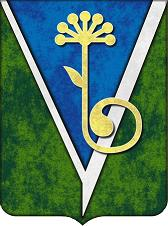
Герб города Ишимбая в 1999—2006 гг.

Главными символами города Ишимбая считаются мемориальный комплекс «Скважина № 702», памятник первооткрывателям башкирской нефти, а также демонтированный памятник-самолёт Ту-104.
Официальная символика города — герб и флаг утверждены решением совета городского поселения город Ишимбай от 14 июля 2006 года № 10/86, внесены в Государственный регистр символики в Республике Башкортостан с присвоением регистрационного номера 048. Государственный геральдический регистр Российской Федерации присвоил регистрационный номер 3238 гербу, 3239 — флагу.

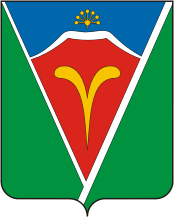
Герб города Ишимбая с 2006 года

Описание герба: «В зелёном поле серебряное узкое опрокинутое стропило (тамга башкирского рода Юрматы), левая сторона которого шире и продлена до подошвы щита, заполненное лазурью, в которой червлёная с седловиной на вершине гора, окаймлённая вверху серебром, обременённая золотым отвлечённым фонтаном о двух струях и сопровождённая в лазури золотым соцветием курая».
Упразднённый герб города был утверждён в 1999 году решением президиума Ишимбайского городского совета среди 80 работ, которые предложили более сорока человек. Автор герба Л. Б. Бахтеева, его ещё можно увидеть на некоторых указателях с названиями улиц. Некоторые элементы нового герба практически совпадают с прежним.
Флаг представляет собой прямоугольное полотнище с соотношением ширины к длине 2:3, воспроизводящее композицию герба города Ишимбая в зелёном, красном, синем, белом и жёлтом цветах. За основу флага Ишимбая взят его герб, композиция и элементы которого обоснованы географическими, историческими и иными особенностями города.
Авторы герба и флага Ишимбая Рафаэль Рашитович Кадыров и Чингиз Асхатович Яруллин.

### Местное самоуправление

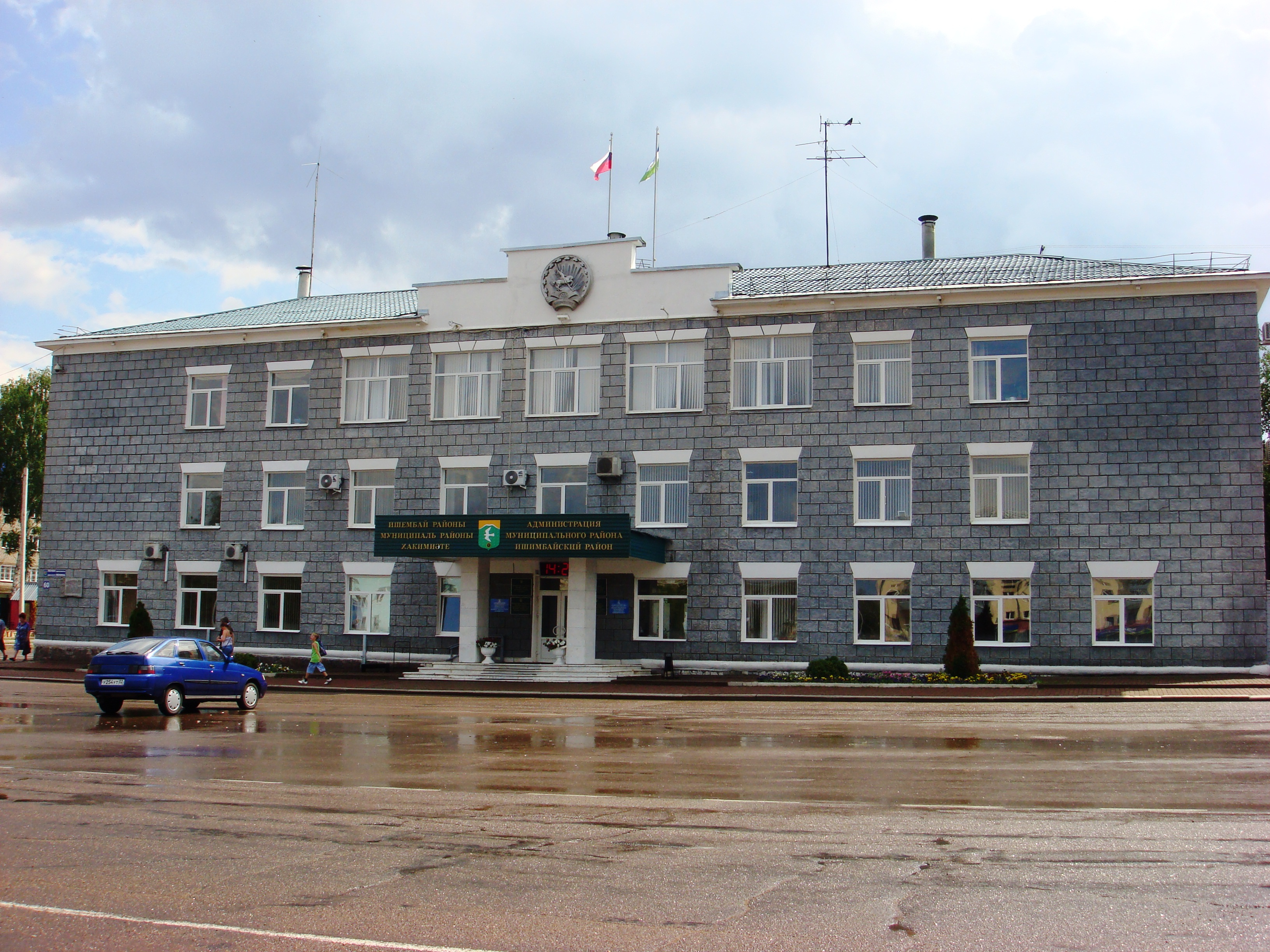
Администрация города Ишимбая

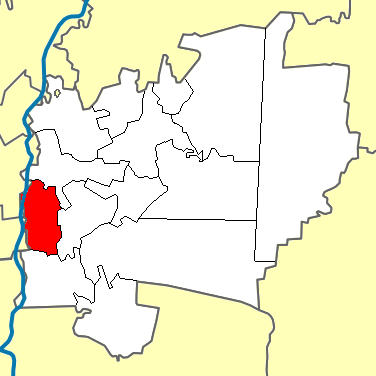
Городское поселение город Ишимбай на карте Ишимбайского района

Город Ишимбай образует муниципальное образование городское поселение город Ишимбай как единственный населённый пункт в его составе. Входит в муниципальное образование «муниципальный район Ишимбайский район» Республики Башкортостан.
Полное официальное наименование муниципального образования: городское поселение город Ишимбай муниципального района Ишимбайский район Республики Башкортостан, сокращённое наименование: город Ишимбай Ишимбайского района Республики Башкортостан. Официальное и сокращённое наименования муниципального образования являются равнозначными.
Местное самоуправление осуществляется на основании Устава, который принят решением совета городского поселения город Ишимбай. Представительным органом муниципального образования является совет городского поселения город Ишимбай (Ишимбайский горсовет), состоящий из 20 депутатов, избираемых на муниципальных выборах по одномандатным избирательным округам сроком на 4 года. Его возглавляет председатель совета, являющийся главой городского поселения и избираемый депутатами из своего состава большинством голосов от установленного числа депутатов совета. Председателем совета является Матросов Александр Васильевич.
Исполнительно-распорядительным органом местного самоуправления является администрация городского поселения город Ишимбай (администрация города Ишимбая). Её формирует и возглавляет глава администрации, который назначается по контракту, заключаемому по результатам конкурса на замещение указанной должности. С 14 мая 2009 года им является Никитин Сергей Александрович.
С 1940 по 2000 годы раздельно существовали администрация города Ишимбая и администрация Ишимбайского района. В 2000 году администрации города и района были объединены. С 2006 года в связи с муниципальной реформой администрация города частично выделена в администрацию городского поселения город Ишимбай, однако все основные функции по управлению городом (кроме благоустройства) находятся в ведении администрации муниципального района Ишимбайский район, которая управляет бюджетом городского поселения.
Жители Ишимбая неоднократно требовали возвращения самостоятельности города от района, преобразования городского поселения в городской округ. В 2010 году на встрече с Р. З. Хамитовым ишимбайцы заявили Главе Башкортостана об этой просьбе, однако она была проигнорирована.

## Население
| 1932    | 1935    | 1939    | 1944    | 1945    | 1946    | 1947    | 1959    | 1967    | 1968    | 1970    | 1973    | 1976    | 1979    |
| ------- | ------- | ------- | ------- | ------- | ------- | ------- | ------- | ------- | ------- | ------- | ------- | ------- | ------- |
| 147     | ↗7000   | ↗21 836 | ↗43 900 | ↘41 000 | ↗42 000 | ↗45 500 | ↗46 234 | ↗53 000 | ↗54 200 | ↘54 136 | ↗55 000 | →55 000 | ↗56 982 |
| 1982    | 1986    | 1987    | 1989    | 1992    | 1994    | 1996    | 1998    | 1999    | 2000    | 2001    | 2002    | 2003    | 2004    |
| ↗61 000 | ↗66 000 | ↗67 000 | ↗70 175 | ↗71 300 | ↗72 000 | ↘71 300 | ↘70 800 | ↘70 070 | ↗70 669 | ↘69 706 | ↗70 195 | →70 195 | ↘69 740 |
| 2005    | 2006    | 2007    | 2008    | 2009    | 2010    | 2011    | 2012    | 2013    | 2014    | 2015    | 2016    | 2017    | 2018    |
| ↘69 252 | ↘68 914 | ↘68 403 | ↘68 121 | ↘68 038 | ↘66 259 | ↘66 166 | ↘66 065 | ↗66 341 | ↘66 177 | ↗66 240 | ↘65 822 | ↘65 422 | ↘65 085 |
| 2019    | 2020    | 2021    | 2022    | 2023    | 2024    | 2025    |         |         |         |         |         |         |         |
| ↘64 307 | ↗64 386 | ↘64 041 | ↘63 132 | ↗63 171 | ↘62 672 | ↘61 978 |         |         |         |         |         |         |         |

На 1 января 2025 года по численности населения город находился на 257-м месте из 1124 городов Российской Федерации.
На 14 октября 2010 года по данным Всероссийской переписи населения 2010 года в Ишимбае насчитывалось 66 259 жителей. По сравнению с 2002 годом горожан стало меньше на 5,6 %. Население Ишимбая состояло из 30 829 мужчин (46,5 %) и 35 430 женщин (53,5 %).

### Демография
В 2012 году родилось 851 человек, прибыло на новое место жительства 2374 человека. Умерло 972 человека, выбыло 1977 человек. Естественная убыль населения 121 человек, прибыло за счёт миграции 397 человек.

### Национальный состав
По итогам переписи населения 2020 года проживали следующие национальности (национальности менее 0,1 % и другое см. в сноске к строке «Другие»):
| Национальность | Численность, чел. | Доля     |
| -------------- | ----------------- | -------- |
| Русские        | 30 400            | 47,47 %  |
| Башкиры        | 22 104            | 34,52 %  |
| Татары         | 9413              | 14,70 %  |
| Чуваши         | 487               | 0,76 %   |
| Украинцы       | 166               | 0,26 %   |
| Узбеки         | 129               | 0,20 %   |
| Азербайджанцы  | 106               | 0,17 %   |
| Немцы          | 90                | 0,14 %   |
| Таджики        | 86                | 0,13 %   |
| Мордва         | 68                | 0,11 %   |
| Другие         | 992               | 1,54 %   |
| Итого          | 64 041            | 100,00 % |

### Языковой состав
Согласно Всероссийской переписи населения 2010 года родными языками населения являлись: русский — 58,8 %, башкирский — 26,1 %, татарский — 11,2 %.

## Планировка города
В 1938—39 годах сектором планировки городов треста «Башпрогор» разработан генеральный план строительства Ишимбая (архитекторы А. И. Филонов, Б. Г. Калимуллин, П. И. Тришин, П. П. Дохтуров и другие).
Исторически сложившейся особенностью является то, что в черту города в начале становления вошли окрестные селения Буранчино, Ирек, Ишимбаево, Кусяпкулово, Кызыл Аул, Смакаево, Термень-Елга и Юрматы. В конце Великой Отечественной войны в черте города находилось более 30 посёлков и деревень, расположенных в 2—15 километрах от центра. В 1948 году в связи со строительством комбината № 18 был образован ишимбайский рабочий посёлок, получивший в 1949 году имя Салавата Юлаева и преобразованный в 1954 году в самостоятельный город республиканского подчинения Салават. В 1953 году утверждена территория города в 104,3 км².
24 сентября 1962 года на заседании исполкома городского совета депутатов трудящихся решено отвести земельный участок площадью 24,43 гектара из юго-западных земель посёлка Кызыл Аул под строительство прудов-наполнителей очистных сооружений комбината № 18 города Салавата. Предусматривался снос попавших в километровую зону от накопителей данных сооружений селений Кызыл Аул, Куч, Ирек и Юрматы.
13 июля 1993 года в соответствии с законом Республики Башкортостан № ВС-18/7 «Об административно-территориальном устройстве Республики Башкортостан и территориях муниципальных образований» в составе города Ишимбая были созданы муниципальные образования Кусяпкулово, Нефтяник, Перегонный и Буранчино, Север, Смакаево, Старый Ишимбай, Центр и Юг. В 2002 году созданы муниципальные образования Север и Юг, в 2006 году данное деление было упразднено.
В настоящее время Ишимбай занимает территорию в 103,47 км², представляющую собой центральную часть с кварталами, девятью микрорайонами № 1, 2, 3, 4, 5, 6, 9, Тайруком и Южным, а также микрорайонами (жилыми районами) малоэтажной застройки Алебастровым, Бурводстроем, Восточным, 2-м Восточным, Железнодорожным, Кузьминовкой, Кусяпкулово, Майским, Нефтяником, Новостройкой, Перегонным, Речным, Смакаево, Старым Ишимбаем, Юрматы. Промышленными кварталами являются Левобережная, Северная и Южная промышленные зоны, где располагаются крупные предприятия города.
Общая площадь муниципального образования совпадает с площадью города Ишимбая: 103,47 км².
|                                                |                                                              |                        |                       |                     |
| Вид на центр города из микрорайона Кузьминовки | Микрорайон № 9 — один из микрорайонов многоэтажной застройки | Микрорайон Кусяпкулово | Микрорайон Перегонный | Микрорайон Нефтяник |

### Улицы и площади, парки и скверы

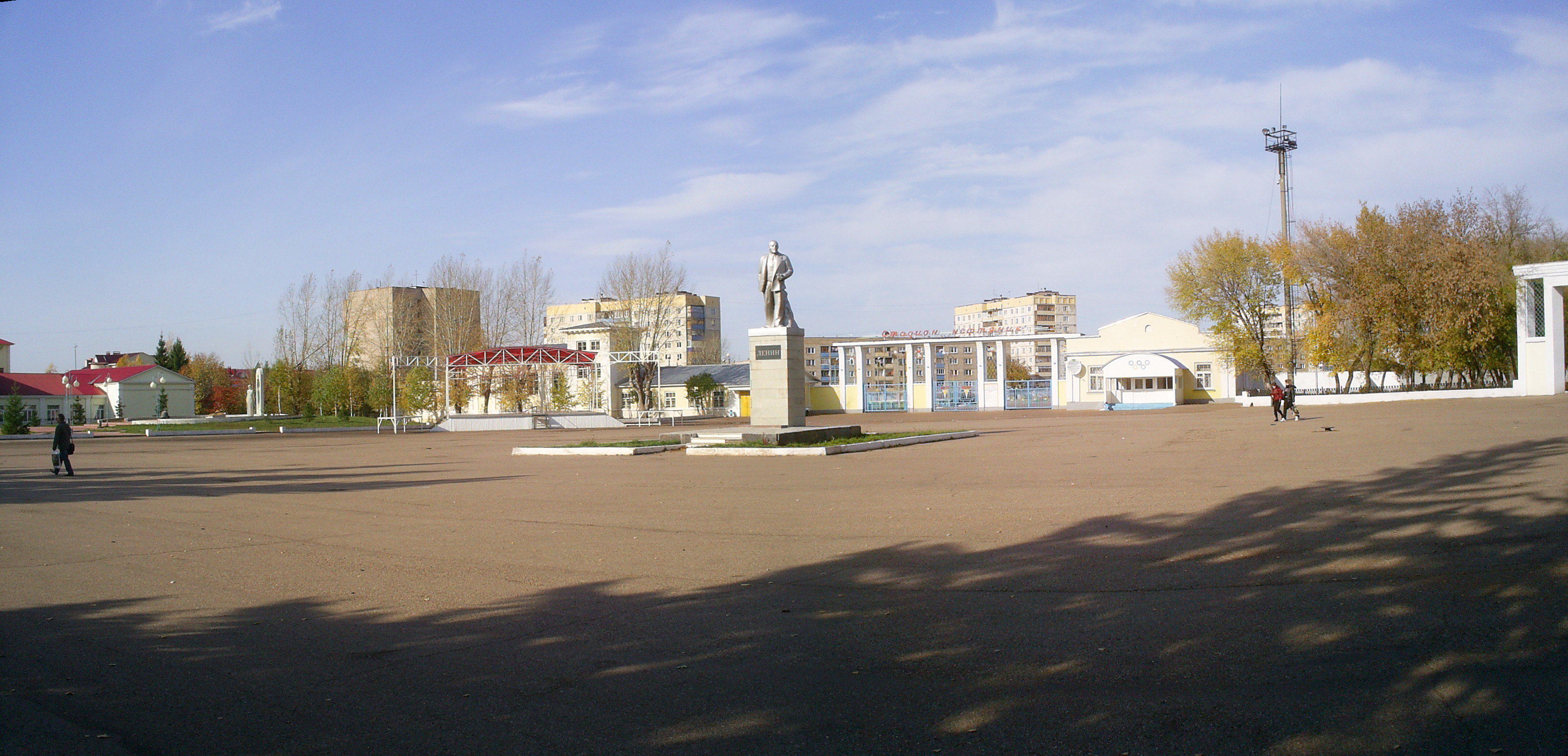
Площадь Ленина

В городе свыше 200 улиц, помимо стандартного типа имеются проспект, бульвар, тупик, переулки, шоссе, площади (Первооткрывателей Башкирской Нефти (центральная) и Ленина).
В Ишимбае много рекреационных зон, среди них:
- Центральный парк культуры и отдыха им. А. М. Матросова, основан в 1946 году[141], находится на Стахановской улице. На его территории установлены аттракционы[142];
- Тайрукский парк культуры и отдыха расположен между улицами Чкалова, Тайрук и Лесным проездом. На территории парка имеется Тайрукский пруд, растут берёзы, ели, тополя[143].
- Затайрукский лесопарк им. В. Н. Полякова находится за рекой Тайрук, самый большой лесной массив города Ишимбая, созданный при В. Н. Полякове. На его территории расположены лыжно-биатлонный комплекс[144] (лыжная база, освещённая лыжероллерная трасса и биатлонное стрельбище), Ишимбайский телецентр;
- Парк Победы (бывший сквер имени XXII Съезда КПСС) находится на Революционной улице[145][146][147][148][149]. На его территории расположен мемориальный комплекс, посвящённый событиям Великой Отечественной войны;
- Сквер им. А. А. Блохина, самый первый парк города, находится на улице Блохина. В 1942 году на его территории похоронили инженера-геолога А. А. Блохина, на могиле которого до 2007 года был установлен беломраморный обелиск в виде буровой вышки, спроектированный первым ишимбайским художником И. М. Павловым[26]. В связи с планировавшейся постройкой жилого дома сооружение демонтировали. Памятник в разобранном виде увезли на территорию одного из предприятий[26]. Под настойчивым влиянием общественности власти отменили решение о строительстве. В декабре 2014 года место обелиска заняла новая скульптура А. А. Блохина с двумя мемориальными стенами. Могила геолога больше не обозначена;
- Сквер им. Ю. А. Гагарина находится на улице Гагарина, в котором установлен памятник космонавту;
- Сквер им. Ш. Н. Шимановского находится на улице Гагарина, название присвоено 19 июня 2024 года;
- Сквер Молодёжи находится возле Дворца молодёжи на Геологической улице;
- Сквер им. 60-летия ВЛКСМ находится вдоль Стахановской улицы, между улицами Мира и Машиностроителей;
- Сквер Нефтяников находится на улице Первооткрывателей Башкирской Нефти. На его территории установлен мемориальный комплекс «„Вышка-бабушка“ — первооткрывательница башкирской нефти»;
- Детский сквер находится на проспекте Ленина, за площадью Первооткрывателей Башкирской Нефти. В центре установлен фонтан со скульптурой «Юноша и девушка»;
- Парк им. И. М. Губкина находится между улицами Некрасова, Машиностроителей, Лермонтова и Мира;
- Сквер им. Зои Космодемьянской находится напротив средней школы № 3. Создан благодаря директору СОШ № 3 И. И. Капошко;
- Сквер Пограничников находится на проспекте Ленина;
- Сквер Воинов-Интернационалистов находится рядом с площадью им. В. И. Ленина, за Дворцом культуры им. С. М. Кирова;
- Сквер Нефтехимиков находится на улице Левый Берег, возле Ишимбайского НПЗ;
- Сквер Машиностроителей находится на улице Машиностроителей, между ИЗМБТ и ИМЗ;
- Сквер им. Ахметзаки Валиди находится на улице Докучаева. Открыт в 2003 году.

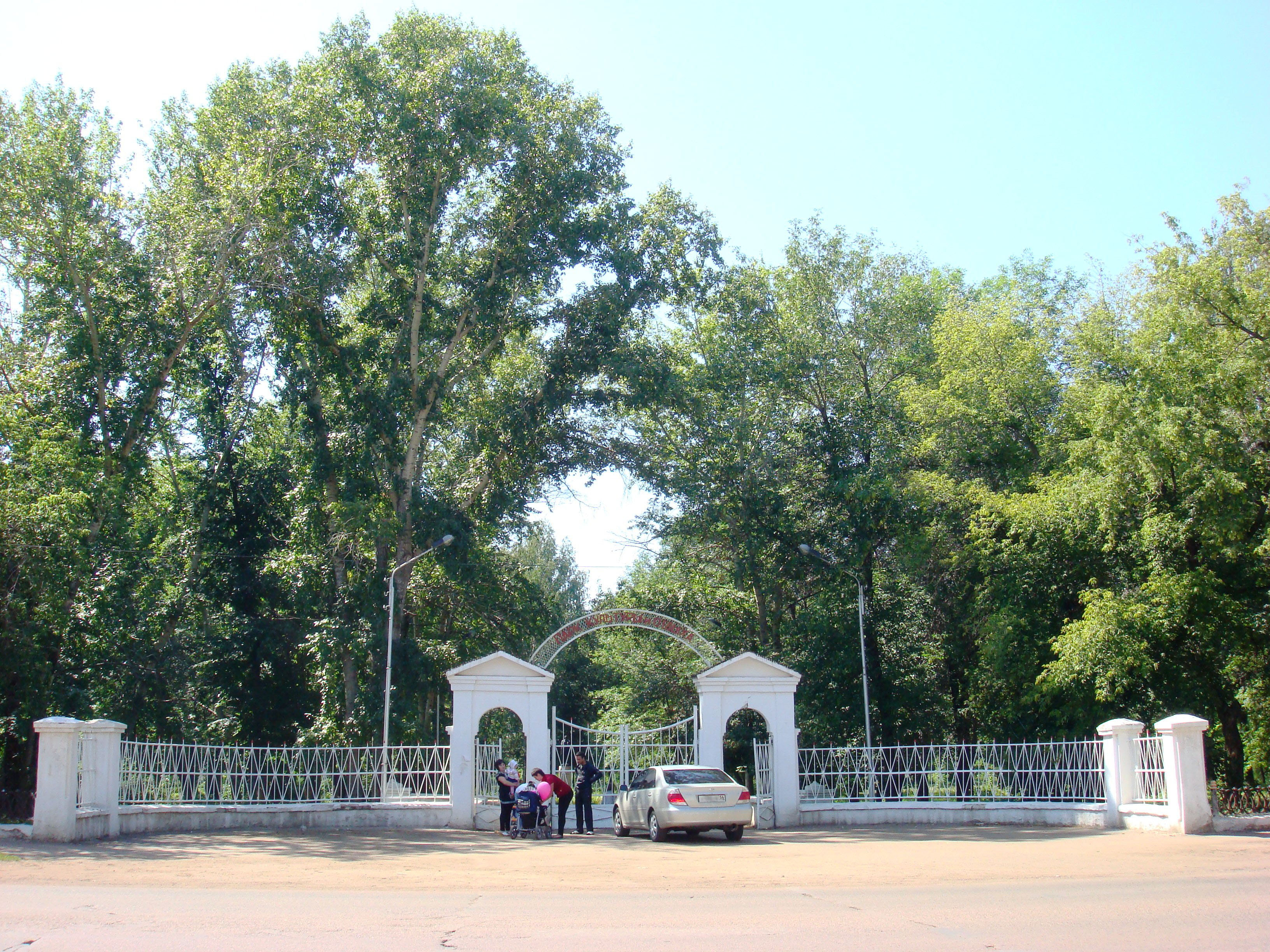
Центральный парк культуры и отдыха им. А. М. Матросова.
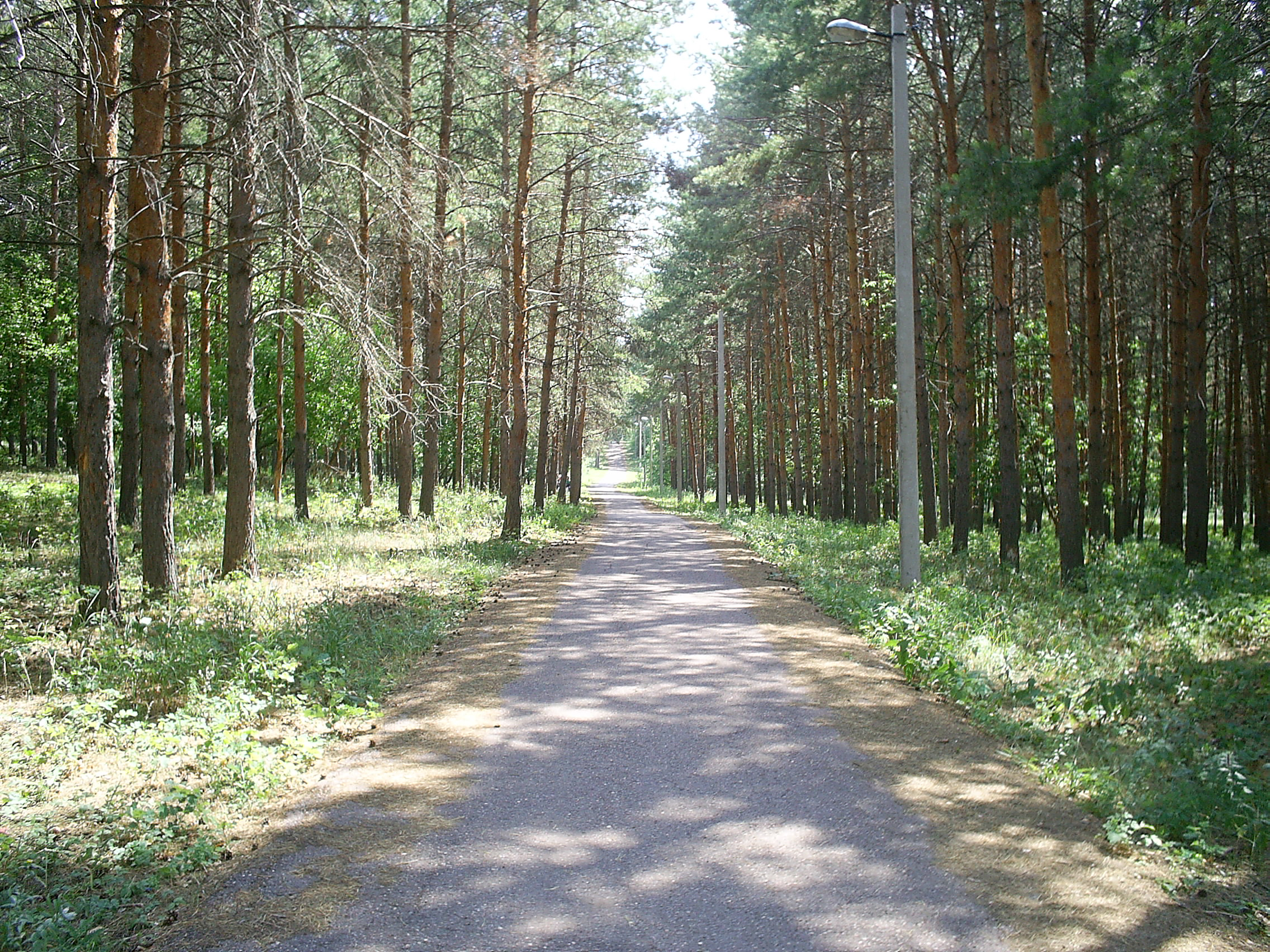
Затайрукский лесопарк им. В. Н. Полякова.
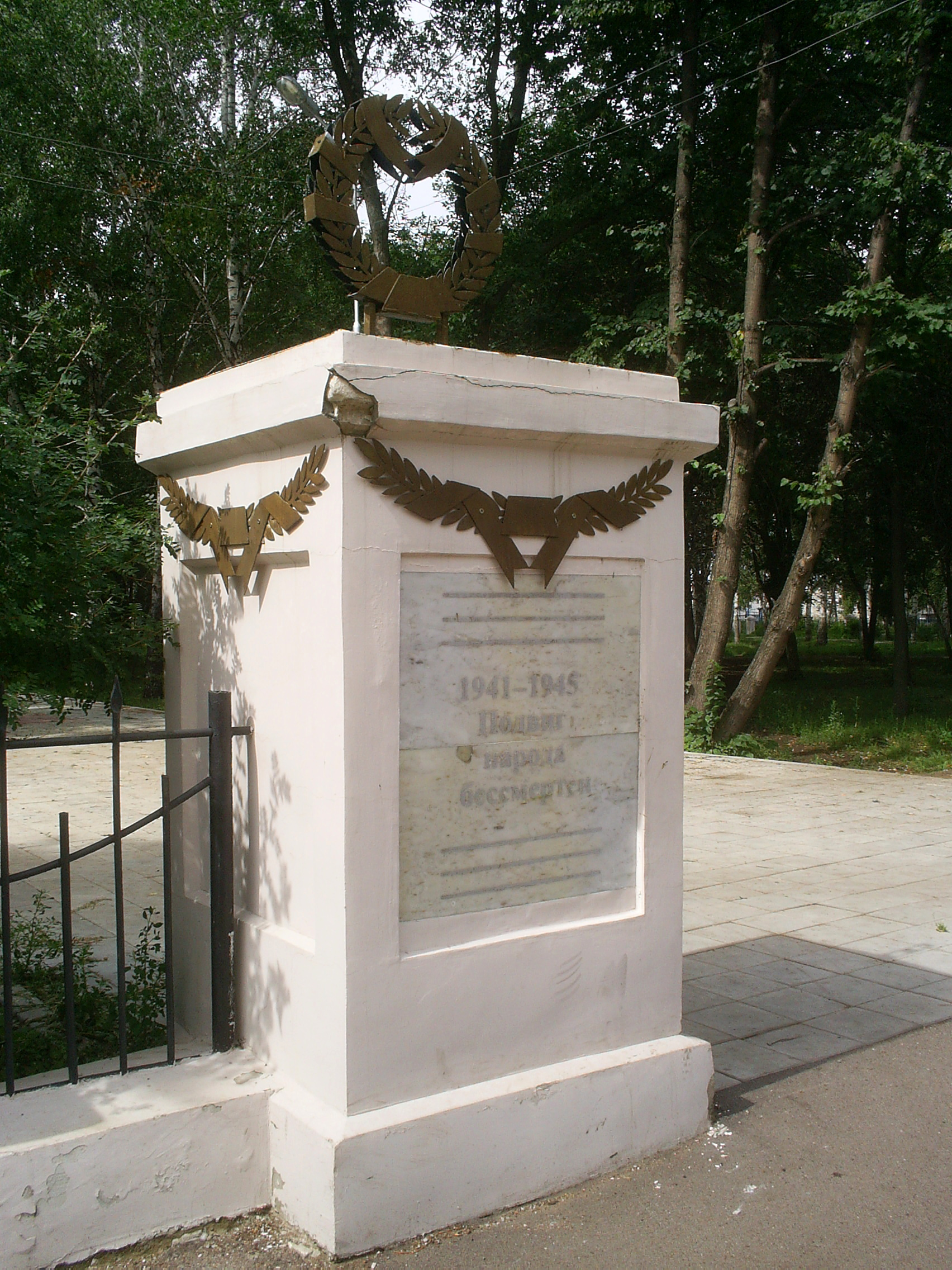
Парк Победы.
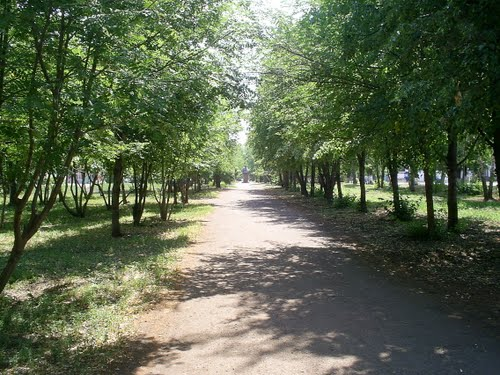
Сквер им. 60-летия ВЛКСМ.

## Экономика
Экономика представлена предприятиями топливно-энергетического комплекса, машиностроительной, нефтехимической, химической, лёгкой и пищевой промышленности, газо- и нефтепроводного транспорта, а также транспорта и связи, сферой обслуживания, образовательными учреждениями.
Мировое значение имеет производство уникальных вездеходов марки «Витязь» (ДТ-30 «Витязь», ДТ-10 «Витязь»). ОАО «Машиностроительная компания „Витязь“» является одним из мировых лидеров и единственным в России предприятием по производству наземных транспортных средств высокой проходимости марки «Витязь», предназначенных для перевозки грузов и людей в особо сложных дорожных и климатических условиях.
Всероссийское значение у продукции ЗАО «ИНМАН», ООО «Идель Нефтемаш» и ООО «Ишимбайский завод мобильной и буровой техники». Компания «ИНМАН», основанная в 1992 году, впервые в России стала выпускать краны-манипуляторы (в июле 2011 года 100 % акций предприятия приобрела австрийская компания-конкурент Palfinger). «Идель Нефтемаш» и Ишимбайский завод мобильной и буровой техники — два из четырёх предприятий России, выпускающих буровые вышки для нефтяных компаний.
За последние годы Ишимбай превратился в подразделенческую вотчину, потеряв свои собственные предприятия и учреждения, являвшиеся до этого самостоятельными юридическими лицами, ныне ставшими подразделениями и цехами и филиалами: городской узел электросвязи, отделение Сбербанка России, городской почтамт, винно-водочный завод и многие другие, которые реорганизовали и присоединили к филиалам и отделениям предприятий и учреждений соседних городов Стерлитамака и Салавата. Это вызвано зависимостью города от района, низким поселенческим статусом Ишимбая. Горожане вынуждены решать свои насущные вопросы в соседних городах.

### Промышленность
Первоначально в Ишимбае развивались нефтегазодобывающие и нефтеперерабатывающие предприятия: трест «Ишимбайнефть» (1932) и Ишимбайский нефтеперегонный завод (1936). Затем начала осваиваться машиностроительная промышленность: Ишимбайский машиностроительный завод (1942), Ишимбайский экспериментально-механический завод (1973), Ишимбайский завод нефтепромыслового оборудования (1977) и Ишимбайский завод транспортного машиностроения. В 1950—1960 годах появились предприятия лёгкой промышленности: Ишимбайская чулочная фабрика (1956) и Ишимбайская трикотажная фабрика (1966). В 1990 году Ишимбайский НПЗ преобразован в Ишимбайский специализированный химический завод катализаторов.
1990—2000-е годы характеризуются банкротством промышленных предприятий и их продажей уфимским, московским, санкт-петербургским, челябинским и другим владельцам. Это вызвало волну реорганизаций и раздробление городских производств на более мелкие с переменой названия. В 2011 году на месте недостроенных корпусов трикотажной фабрики южно-корейскими инвесторами планировалось открыть новое предприятие с трудоустройством 3 тысяч горожан, специализирующееся на выпуске светодиодной продукции.
| Промышленные предприятия города Ишимбая           | Промышленные предприятия города Ишимбая | Промышленные предприятия города Ишимбая |
| Отрасли промышленности                            | Представители |                                         |
| ------------------------------------------------- | --- | --------------------------------------- |
| Нефтяная промышленность                           | Нефтегазодобывающее управление «Ишимбайнефть» ООО «Башнефть-Добыча» \| ОАО «Подземнефтегаз» |                                         |
| Машиностроение и металлообработка                 | АО «Машиностроительная компания „Витязь“» \| ООО «Ишимбайский машиностроительный завод» \| ООО «Идель Нефтемаш» \| АО «ИНМАН» \| ООО «Ишимбайский завод мобильной и буровой техники» \| ООО «Ишимбайский станкоремонтный завод»                                                   |                                         |
| Нефтеперерабатывающая и химическая промышленность | ООО «Ишимбайский специализированный химический завод катализаторов» \| ООО «Ишимбайская нефтебаза „Агидель“» \| Цех «Рассолопромысел» АО «Башкирская содовая компания» |                                         |
| Лёгкая промышленность                             | ЗАО «Ишимбайская фабрика трикотажных изделий» \| ЗАО «Ишимбайская чулочная фабрика» |                                         |
| Пищевая промышленность                            | ОАО «Ишимбайский хлебокомбинат» \| Ишимбайское вино-водочное производство Стерлитамакского спиртоводочного комбината — филиал ОАО «Башспирт» (Ишимбайский вино-водочный завод) \|                                                                                                 |                                         |
| Промышленность строительных материалов            | ООО «Производственное предприятие „Кровлестом“» (Ишимбайский завод кровельных материалов) \| ЗАО «Урал-Технологические системы покрытий» |                                         |
| Деревообрабатывающая промышленность               | ООО «Кедр» (Ишимбайская мебельная фабрика) \| ООО «Уралмебельсервис» |                                         |
| Электроэнергетика                                 | Производственное отделение «Ишимбайские электрические сети» ООО «Башкирские распределительные электрические сети» \| Ишимбайская ГТУ «БашРТС-Стерлитамак» — филиал ООО «Башкирские распределительные тепловые сети» (входит в структуру ОАО «Башкирская электросетевая компания») |                                         |

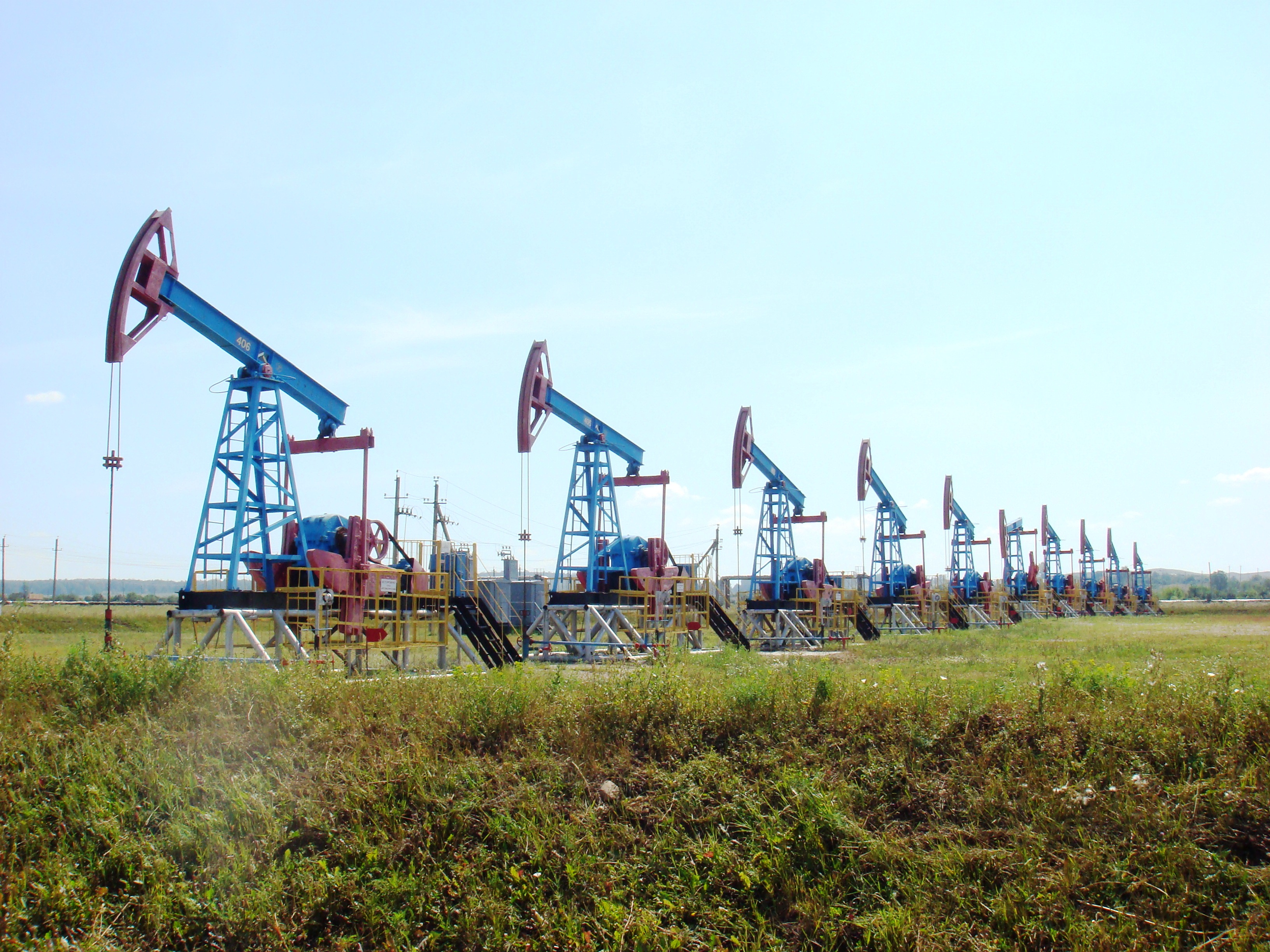
Станки-качалки НГДУ «Ишимбайнефть» на улице Первооткрывателей Башкирской Нефти, напротив исторической скважины № 702
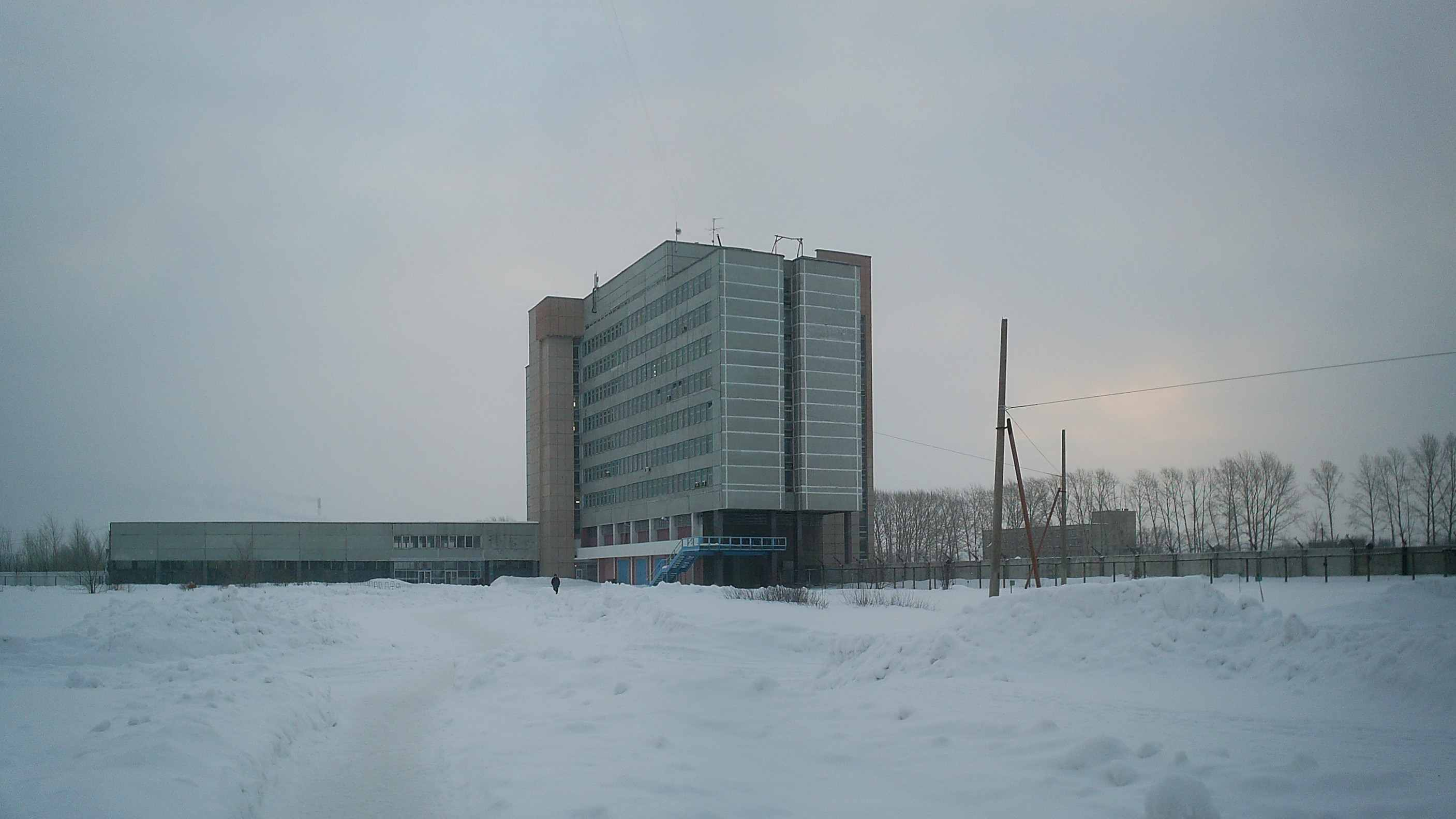
АО «Машиностроительная компания „Витязь“»
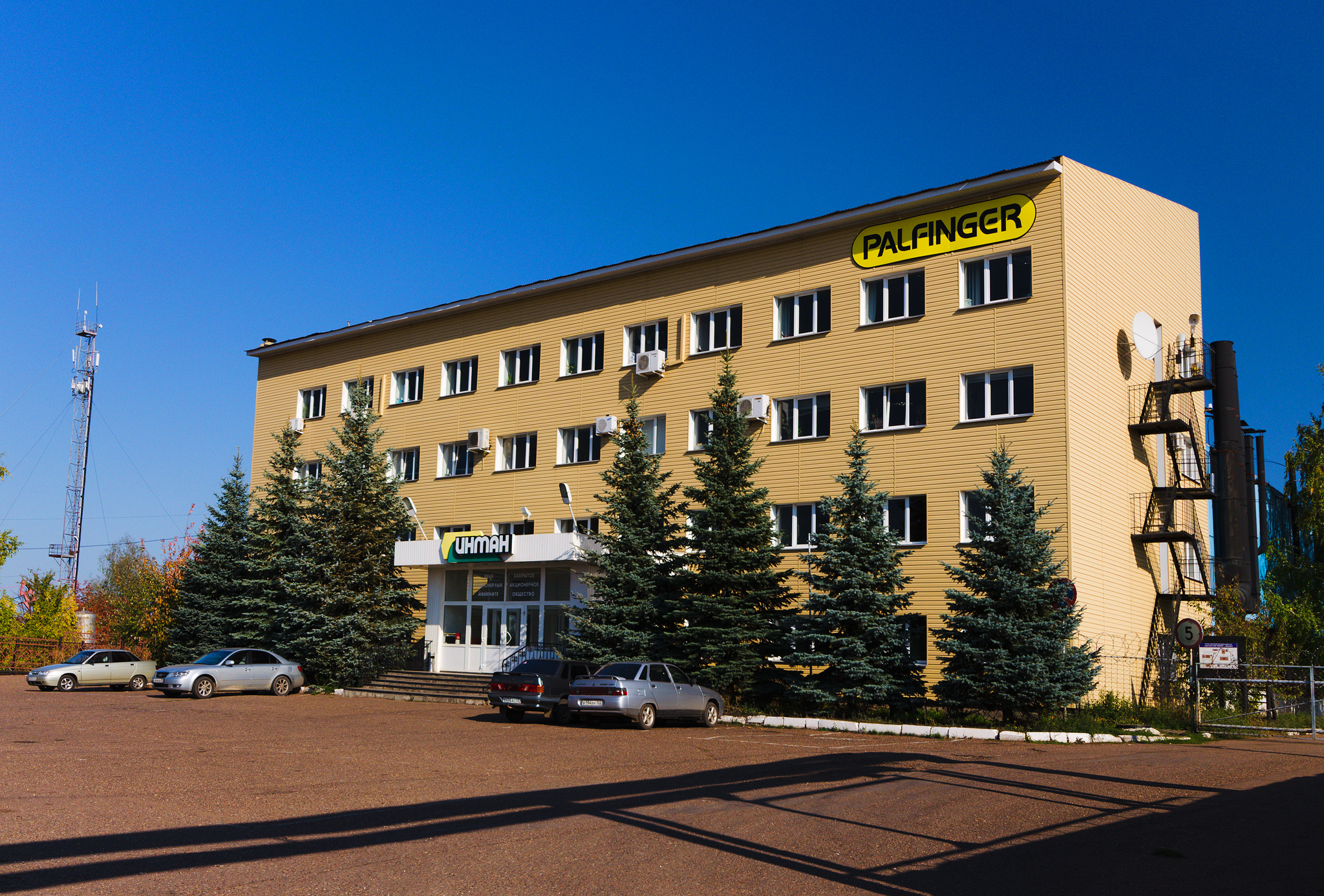
ЗАО «ИНМАН»
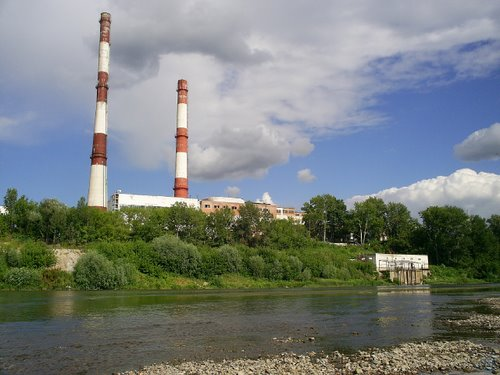
Ишимбайская ГТУ

### Благоустройство

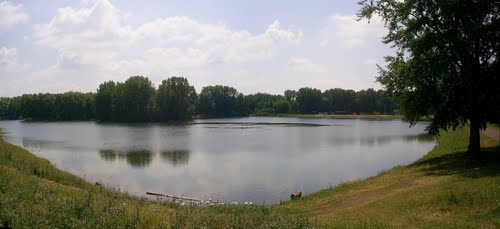
Пруд на реке Тайрук

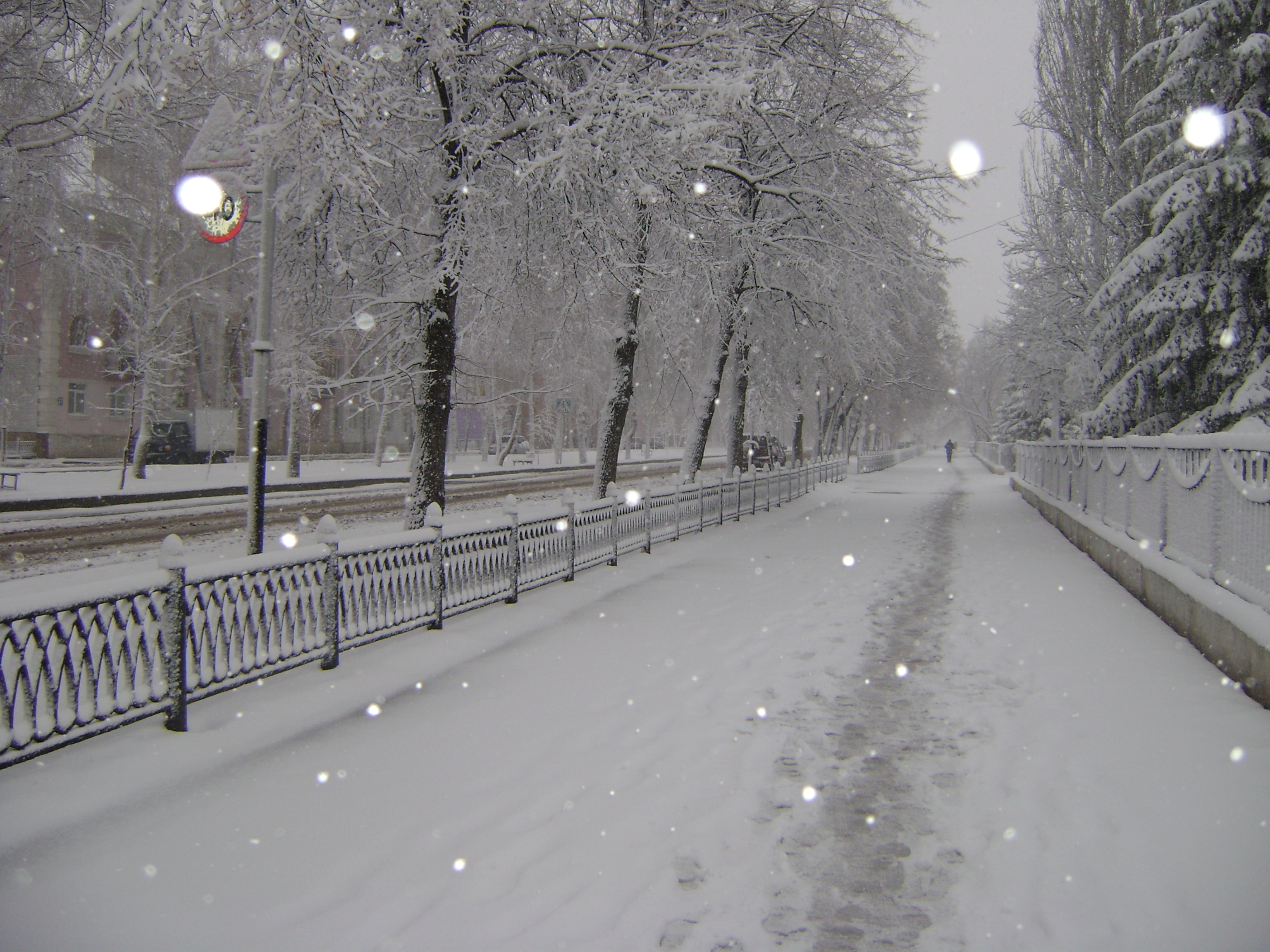
Проспект Ленина зимой

В августе 1952 года вышло распоряжение Совета Министров СССР «Об оказании помощи городскому хозяйству г. Ишимбая». С окончанием строительства в 1952 году асфальтобетонного завода начались работы по благоустройству. Впервые за всё время существования города появились заасфальтированные тротуары и улицы Геологическая, Промысловая, Октябрьская (ныне проспект Ленина) и другие.
В 2002 году Ишимбай принимал участие в конкурсе «Самый благоустроенный город России» среди городов III-й категории, за что был награждён почётным дипломом Госстроя России за хорошую работу по благоустроенности. Долгое время в бесхозном состоянии находился пляж на Тайрукском пруду, восстановление которого началось в 2015 году. В центральном парке культуры и отдыха им. А. М. Матросова практически не осталось аттракционов. За последние годы дороги потеряли свой прежний вид. Также происходило неоднократное банкротство городских предприятий, отвечающих за благоустройство. На данный момент существует МУП «Асфальтобетонный завод», занимающееся благоустройством города.
В 2009 году Ишимбай отмечен почётным дипломом Министерства регионального развития Российской Федерации за хорошую работу, проведённую в 2008 году по развитию города в сфере благоустройства.
В 2011 году город занял третье место среди городов с населением более 60 тысяч человек в конкурсе «Самое благоустроенное городское (сельское) поселение Республики Башкортостан в 2010 году», за что городу был предоставлен межбюджетный трансферт в размере 1,32 млн рублей.

### Жилищно-коммунальное хозяйство

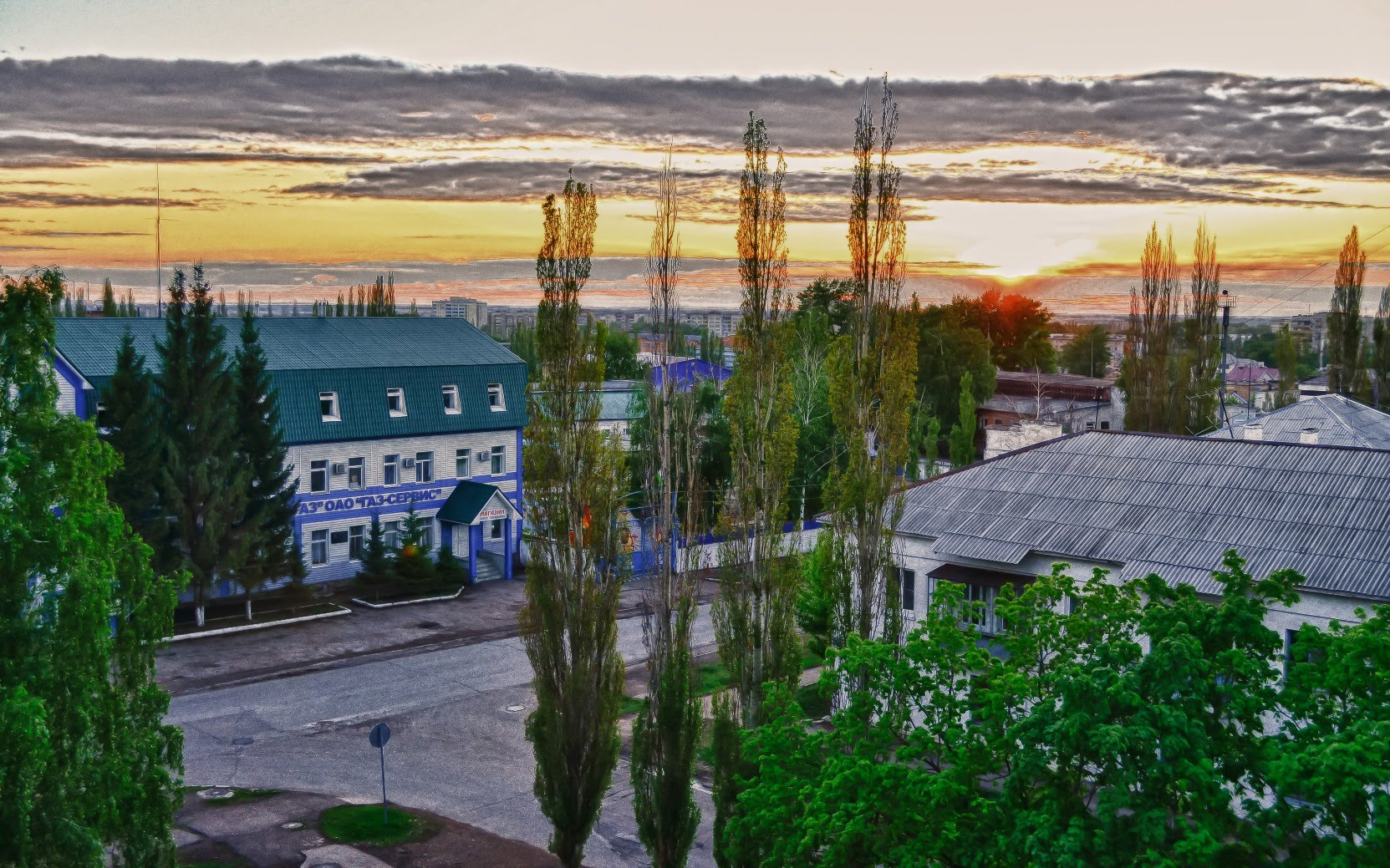
Филиал ОАО «Газпром газораспределение Уфа» в Ишимбае

В Ишимбае имеется большое количество предприятий сферы жилищно-коммунального хозяйства, основное из которых, МУП «Ишимбайская дирекция единого заказчика» РБ, а также управляющие компании и ТСЖ.
Водоотведением и водоснабжением занимается ИМУП «Межрайкоммунводоканал». В городе 100 % централизованное водоснабжение. Протяжённость городских водопроводных сетей — 260,7 км. Питьевая вода обеззараживается без применения хлора, в бактерицидных установках. Водозабор общий для Южно-Башкортостанской агломерации, используются подземные воды долины реки Белой, доставляемые до трёх городов сетью водопроводов Зирган — Ишимбай длиной 261 км и мощностью до 24 тыс. кубометров в сутки (строилась система в 1983—1988 годах). Водоснабжение осуществляется с 1957 года. В декабре 1957 года образовалось управление городского водопроводного хозяйства на основании постановления Совета Министров Башкирской АССР от 4 декабря 1957 года № 671, до этого времени водопроводным хозяйством заведовала контора коммунального хозяйства треста «Ишимбайнефть». Мощность водопровода составляла 11 тыс. кубометров в сутки. Численность работающих насчитывала 100 человек. В 1961 году на баланс были приняты очистные сооружения канализации производственной мощностью 8,2 тыс. кубометров в сутки. В 1975—1985 годах ввели в эксплуатацию линию электропередачи (ЛЭП — 6 кв) протяжённостью 12 км; лучевой водозабор; систему управления скважинами; канализационный коллектор диаметром 450 мм, длиной 5,4 км; насосную станцию перекачки сточных вод производительностью 50 тыс. кубометров в сутки; первую очередь очистных сооружений канализации производительностью 25 тыс. кубометров в сутки. Протяжённость городских канализационных сетей — 92,1 км. В ближайшем будущем планируется освоить бурение новых скважин как замену приходящих в негодность.
Электроснабжение оказывает МУП «Ишимбайэлектросети». Первая временная электростанция появилась на нефтепромыслах в 1932 году. В 1934—1935 годах введена первая очередь ЦЭС, которая обеспечила электроэнергией посёлок, близлежащие колхозы, предприятия города Стерлитамака. В 1943 году введена вторая очередь ЦЭС, в результате чего мощность возросла в три раза. В 1957 году в нефтедобывающем городе Ишимбае для бесперебойной подачи электричества и ремонта электрохозяйства создана контора электросетей. Так появилось предприятие «Ишимбайэлектросети». С годами совершенствовалась коммунальная инфраструктура города. Перевод сетей электроснабжения с 6 на 10 кВ, устройство телемеханического управления сетями освещения Ишимбая, строительство трёх распределительных пунктов и более 150 трансформаторных подстанций, установление электроснабжения водозаборных сооружений — результат работы предприятия в 1950—1980 гг.
Теплоснабжение объектов города осуществляет Ишимбайский район тепловых сетей «БашРТС-Стерлитамак» — филиал ООО «Башкирские распределительные тепловые сети» ОАО «Башкирэнерго» по закольцованной схеме магистральных тепловых сетей протяжённостью 27,4 км (в двухтрубном исчислении) (внутриквартальных тепловых сетей со вводами в жилые дома и учреждения протяжённостью 63 км в двухтрубном исчислении). Ишимбайский РТС обслуживает сети магистральных и квартальных трубопроводов центрального отопления и горячего водоснабжения города Ишимбая, включая Перегонный, Нефтяник, Железнодорожный, а также центральные тепловые пункты (ЦТП) в городе. Теплоисточником является Ишимбайская ГТУ (котельный цех № 5), где находится газотурбинная установка генерирующей мощностью 8 МВт.
Газоснабжением занимается филиал ОАО «Газпром газораспределение Уфа» в городе Ишимбае. История газификации города началась в 1935 году после открытия и освоения Ишимбайского нефтяного месторождения. Попутный нефтяной газ использовали для отопления бытовых и коммунально-бытовых объектов первых посёлков нефтедобытчиков. К 1940 году попутный газ подавался в 2,5 тысячи квартир и на 33 производственных объекта. В 1956 году со вводом в строй газопровода Шкапово — Магнитогорск в Ишимбай пришёл природный газ из единой системы газоснабжения страны. В феврале 1959 года на базе отдельных газовых служб предприятий города создан трест «Ишимбайгоргаз».

### Потребительский рынок

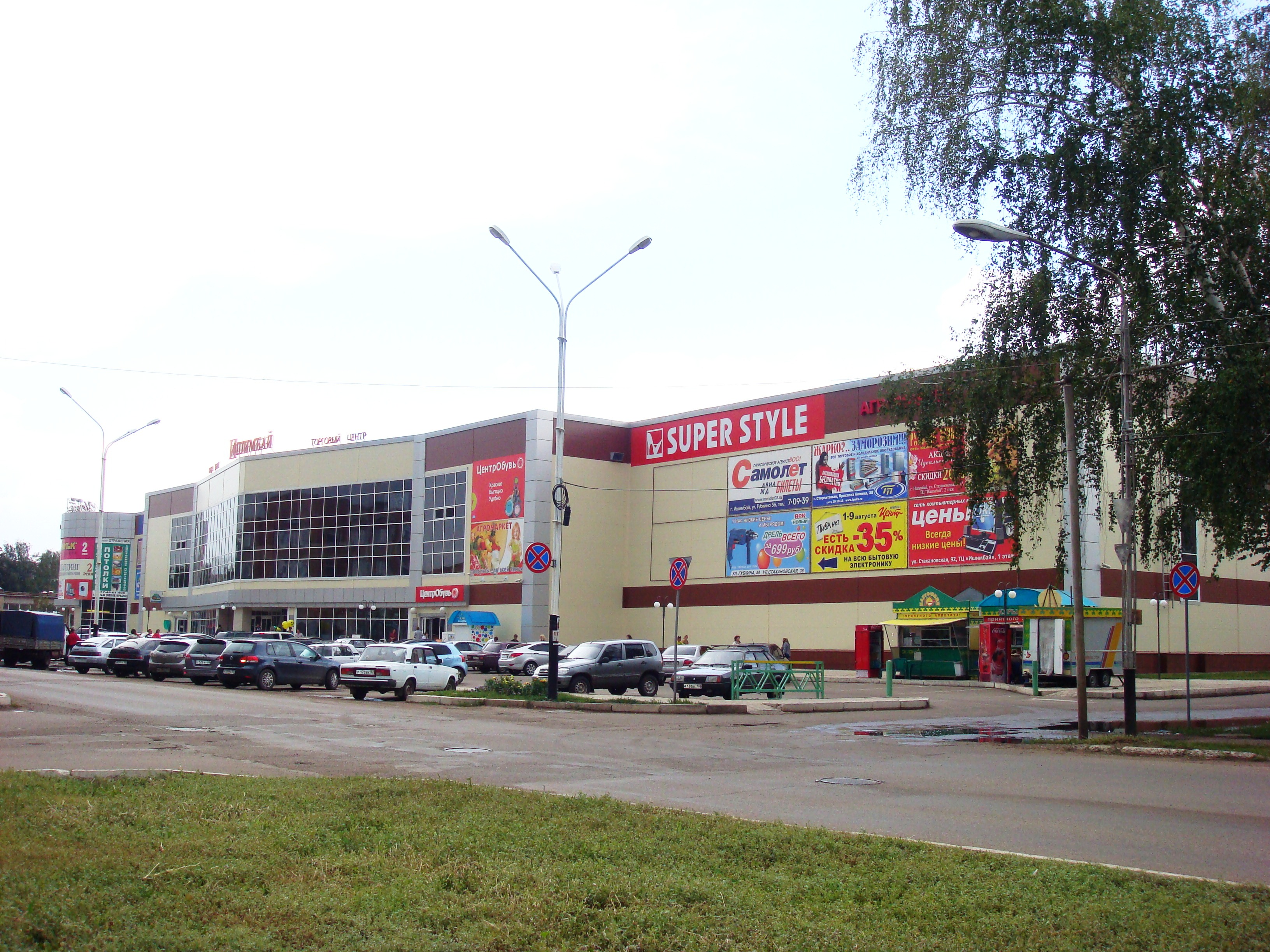
Торговый центр «Ишимбай»

Функционируют торговые сети, работающие в разных сегментах потребительского рынка. Это как местные сетевые магазины, так и сети федерального значения «Магнит», «Пятёрочка», «Полушка», «Монетка», «Матрица», «Красное & Белое», «Белая техника», «Корпорация Центр», DNS, «Техно», «Евросеть», «Связной», «Цифроград», «Стройландия», «585», «Военная экипировка» и другие.
Одним из крупнейших торговых предприятий города является рынок «Шатлык» — центральный городской рынок (управляющая компания — МУП «Ишимбайский рынок „Шатлык“»).
Долгое время широкой популярностью горожан и гостей города пользовался универмаг «Ишимбай», находившийся на проспекте Ленина. В мае 2009 года он сгорел в результате крупного пожара. В городе имеются другие торговые центры и комплексы, среди которых, ТСК «Гостиный двор» и «Деловой центр». В 2004 году на въезде в город на Бульварной улице после реконструкции открылся торгово-офисный комплекс «Интер». 6 ноября 2009 года на месте заброшенного строительства вязального цеха чулочно-носочной фабрики на Стахановской улице состоялось открытие крупнейшего городского торгового центра «Аструм» площадью 12 000 м² с первым в городе эскалатором. В сентябре 2010 года ТЦ «Аструм» переименован в торговый центр «Ишимбай», затем вошёл с состав холдинга торговых центров «Иремель».

### Связь
Почтовую связь населению предоставляет Ишимбайский почтамт — обособленное структурное подразделение Управления федеральной почтовой связи Республики Башкортостан — филиала ФГУП «Почта России», образованное в современном виде в 2004 году. В 2011 году к нему присоединился Салаватский почтамт. В Ишимбае работают 11 отделений почтовой связи, 1 пункт почтовой связи, участок по доставке пенсий и пособий.
Услугами электросвязи обеспечивает Ишимбайский районный узел связи Стерлитамакского межрайонного узла электрической связи — филиала ПАО «Башинформсвязь». В городе работают 3 АТС. Мобильная связь представлена стандартами GSM-900/1800 и CDMA-2000-1х, имеется 6 операторов: «МТС», «Билайн», «МегаФон», Yota, «Смартс».
Услуги доступа в Интернет предоставляют Ишимбайский филиал АО «Уфанет», компании «Башинформсвязь», «МТС», «Билайн», «Мегафон».
Кабельное телевидение появилось на телекоммуникационном рынке Ишимбая в конце 1980-х. Услуги предоставляло ИТВ. К нашему времени собственно ишимбайских компаний на рынке нет, подключение ведут компании «Уфанет» и «Башинформсвязь».

### Финансовые услуги

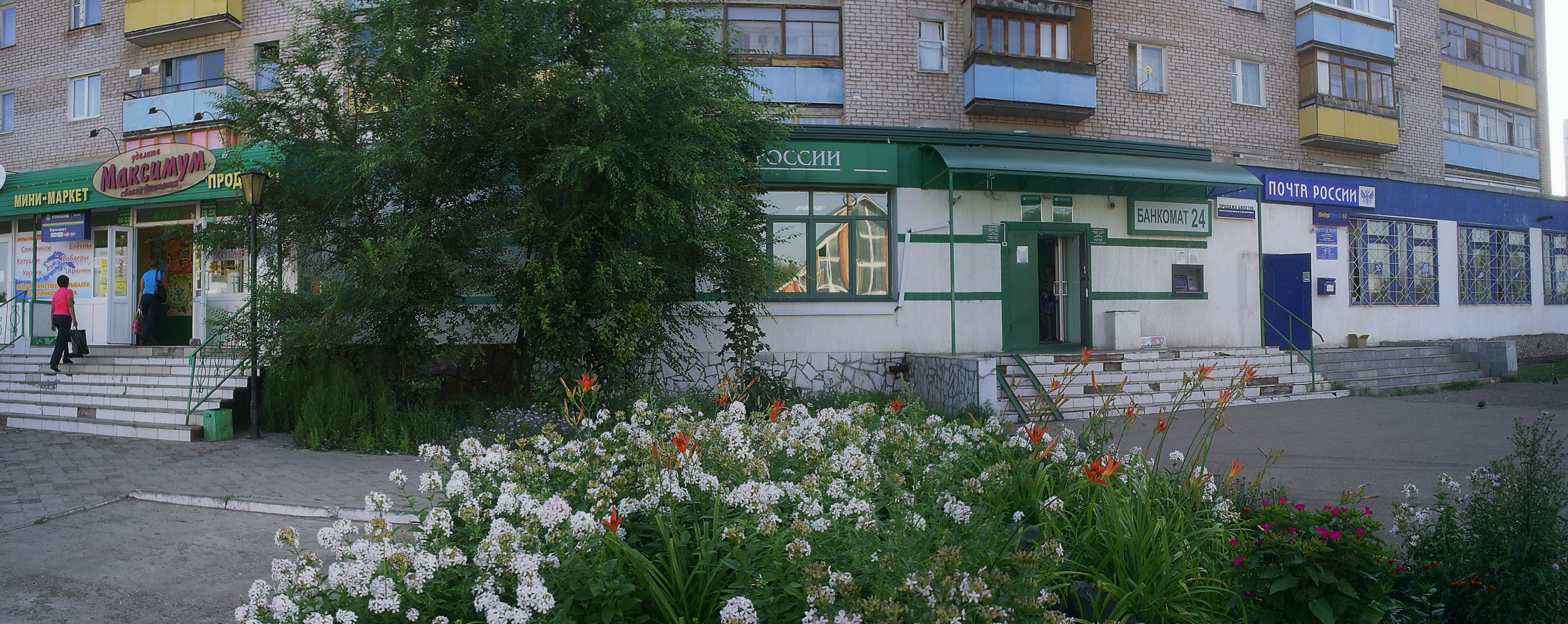
Офис Сбербанка и отделение почтовой связи

Действуют подразделения российских коммерческих банков: ПАО «Банк „Уралсиб“», ПАО «Башкомснаббанк», ООО «ПромТрансБанк», ПАО «Росгосстрах банк», АО «Россельхозбанк», ПАО «Сбербанк», ПАО «Социнвестбанк», филиал «Инвесткапиталбанк» АО «СМП банк».
Услуги страхования предоставляют филиалы СОАО «ВСК», ОСАО «Ингосстрах», ООО «Башкирская страховая компания „Резонанс“», ООО «Росгосстрах», ЗАО «Страховая группа „Уралсиб“».

## Транспорт
Развиты сети транспорта и связи. Действуют автобусное и железнодорожное сообщение. В начале строительства города по реке Белой приходили баржи с оборудованием и материалом. В советское и ранее постсоветское время осуществлялось воздушное сообщение вертолётами. В городе имеется автоколонна ГУП «Башавтотранс» РБ, основанная в 1956 году. Также крупным автотранспортным предприятием является Ишимбайский автотранспортный цех ООО «Октябрьское управление технологического транспорта», бывший транспортный цех НГДУ «Ишимбайнефть».

### Городской общественный транспорт
Основным общественным транспортом является автобус. Ежедневно для перевозки пассажиров на 13 маршрутов выходят автобусы марок НефАЗ, ПАЗ-320302 и Mercedes-Benz Sprinter. В начале 1980-х годов в Ишимбае планировалось организовать троллейбусное сообщение. Первый маршрут должен был ходить на Левый берег, в сторону промышленных предприятий (Ишимбайский нефтеперерабатывающий завод и Ишимбайский завод транспортного машиностроения) по реконструированному мосту через реку Белую, путём объединения двух частей в единую конструкцию. Следующий этап предполагал строительство троллейбусных сетей в основной части Ишимбая по главным улицам города.
Также в городе развиты таксомоторные сети, осуществляющие перевозку пассажиров на легковых автомобилях отечественного и иностранного производства.

### Междугороднее и пригородное сообщение
В междугородном сообщении используются автобусы, отправляющиеся с Ишимбайского автовокзала. Перевозки осуществляет как ИАТП, так и другие филиалы ГУП «Башавтотранс» РБ. Маршруты пригородного сообщения отправляются в Ишимбайский район.
Через Ишимбай проходит Куйбышевская железная дорога (тупиковая ветка Аллагуват — Ишимбаево), соединяющаяся с линией Уфа — Оренбург. Ближайшая пассажирская станция — Салават. В городе имеется недействующий железнодорожный вокзал. В советские годы ходил пассажирский поезд по маршруту Ишимбай — Уфа, недействующий с 1990 года. Станция Ишимбаево осуществляет приём грузовых поездов для промышленных предприятий. Железнодорожная ветка идёт в сторону реки Белой, затем, сворачивая налево, пересекает Индустриальное шоссе и заканчивается на территории склада НГДУ «Ишимбайнефть» ООО «Башнефть-Добыча» ОАО «АНК „Башнефть“». Имеются ответвления от железной дороги на предприятия ООО «Идель Нефтемаш», ООО «Ишимбайская нефтебаза „Агидель“», ООО «Ишимбайский специализированный химический завод катализаторов», отдельное — на предприятия АО «Машиностроительная компания „Витязь“» и ООО «Ишимбайский станкоремонтный завод».
Ранее действовало авиационное сообщение с использованием вертолётов. Вертолётное сообщение использовалось для доставки на Север нефтяников, работающих вахтовым методом. Площадка находится в районе Речного, в пойме реки Белой и на данный момент заброшена. В городе отсутствует аэропорт, ближайшие в Уфе, Оренбурге и Стерлитамаке (не действует).

## Наука и образование

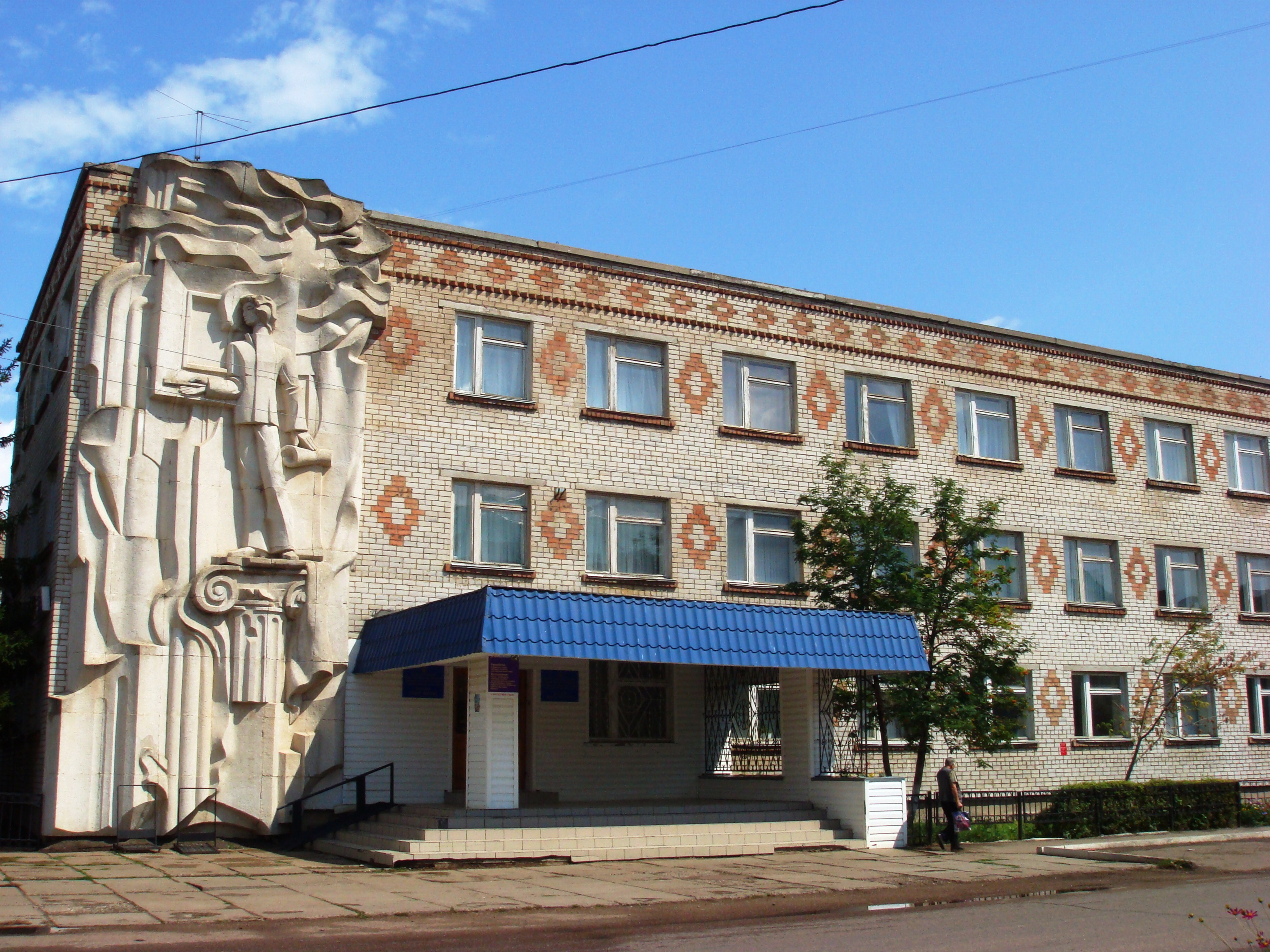
Детская школа искусств

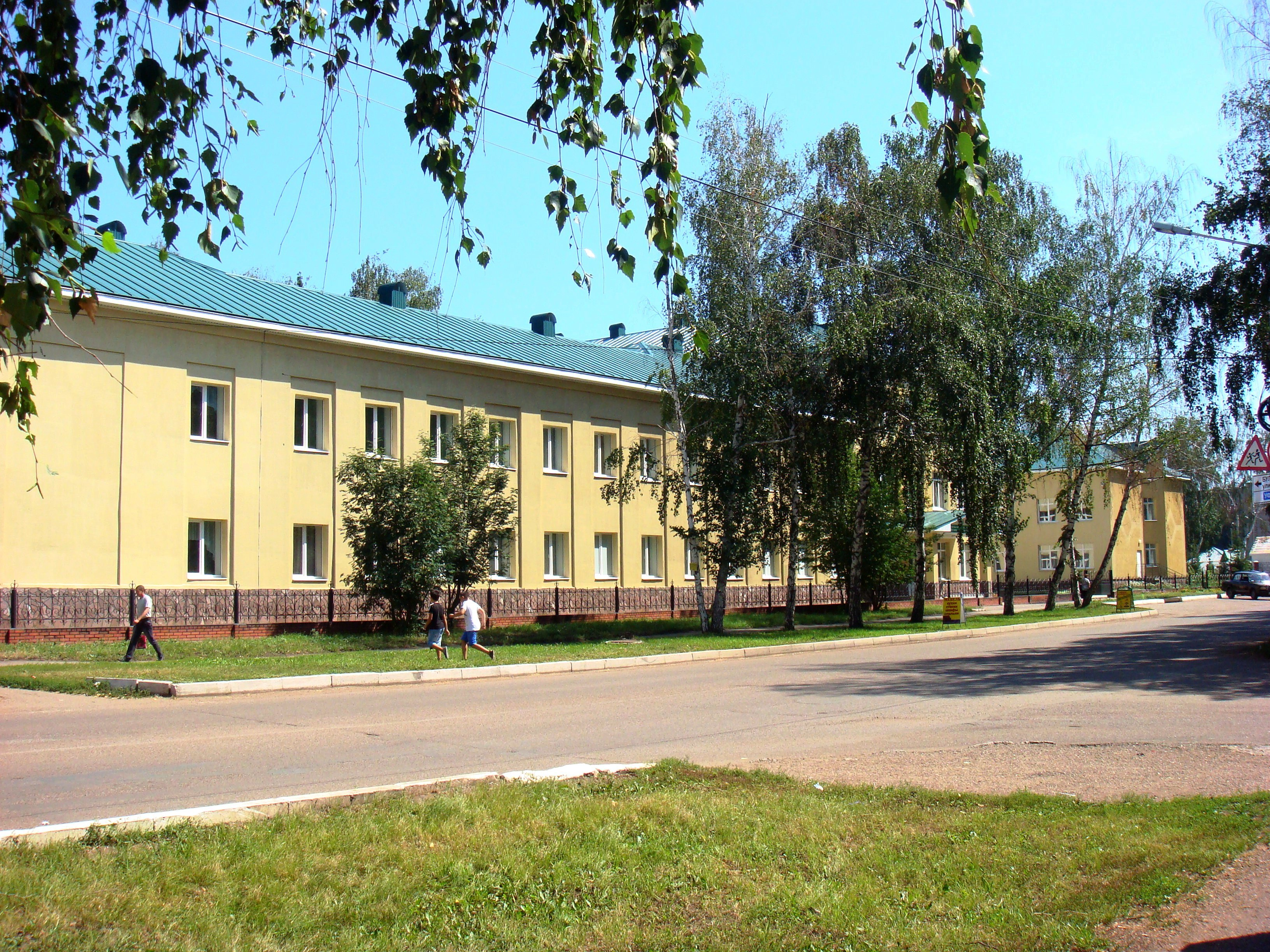
Башкирская гимназия-интернат № 2 им. Ахметзаки Валиди

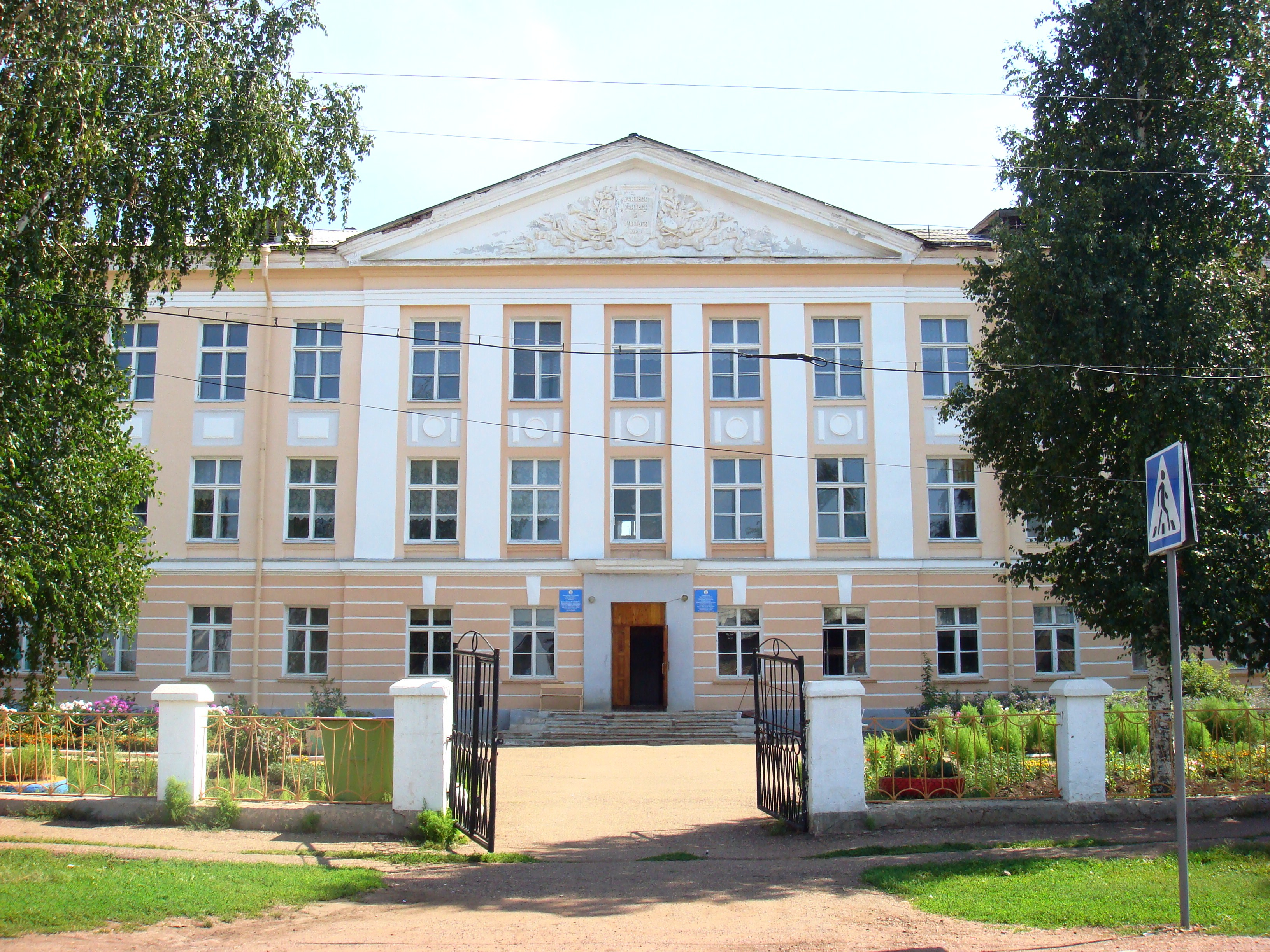
Средняя школа № 5 на Перегонном

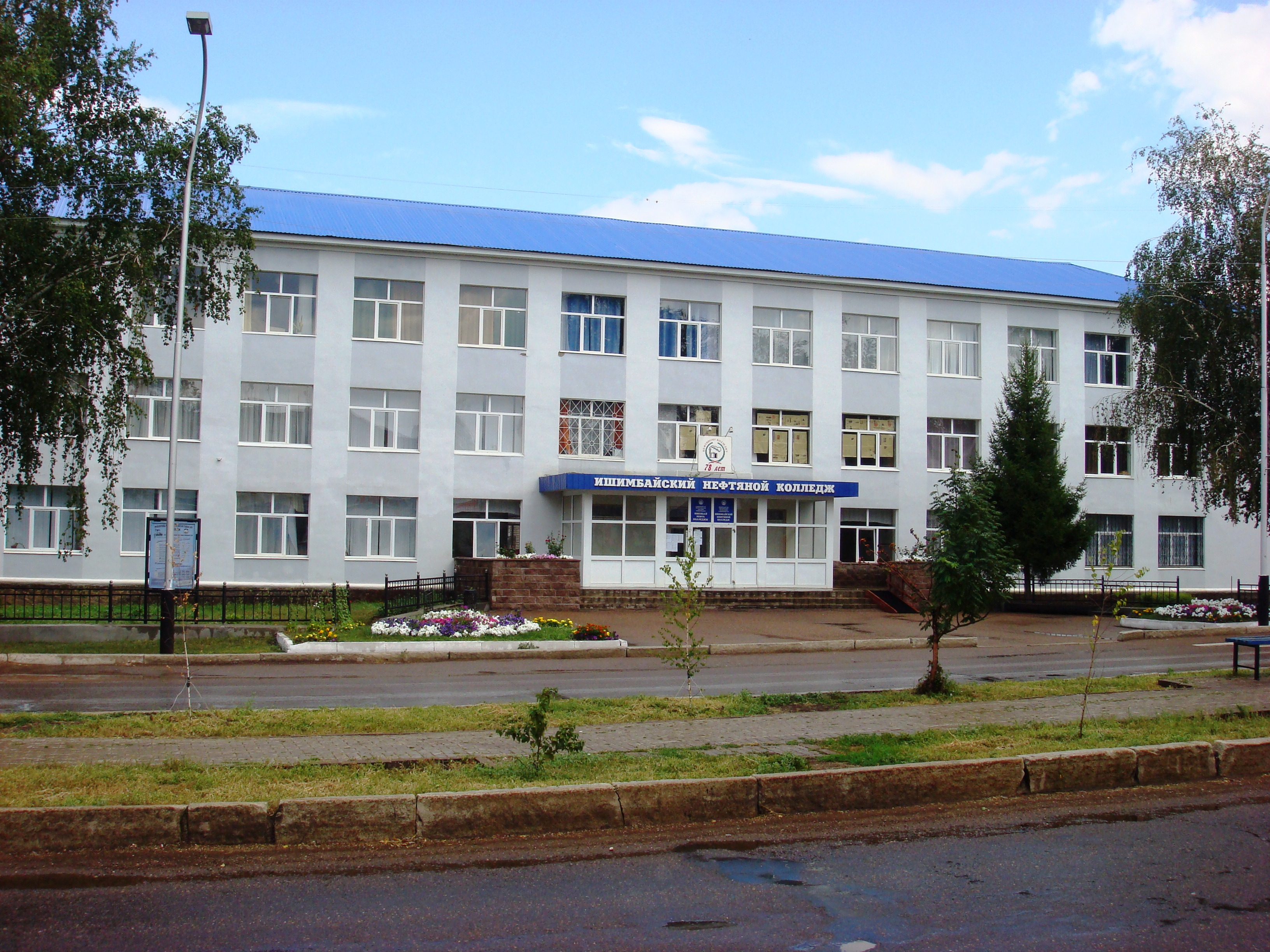
Ишимбайский нефтяной колледж

В Ишимбае на 2011 год действует 21 детское дошкольное образовательное учреждение (детские сады), 8 средних и 3 основных общеобразовательных школ, вечерняя (сменная) общеобразовательная школа, специальная (коррекционная) общеобразовательная школа VIII вида, 2 инновационных учреждения и 2 инновационных интернатных учреждения. Имеются учреждения высшего, среднего и начального профессионального образования. Из учреждений дополнительного образования: дворец детского (юношеского) творчества, детская школа искусств, детский эколого-биологический центр и межшкольный учебно-курсовой комбинат трудового обучения и профессиональной ориентации учащихся. Ведётся возвращение зданий детским садам, закрытым в 1990-е годы по причине низкой рождаемости.
Учреждениями начального профессионального образования являются специальное профессиональное училище № 1 закрытого типа, Ишимбайский профессиональный колледж и профессиональное училище № 21. Ранее существовало училище № 65 на улице Губкина. Спецучилище № 1 для трудных подростков-девушек с 14 до 18 лет основано в 1974 году, является одним из ведущих училищ страны подобного профиля. Профессиональное училище № 21 основано в 1940 году как ремесленное училище № 2. За годы своего существования заведением подготовлено 18 тысяч специалистов для отраслей нефтяной и лёгкой промышленностей, машиностроения и транспорта. За 2008—2009 учебный год ПУ № 21 по результатам конкурсов, соревнований, олимпиад по общеобразовательным дисциплинам вошло в десятку лучших учебных заведений начального профессионального образования Республики Башкортостан. Ишимбайский профколледж основан в 1983 году заводом транспортного машиностроения. За последние 20 лет подготовлено более 4600 высококвалифицированных специалистов.
Среднее профессиональное образование предоставляет Ишимбайский нефтяной колледж, первое в регионе учебное заведение профессионального образования топливно-энергетической направленности, основанное в 1932 году. Является одним из сильнейших среди профильных российских учебных заведений. С появлением базовых предприятий и города в 1942 году техникум был переведён в Ишимбай. В 1966 году на улице Губкина был построен трёхэтажный учебный корпус, через год было закончено строительство производственного корпуса, соединённого с учебным корпусом переходом, ещё через год — четырёхэтажное здание общежития на 300 человек. В 1993 году Ишимбайский нефтяной техникум получил статус колледжа.
Высшее профессиональное образование предоставляет филиал Уфимского государственного авиационного технического университета в городе Ишимбае, крупнейший филиал вуза, основанный в 1980 году по инициативе В. И. Савельева и В. Н. Полякова как отделение вечернего технологического факультета Уфимского авиационного института. В 1982 году получил статус филиала. Первое десятилетие он размещался в здании бывшей школы № 8 на Революционной улице, 85. В это время строился новый корпус для филиала на улице Чкалова, возведение которого не завершилось. В 1990 году филиал переехал в освободившееся здание школы № 11 на улице Губкина, 26. В 2005 году учреждению передали освободившееся здание Дома быта на улице Губкина, 15. Также в Ишимбае имеются представительства Академии ВЭГУ (Восточная экономико-гуманитарная академия) и Современной гуманитарной академии.

## Здравоохранение
ГБУЗ РБ «Ишимбайская центральная районная больница» является главным учреждением здравоохранения. Началом становления системы здравоохранения города является май 1932 года, когда среди зарослей вишни фельдшер В. И. Сизов разбил палатку и в ней организовал первый медпункт. В 1933 году в Кусяпкулове организована первая больница на 10, затем на 30 коек. Сюда в 1934 году прибыли первые врачи. В 1947 году открылась медико-санитарная часть НПУ «Ишимбайнефть». С 1981 года начало функционировать новое типовое здание поликлиники НГДУ «Ишимбайнефть» на 600 посещений. В 1989 году в южной части города открыта поликлиника МСЧ ИЗТМ на 600 посещений, а через год — стационар этой медсанчасти. В 2008 году функционировало 626 круглосуточных и 209 коек дневного стационара.
Отдельными учреждениями являются Ишимбайский психоневрологический интернат и Республиканский детский пульмонологический санаторий. В 2011 году планировалось возобновить строительство роддома, заброшенного в начале 1990-х годов.
На территории города, в 11 километрах от центра, расположен санаторий-профилакторий «Чайка», созданный в 1962 году Ишимбайским нефтеперерабатывающим заводом при участии НПУ «Ишимбайнефть» и Ишимбайского УБР. После преобразования предприятия перешёл в собственность Ишимбайского специализированного химического завода катализаторов. В 2000 году в связи с банкротством ИСХЗК профилакторий был закрыт и приобретён уфимским негосударственным вузом ВЭГУ. В настоящее время не функционирует, находится в сильном запустении. Здания разрушают при бездействии администрации Ишимбайского района.

## Спорт
Действуют Дворец спорта, стадион «Нефтяник», лыжно-биатлонный комплекс. Дворец спорта располагает спортивными залами для игровых видов, кикбоксинга, тяжёлой атлетики, фитнеса, армспорта, а также плавательным бассейном на 25 м. В 2007 году был открыт Центр бокса со специализированными залами для занятий этим видом спорта и тренажёрным залом. На стадионе «Нефтяник» работают тренажёрный зал, секции футбола, лёгкой атлетики, городошного спорта. На площадках ежедневно занимаются волейболом, баскетболом, оздоровительным бегом сотни горожан, проходят футбольные матчи чемпионата РБ, турнир «Кожаный мяч» и, ставший популярным у детворы, «Дворовый футбол».
В 2009 году после длительного строительства открылся физкультурно-оздоровительный комплекс «Юрматы», в 2015 году состоялось открытие физкультурно-оздоровительного комплекса «Батыр». Планируется сооружение ледового дворца для проведения хоккейных турниров, имеется проект создания горнолыжной трассы для занятий сноубордом в Затайрукском лесопарке, замороженный из-за отсутствия финансирования.
Открыты учреждения дополнительного образования: детско-юношеская спортивная школа № 1 (Лесной проезд, д. 1/1), ДЮСШ № 2 (ул. Чкалова, д. 13а) с филиалом «Центр бокса» (ул. Докучаева, д. 10); специализированная детско-юношеская школа олимпийского резерва по шашкам, станция юных туристов, подростковый спортивный клуб «Шанс» (ул. Чкалова, 11). Ишимбайская детско-юношеская спортивная школа № 1 открыта в сентябре 1953 года приказом ГОРОНО Ишимбая. На данный момент в ДЮСШ № 1 культивируются 8 видов спорта: велоспорт, футбол, лёгкая атлетика, биатлон, полиатлон, лыжи, борьба «куреш», лапта. Спортивная школа проводит ежегодно крупные соревнования РБ: Ишимбайский лыжный марафон памяти В.В. Новожилова, легкоатлетический пробег-гандикап «Ишимбайское кольцо», легкоатлетический полумарафон «Петровское кольцо», Лёгкоатлетический пробег «Кинзебулатово — Байгужа», открытый зимний турнир по мини-футболу, этап-первенство РБ по велоспорту, межотраслевая зимняя спартакиада профсоюзов РБ. Ишимбайская детско-юношеская спортивная школа № 2 создана в 1990 году на базе Дворца спорта. Культивируются баскетбол, волейбол, плавание, самбо, кикбоксинг, армспорт, тяжёлая атлетика. Количество занимающихся составляет 1300 человек. Тренеров-преподавателей — 26 человек. Ишимбайская станция юных туристов действует с 1992 года, расположенная в здании школы № 18. Основные направления деятельности: спортивное ориентирование, пешеходный, лыжный, спелеотуризм, альпинизм, скалолазание, краеведение, туризм для детей с ограниченными возможностями детей, экскурсионное. Учреждение организует спелеологические, водные, пешеходные и прочие маршруты, его посещают около 500 человек.
Имеется первый в России профессиональный шашечный клуб «Ишимбай», основанный в 1999 году под названием «Нефтяник», клуб неоднократно выигрывал Кубок Европейских чемпионов.
Футбольный клуб «Нефтяник» основан в 1948 году, старейший участник чемпионата Башкортостана, первый его чемпион (1948 год), неоднократный призёр, финалист Кубка БАССР (1968, 1976). ФК «Вихрь» — чемпион БАССР 1987 года, участник чемпионата КФК.

Спортивные сооружения города Ишимбая
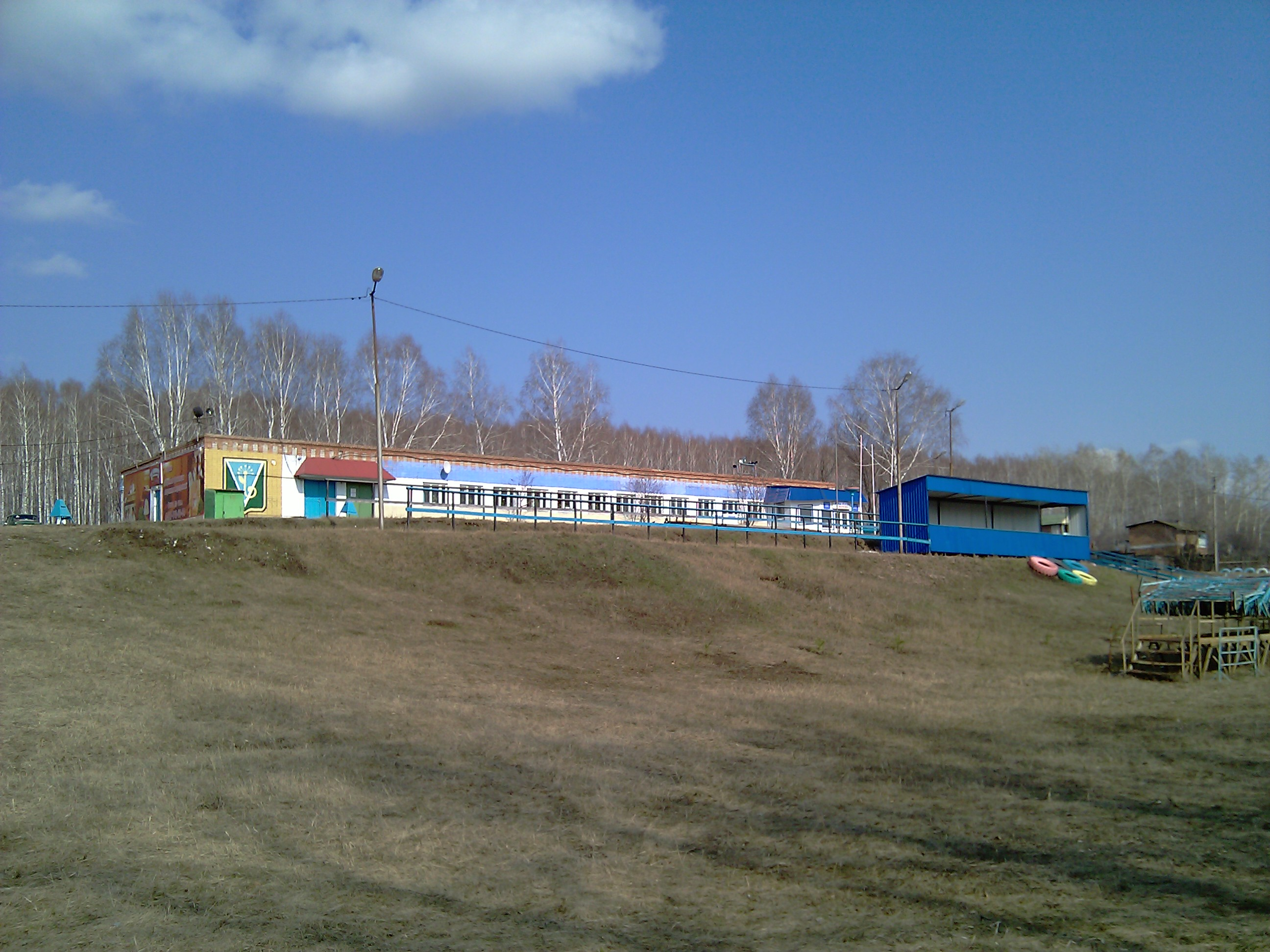
Лыжная база — составная часть лыжно-биатлонного комплекса
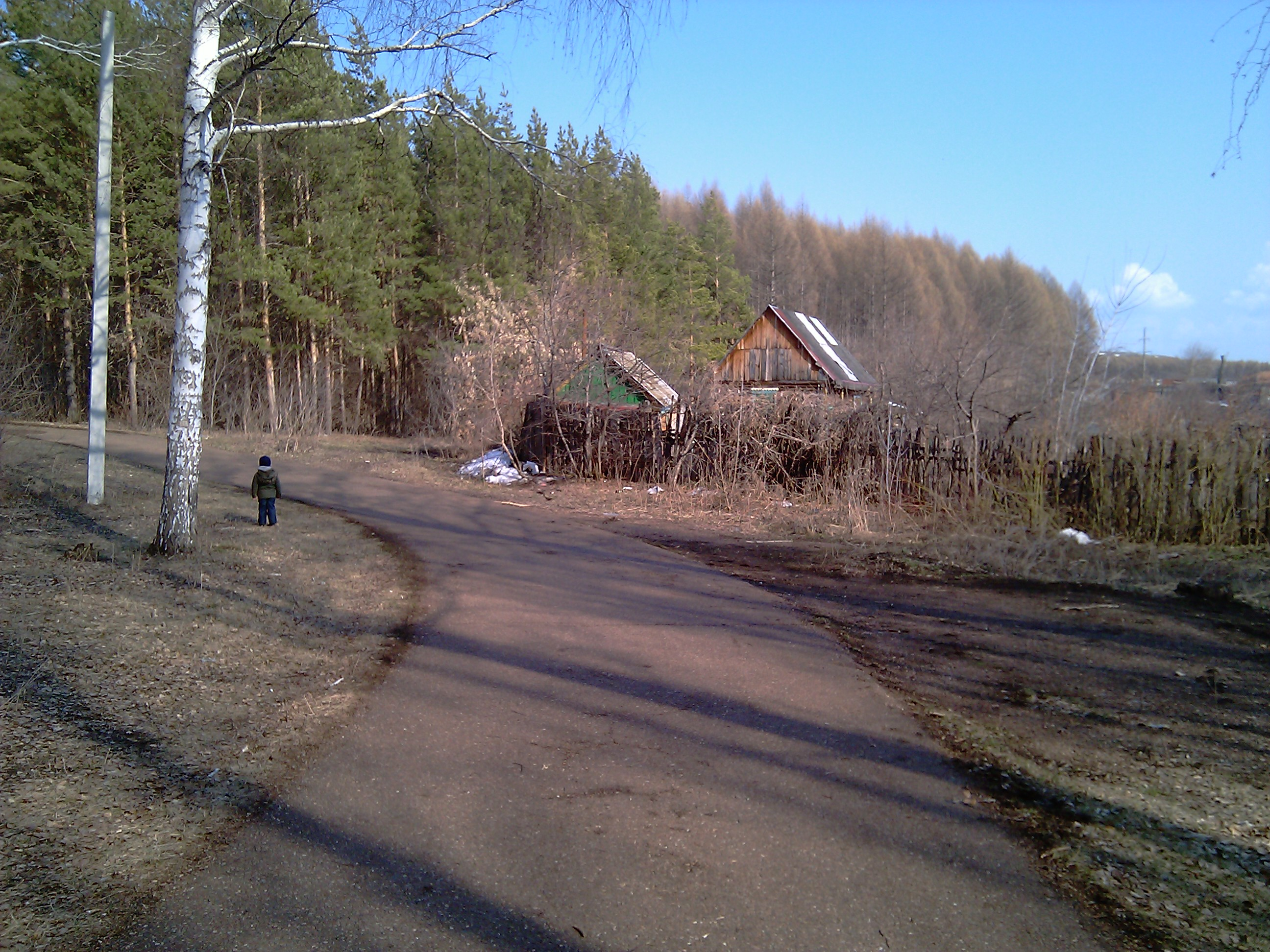
Освещённая лыжероллерная трасса в Затайрукском лесопарке
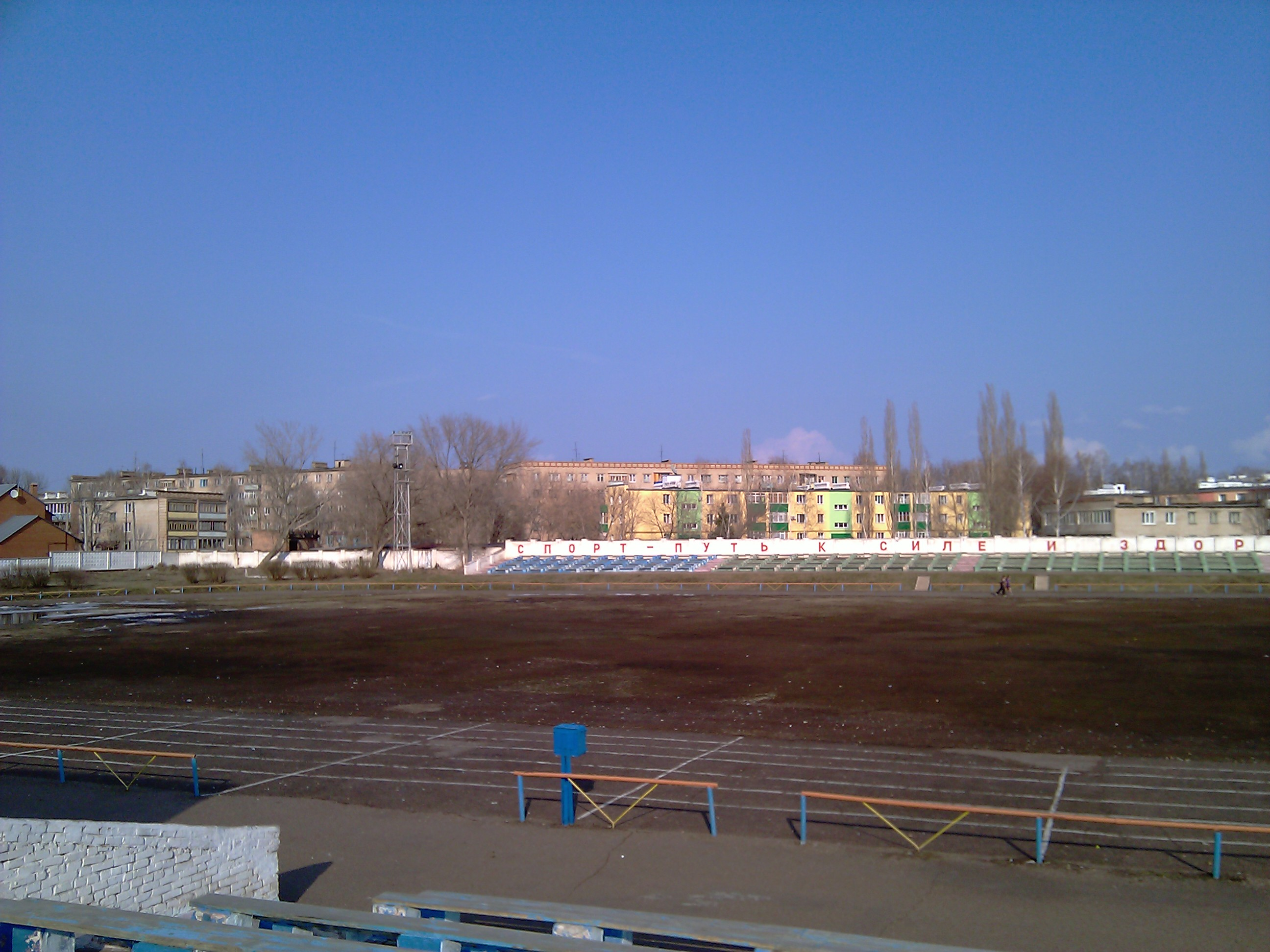
Стадион «Нефтяник»
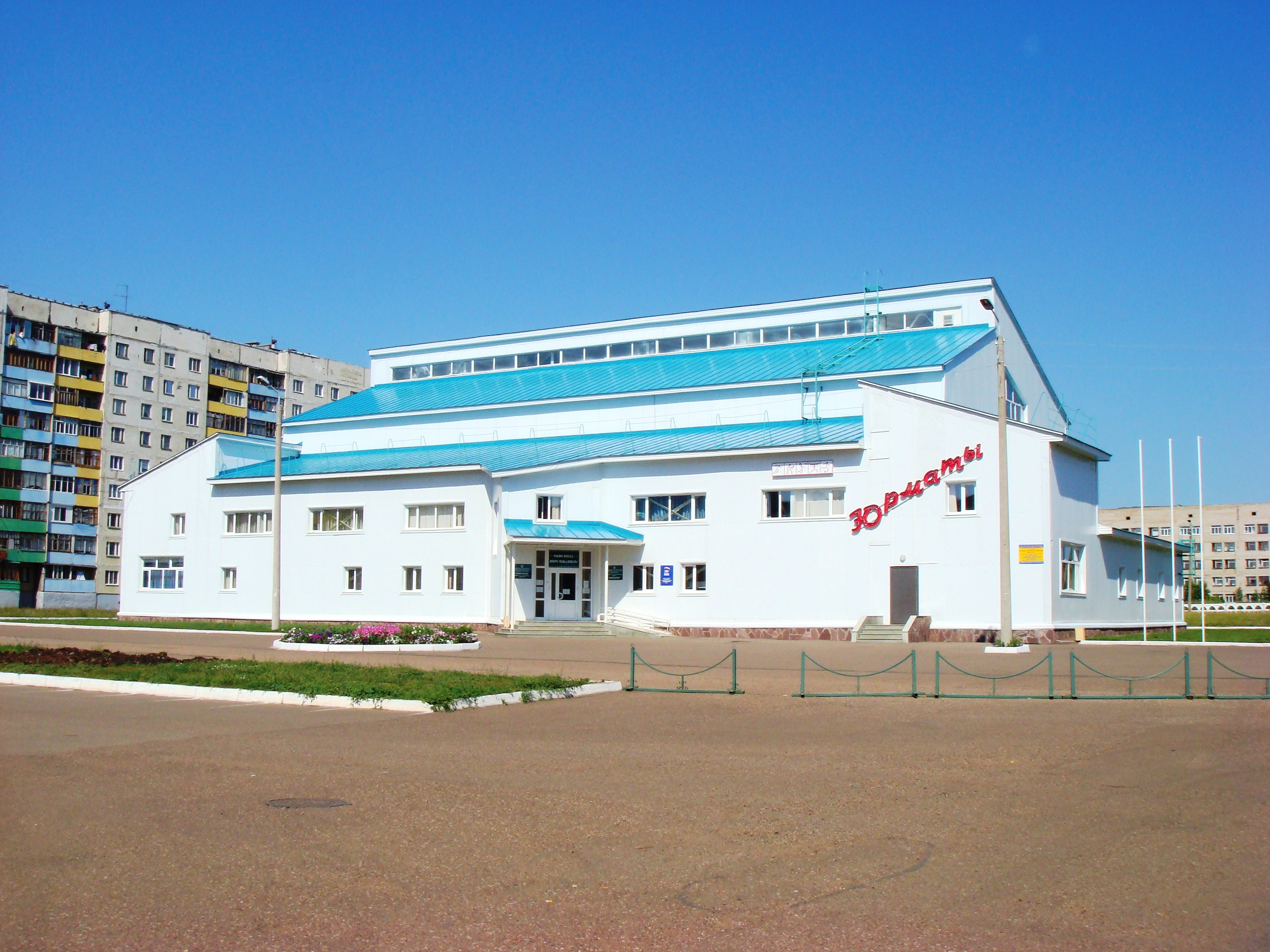
Физкультурно-оздоровительный комплекс «Юрматы»

## Туризм

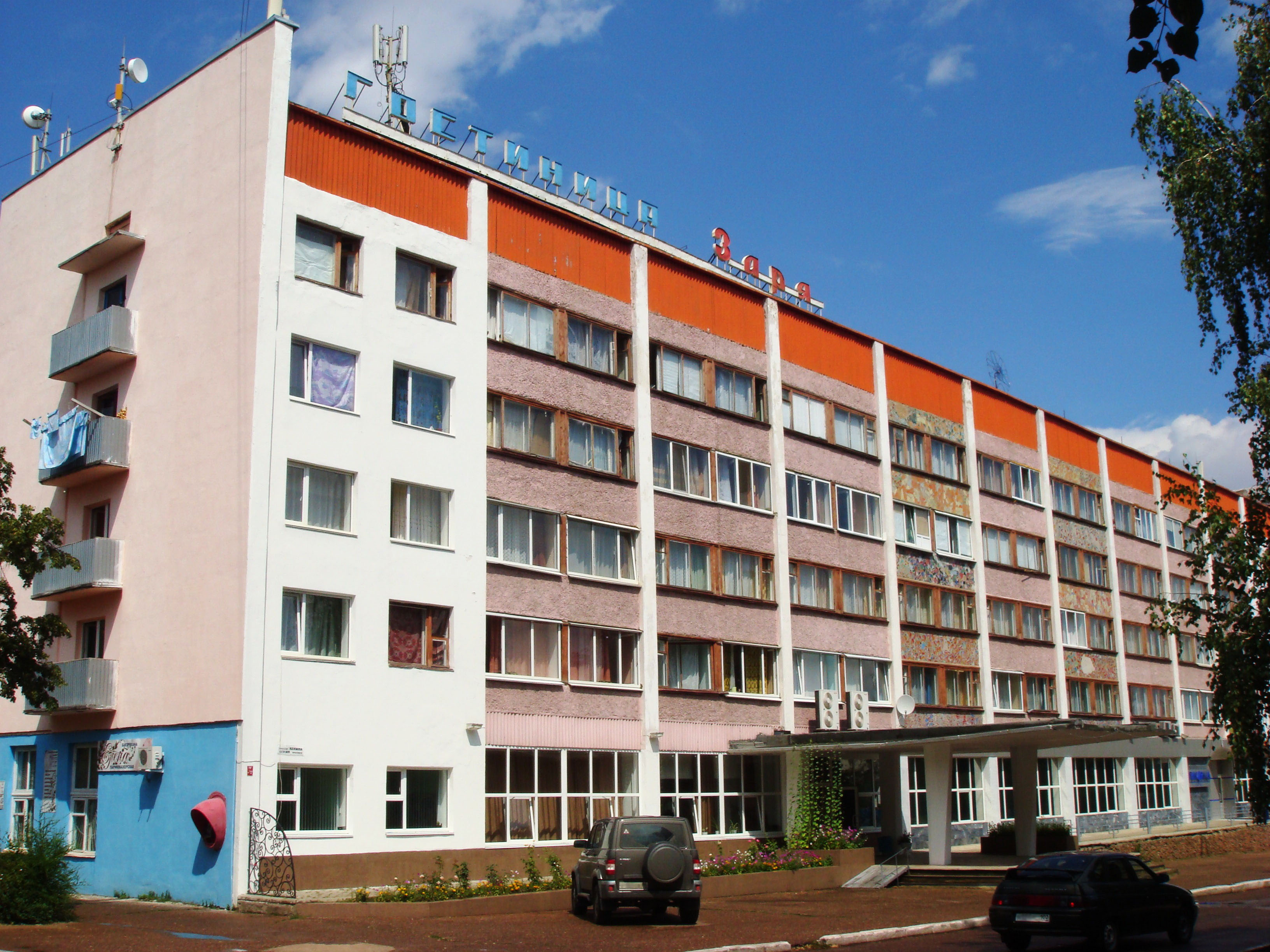
Гостиница «Заря»

Существует минимальная туристическая инфраструктура и имеются перспективы развития туризма. В начале 1960-х годов в Ишимбае был создан первый туристский клуб, в настоящий момент в городе действует станция юных туристов. Имеется городская муниципальная гостиница «Заря», расположенная на проспекте Ленина, д. 49. Она рассчитана на 112 мест (56 номеров), в структуру входят кафетерий, общежитие. Также имеются гостиницы НГДУ «Ишимбайнефть» и ООО «Идель Нефтемаш». Среди субъектов туристического бизнеса семь турагентств.
Имеется база отдыха «Фрегат», расположенная на побережье Тюринского пруда. Возле Кузьминовского пруда действует база отдыха «Ковчег».

## Культура

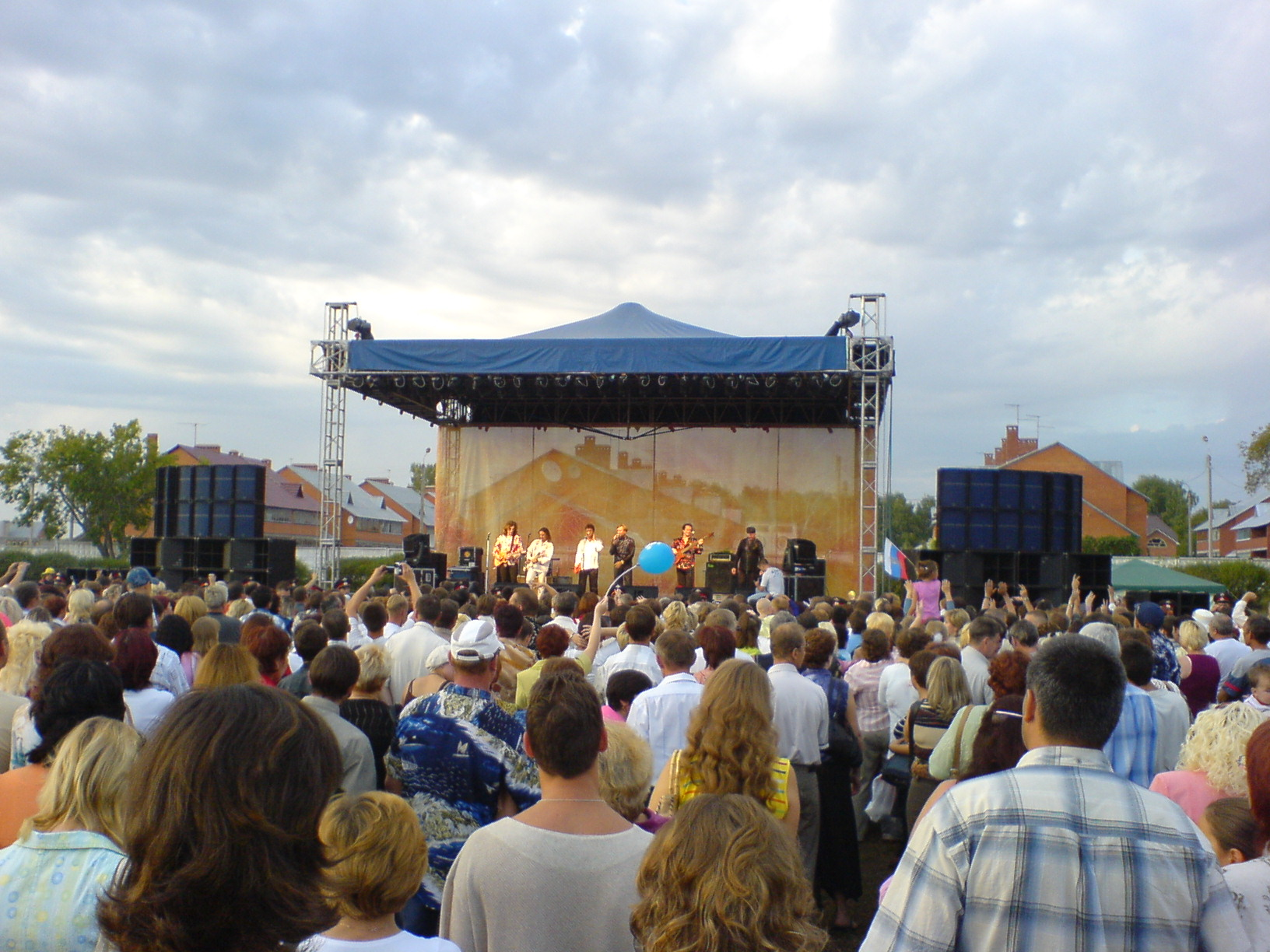
Концерт группы «Песняры» на День города Ишимбая в 2006 году

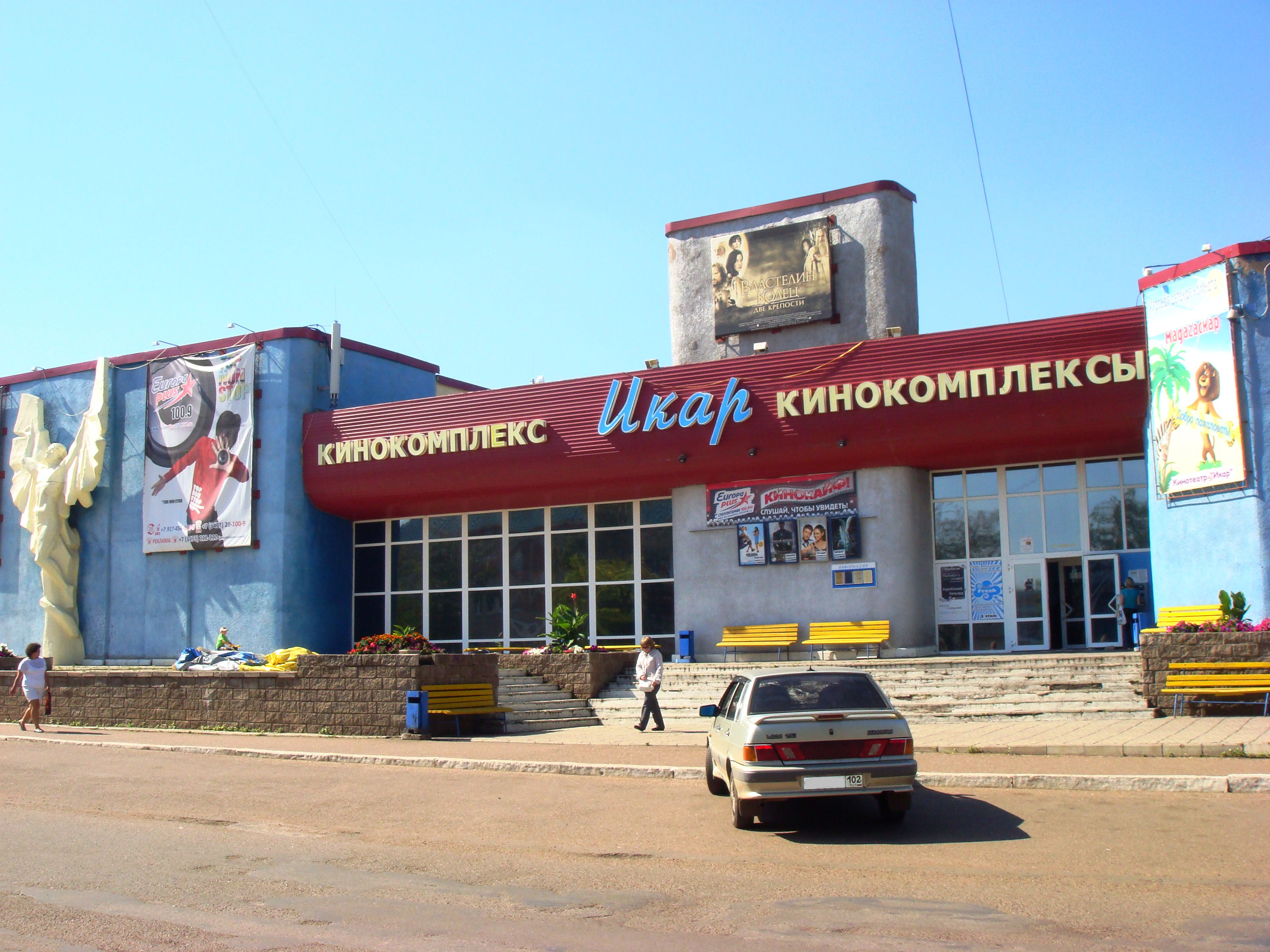
Бывший кинокомплекс «Икар»

В городе расположены историко-краеведческий музей, музей народного образования, картинная галерея и другие музеи. Функционируют централизованная библиотечная система, имеющая 9 городских филиалов-библиотек (до недавнего времени было 12), детская школа искусств. С 1993 года действует центр национальных культур, который объединяет 5 обществ (русское, башкирское, татарское, чувашское и немецкое). Его деятельность способствует решению вопросов культурного развития представителей этих народов, сохранению обычаев и традиций. В городе действует литературное объединение «Вдохновение».
Крупнейшим учреждением культуры является Дворец культуры нефтяников им. С. М. Кирова, построенный в 1961 году Ишимбайским НПЗ. До недавнего времени работали кинотеатры «Икар», «Йондоз», «Пионер», «Спутник», демонстрировали фильмы в Доме техники, в клубах строителей, нефтепереработчиков, совхоза «Нефтяник», прочих учреждениях. 15 января 2013 года закрылся последний кинотеатр. Среди развлекательных учреждений: молодёжно-развлекательный центр «Спутник» и развлекательный комплекс «Патио». Имеются дома культуры «Йондоз» (находится в Старом Ишимбае) и «Нефтяник» (находится в Нефтянике). Снесёно здание клуба строителей, где располагался русский драматический театр.
Руководством района активно ведётся сокращение культурных объектов. Демонтированы в 2005 году памятник-самолёт Ту-104; в 2007 году памятник на могиле первооткрывателя башкирской нефти, инженера-геолога А. А. Блохина, а также само захоронение. 15 января 2013 года закрылся единственный на тот момент в городе кинокомплекс «Икар».

### Музеи и галереи
- Ишимбайский историко-краеведческий музей (проспект Ленина, 16). Открыт 18 мая 1997 года благодаря его директору В. Л. Игнатьеву и поддержке предприятий и администрации города. В экспозиции — материал об основании города, его социально-экономическом развитии, быте, занятиях, религиозных верованиях и традициях ишимбайцев. Подробно представлена история открытия ишимбайской нефти, основанная на документах и воспоминаниях ветеранов-нефтяников, фотографии и макеты нефтяной техники, производственного оборудования 1930-х годов. В зале, посвящённом Великой Отечественной войне, собраны военно-исторические реликвии: фотографии ветеранов, документы, оружие, гильзы, каски. Запечатлены руководители города в годы войны, отражены сведения об эвакуированном из Баку машиностроительном заводе им. И. В. Сталина, о госпиталях, трудармейцах, нефтяниках и тружениках тыла. Один зал посвящён истории предприятий города, другой — становлению и развитию учреждений культуры, спорта, здравоохранения, народного образования. Существуют разделы о 60-летней деятельности авиамодельного кружка при дворце детского (юношеского) творчества и шашечного клуба «Нефтяник». В каждом зале имеются картины родоначальника ишимбайской художественной школы И. М. Павлова, а также работы его учеников: К. Г. Губайдуллина, Р. К. Газизуллина, А. И. Коробицына, В. П. Кармашова, Н. П. Немкова. В одном из залов расположен полиптих «Земля Юрматы» местных художников, членов Союза художников РФ и РБ К. Г. Губайдуллина и Р. Р. Кадырова[227].
- Ишимбайский музей народного образования (проспект Ленина, 22). Открыт 6 мая 2000 года при дворце детского (юношеского) творчества к 60-летию города Ишимбая и 60-летию возникновения отдела народного образования города 6 мая 2000 года. Идея создания первого в Башкирии музея подобного профиля принадлежит Василию Владимировичу Бабушкину, которая возникла в 1984 году. С 1986 года он собирал документы, оформлял альбомы: «Ветераны войны и труда — учителя города», «Труд, спорт, художественная самодеятельность учителей города», «Ветеранам Великой Отечественной войны посвящается…». Одновременно систематизировал работу по занесению учителей в «Книгу Почёта». Эти материалы стали первыми экспонатами музея. Вскоре было принято решение о создании музея боевой славы учителей города — музея народного образования. Это произошло на встрече ветеранов войны и педагогического труда в ноябре 1998 года. В ноябре 2001 года музей был зарегистрирован в Министерстве образования Российской Федерации[56].
- Ишимбайская картинная галерея (проспект Ленина, 20). Основана предпринимателем Н. В. Зубаревым и художником Р. Р. Кадыровым в 1991 году. Открыта для посетителей 10 июля 1992 года. В собрании галереи — произведения современных художников Башкирии, в том числе и местных художников: В. Я. Бивняева, К. Г. Губайдуллина, Р. Р. Кадырова, Ф. С. Шаймухаметова и других[228]. В галерее регулярно проводятся персональные выставки художников, входящих в Ассоциацию художников юга Башкортостана.

### Религия
Православие и ислам (суннитского направления) — традиционные конфессии города. В 1947 году открылась деревянная церковь (находится на улице Свободы в районе реки Тайрук), перестроенная из частного дома, к которому были пристроены алтарная часть и колокольня. В 1988 году при настоятеле отце Валерии епископ Уфимский и Стерлитамакский Анатолий освятил место под строительство храма в пойме Тайрука, которое было выбрано неудачно: при разливах вода подходила близко к фундаменту. В. Н. Поляков, бывший председатель исполкома Ишимбайского горсовета, предложил место под строительство на пересечении Бульварной и Советской улиц. В мае 1993 года отцом Сергием освящён участок и заложен камень под основание храма. Проект церкви заказали и сделали в Троице-Сергиевой лавре. Архитектор Дмитрий Сергеевич Соколов взял за основу новгородский стиль XVI—XVII вв. Возводить храм стали в 2000 году благодаря пожертвованиям прихожан, поддержке городских предприятий и главы города Ишимбая В. П. Давыдова. На пожертвования заказали, изготовили и подняли на храм кресты и купола. В 2004 году Свято-Троицкий храм открылся прихожанам. В здании первой церкви города ныне размещается православная воскресная школа
27 декабря 2011 года Свято-Троицкий храм вошёл в Салаватскую и Кумертаускую епархию Башкортостанской митрополии Русской православной церкви.
В Ишимбае возведены три соборные мечети. Главная из них, соборная мечеть, находится на улице Мира, в основной части города, открыта в 1990 году. Соборная мечеть Центрального духовного управления мусульман России расположена на ул. Ворошилова, в Старом Ишимбае (открыта в 1948 году). Имеется мечеть на ул. Чайковского, в Нефтянике.
В городе действует евангельская церковь «Жизнь во Христе», входящая в ассоциацию церквей «Великое поручение» РОСХВЕ.

Религиозные сооружения в городе Ишимбае
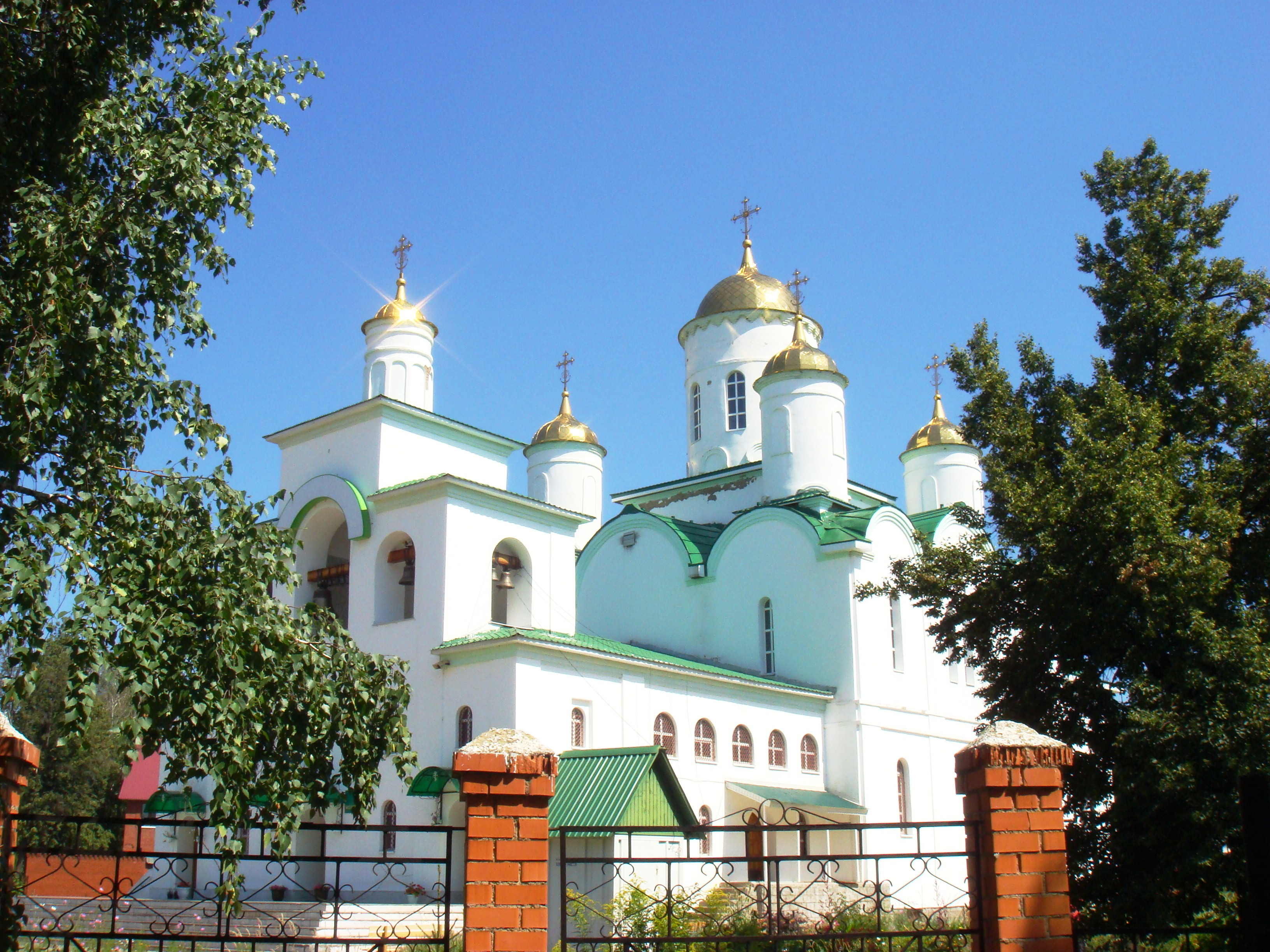
Православный Свято-Троицкий храм
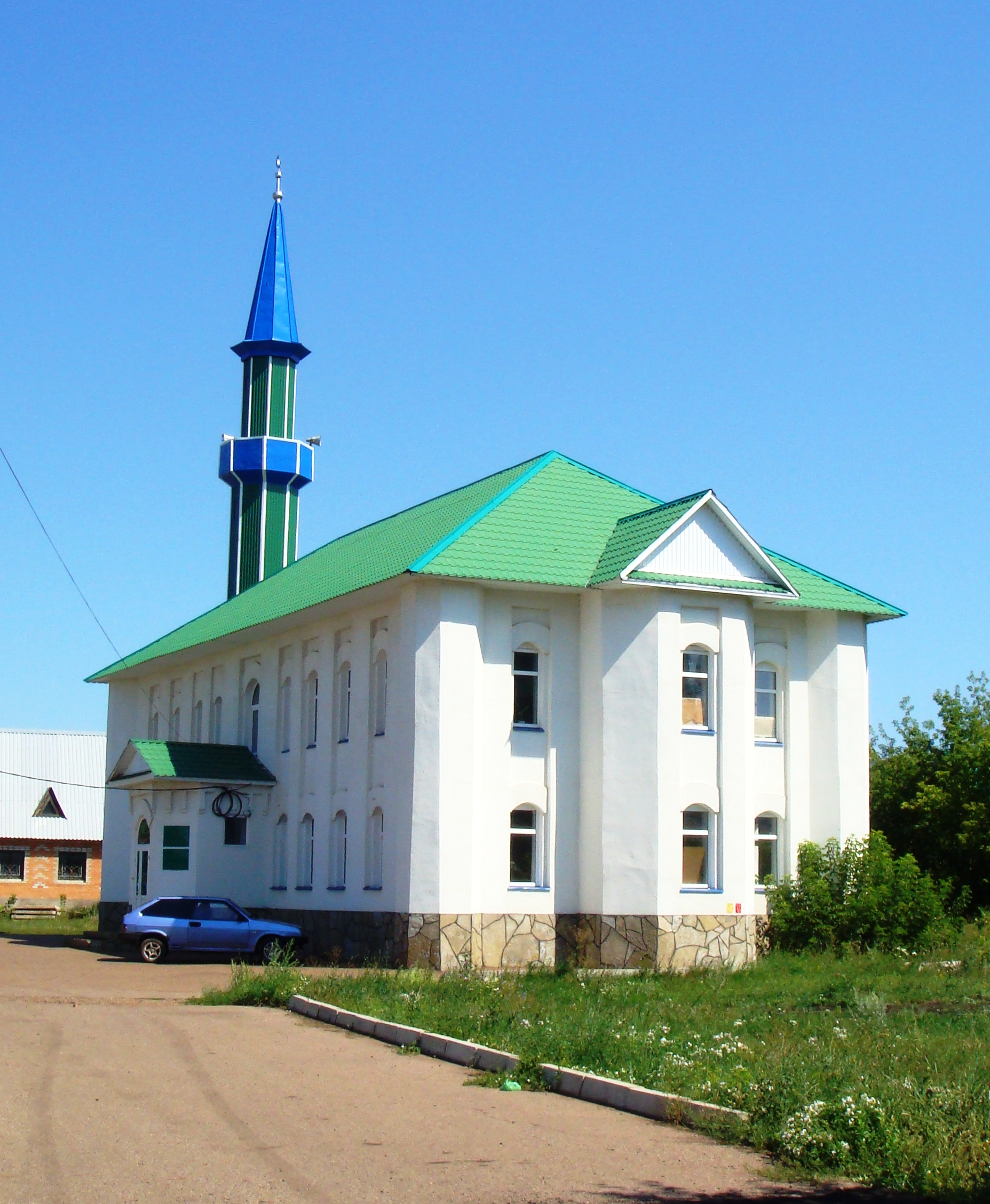
Ишимбайская соборная мечеть
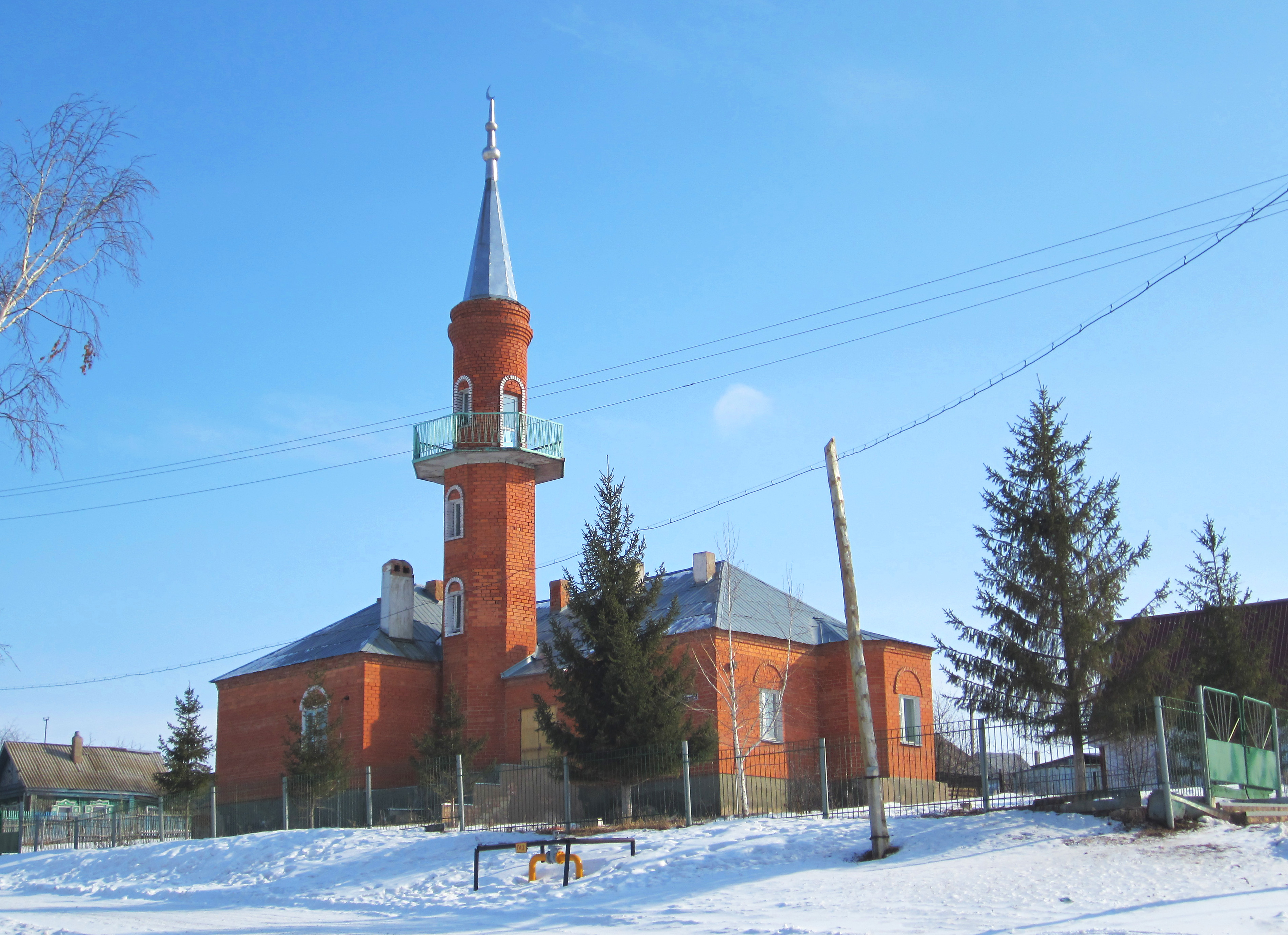
Мечеть на ул. Чайковского

### Ишимбай в литературе и искусстве
«Ишимбай мой родной, город мой нефтяной,

Ты седого Урала краса;

Буровые твои — дети щедрой земли,

Словно стрелы глядят в небеса».
«Мне особенно дорог

Этот солнечный город,

Окрасивший край

Краской юности жаркой, —

Молодой Ишимбай».
Неофициальным гимном города считается песня «Ишимбай» Рафика Сальманова и Равиля Нигматуллина — местных композитора и поэта. Первая её строчка «Ишимбай мой родной, город мой нефтяной» раньше была увековечена на стеле возле трассы Ишимбай — Аллагуват.
Открытие ишимбайской нефти дало новый импульс башкирской литературе. Башкирский поэт Даут Юлтый, вдохновлённый первым нефтяным фонтаном возле небольшой деревни Ишимбаево, написал поэму «Сказка о нефти» (1932). Индустриализация района Второго Баку, преобразование многовекового степного кочевого быта в развитый промышленный регион, становление рабочего класса отражены в ряде произведений 1930—1940-х годов. Это очерк «Ишимбай» (1935) А. Карная, романс «Ишимбай» (1940) Халика Займова. Мариэтта Шагинян, в 1946 году посетив город, написала: «Ишимбай прожил короткий век, но век — настоящий, большой роман, под последней страничкой которого читаешь с великим удовольствием — продолжение следует…».
История Ишимбая как крупного нефтяного центра отразилась в произведениях местных поэтов и в картинах ишимбайских художников.

### Ишимбай на почтовых конвертах
В 1973 году был выпущен первый художественно-маркированный конверт с соответствующими рисунком и текстом, информирующий граждан Советского Союза, что «Башкирская АССР занимает третье место в СССР по добыче нефти». Монумент первооткрывателям башкирской нефти в 1975, 1981 и 2000 годах изображался на маркированных и немаркированном конвертах, не считая выпущенного в 2007 году. В 1980 году в Башкирии добыли один миллиард тонн нефти. Это событие в том же году было зафиксировано на маркированном конверте.
Знаменитая скважина № 702 в 1982 году показана на конверте к 50-летию башкирской нефти. А семидесятилетие нефти отражено на маркированном конверте в 2002 году.
В 2007 году в почтовых отделениях появился художественный маркированный конверт «К 75-летию открытия башкирской нефти». На фотографии, предоставленной администрацией города Ишимбая издательскому центру «Марка», изображён монумент первооткрывателям чёрного золота.

Город Ишимбай на почтовых конвертах
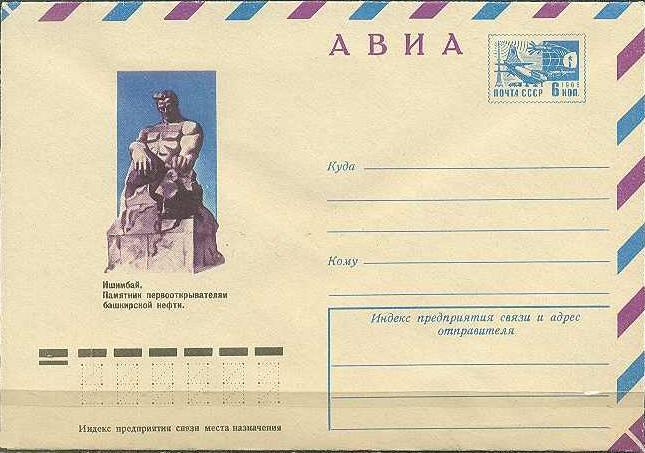
Конверт «Ишимбай. Памятник первооткрывателям башкирской нефти» (1974)
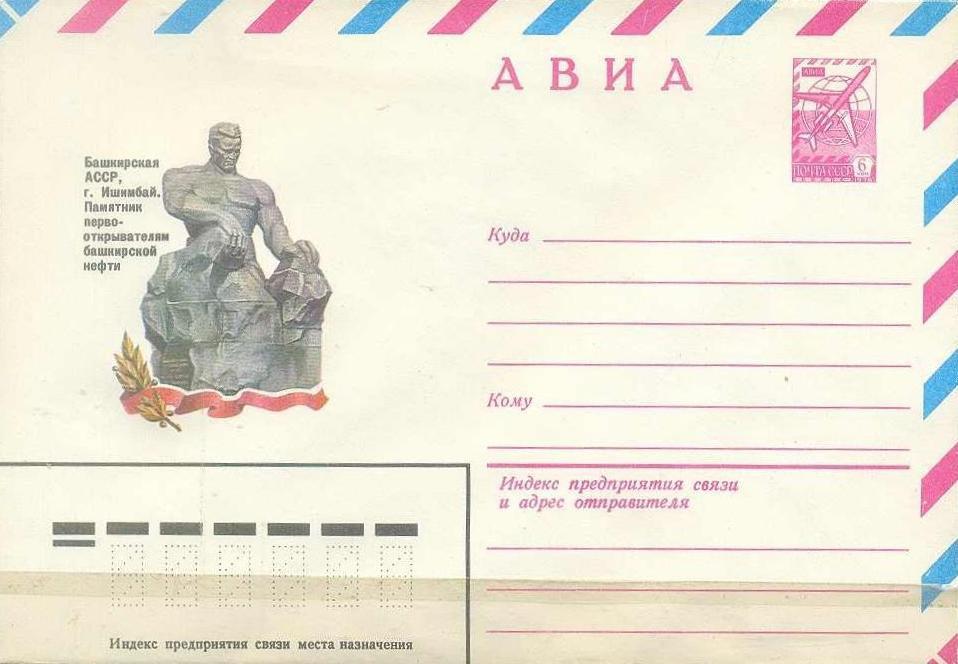
Конверт «Башкирская АССР, г. Ишимбай. Памятник первооткрывателям башкирской нефти» (1981 г.)
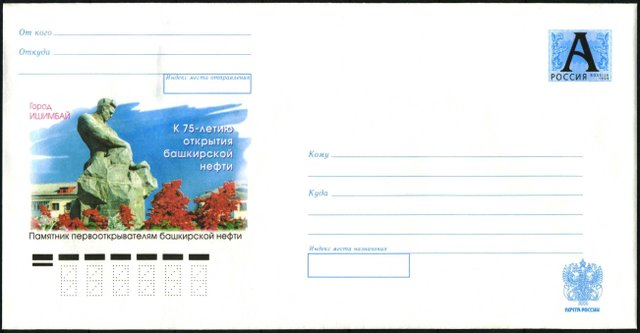
Конверт «Город Ишимбай. К 75-летию открытия башкирской нефти» (2007)

## Достопримечательности
Ишимбай — один из самых благоустроенных и красивых городов в Башкирии. Памятники, парки и скверы создают легко узнаваемый облик города. Примечательные строения: Дворец культуры нефтяников имени С. М. Кирова, здания городской администрации и городского управления архитектуры и градостроительства, православный храм и мечеть города.

### Памятники
В городе Ишимбае установлено около 50 памятников и скульптурных композиций. Они являются неотъемлемой культурной частью города. Наиболее значимые памятные сооружения:
- Монумент первооткрывателям башкирской нефти (1969, скульпторы Т. П. Нечаева и Б. Д. Фузеев, архитектор Л. В. Хихлуха)[244]. Постамент: диаметр 4,5×6,3 м, высота 0,6 м; скульптура: высота 12 м. Постамент и скульптура сделаны из серого гранита[245]. Установлен на площади Первооткрывателей Башкирской Нефти[246]. Выдающийся памятник монументального искусства[247]. Главный символ города Ишимбая и нефтедобывающей промышленности Башкирии.

- Мемориальный комплекс «„Вышка-бабушка“ — „первооткрывательница“ башкирской нефти» (1967)[244]. Главный элемент комплекса — законсервированная буровая вышка — скважина № 702[8], 16 мая 1932 года положившая начало Второго Баку. Представляет собой трёхствольную металлическую конструкцию в виде усечённой пирамиды, установлена на бетонном основании, которое поднято над уровнем земли. Наверху вышки находится рабочая площадка, подъём на которую осуществляется при помощи металлической четырёхмаршевой лестницы, идущей по наружному контуру вышки. В центре бетонной площадки насос-качалка. Возле вышки установлена стела с чеканкой вереницы нефтяных вышек и фигурой девушки, простирающей руки в сторону «Вышки-бабушки». Рядом установлена гранитная стела с именами нефтяников. По бокам аллеи таблички с открытыми месторождениями. Мемориальный комплекс расположен в сквере Нефтяников (улица Первооткрывателей Башкирской Нефти)[248]. исторический памятник (памятник местного значения)
- Стела в честь основания города Ишимбая (2002)[244]. Высота 15 м. Изготовлена в виде бурового инструмента, в центре которого соцветие цветка курая. На сторонах стелы установлены декоративные элементы: надпись «Ишимбай» на русском и башкирском языках и две даты «1932» и «1940», первый герб Ишимбая и эмблема нефтяников. Расположена на пересечении улиц Бульварной и Жукова[243].
- Памятник А. А. Блохину (2001, скульптор М. П. Шабалтин)[244]. Идея создания принадлежит начальнику НГДУ «Ишимбайнефть» В. И. Генералову. Скульптура изготовлена из белого мрамора. Памятник расположен в сквере напротив администрации НГДУ «Ишимбайнефть» на Геологической улице.
- Памятник создателям двухзвенных транспортёров «Витязь» (2005)[244]. Расположен на Индустриальном шоссе возле АО «Машиностроительная компания „Витязь“».
- Стела в честь 50-летия Ишимбайского нефтеперерабатывающего завода (1986)[244]. Расположена возле проходной Ишимбайского НПЗ на улице Левый Берег.
- Памятник В. И. Ленину (1966)[249]. Эскиз памятника разработан художественным фондом БАССР. Сооружён из железобетона, исполнен чеканкой по меди, постамент облицован гранитными плитами. Высота памятника — 6 м. Один из трёх памятников в городе. Установлен на площади им. Ленина.
- Памятник С. М. Кирову (1945)[249]. Первоначально был установлен на улице Геологической, возле здания НПУ «Ишимбайнефть», затем — в сквере Нефтяников[8]. Расположен на проспекте Ленина возле здания управления труда и соцзащиты населения.
- Памятник Ю. А. Гагарину (2014)[249]. Установлен в сквере им. Ю. А. Гагарина.
- Бюст В. М. Комарова (1972)[249]. Сооружён благодаря директору СОШ № 6 В. В. Бабушкину. Установлен на территории бывшей школы № 6 (ныне — второй корпус школы № 2) на улице Мичурина.
- Мемориальный комплекс «Аллея Героев» (2005, скульпторы В. А. Дворник, А. С. Пименов)[250]. Главный элемент комплекса — постамент в виде ордена с установленными на нём фигурой скорбящей матери и силуэтом солдата. Прилегающая территория вымощена тротуарной плиткой с шагреневым покрытием. С правой стороны аллеи находятся бюсты двух Героев Советского Союза и одного полного кавалера орденов Славы — ишимбайцев А. Ф. Рябова, С. У. Сайранова и Г. Т. Кузнецова, а также бюсты четырёх Героев Советского Союза Г. И. Бердина, Д. С. Нагуманова, Т. Г. Халикова и Н. А. Черных. С левой стороны памятная стела с количеством участников Великой Отечественной войны, погибших и пропавших без вести города и района. Мемориальный комплекс расположен на площади им. Ленина, возле гимназии № 1[251].

- Братская могила советских воинов, умерших от ран в госпиталях в годы Великой Отечественной войны (1949)[250]. В центре установлен обелиск из бетона, имеется металлическое ограждение периметром 8 м. Могила расположена в сквере на месте бывшего кладбища (квартал улиц Вахитова, Чкалова, Зелёной и Губкина)[252]. исторический памятник (памятник местного значения)
- Памятник нефтяникам, павшим в боях за Родину (1997)[253]. Представляет собой стальной штык, установленный на постаменте с именами 320 погибших ишимбайских нефтяников. Высота 12 м[254]. Установлен в сквере на улице Блохина, на высоком берегу реки Белой.
- Памятник А. М. Матросову (1974, скульптор Г. П. Левицкая)[253]. Второй вариант памятника изготовлен из алюминия, интонирован под чугун. Установлен на гранитном постаменте. Высота 4 м[255]. Расположен в парке культуры и отдыха им А. М. Матросова со стороны улицы Советской.
- Памятник З. А. Космодемьянской (1970-е гг.)[253]. Расположен в сквере им. Зои Космодемьянской возле средней школы № 3.
- Мемориальный комплекс ишимбайцам, погибшим при исполнении служебного долга (1994)[256]. В центре на постаменте установлена на постаменте БРДМ-1 , по бокам мемориальные плиты с именами воинов-интернационалистов[257]. Установлен на площади им. Ленина.

|                                        |                                             |                                                                                   |                                     |
| Стела в честь основания города Ишимбая | Монумент первооткрывателям башкирской нефти | Мемориальный комплекс «„Вышка-бабушка“ — „первооткрывательница“ башкирской нефти» | Памятник А. А. Блохину              |
|                                        |                                             |                                                                                   |                                     |
| Мемориальный комплекс «Аллея Героев»   | Обелиск воинской Славы                      | Памятник ишимбайским нефтяникам, павшим в боях за Родину                          | Скульптурная группа «Наука и жизнь» |

### Кладбища
В городе расположено 6 православных, 6 мусульманских кладбищ. Имеются захоронения воинов Великой Отечественной войны, умерших от ран в госпиталях, и военнопленных венгров и немцев, которые находятся в парковой зоне между улицами Зелёной, Губкина, Чкалова и Вахитова. В сквере имени А. А. Блохина с 1942 года расположена могила инженера-геолога Алексея Александровича Блохина, которая не обозначена. Услуги по погребению умерших жителей осуществляют ритуальные агентства — частные организации и предприниматели — на основании гражданско-правовых договоров. В 2011 году местные правоохранительные органы пытались обязать администрацию города Ишимбая создать муниципальную специализированную службу по вопросам похоронного дела.

## Средства массовой информации

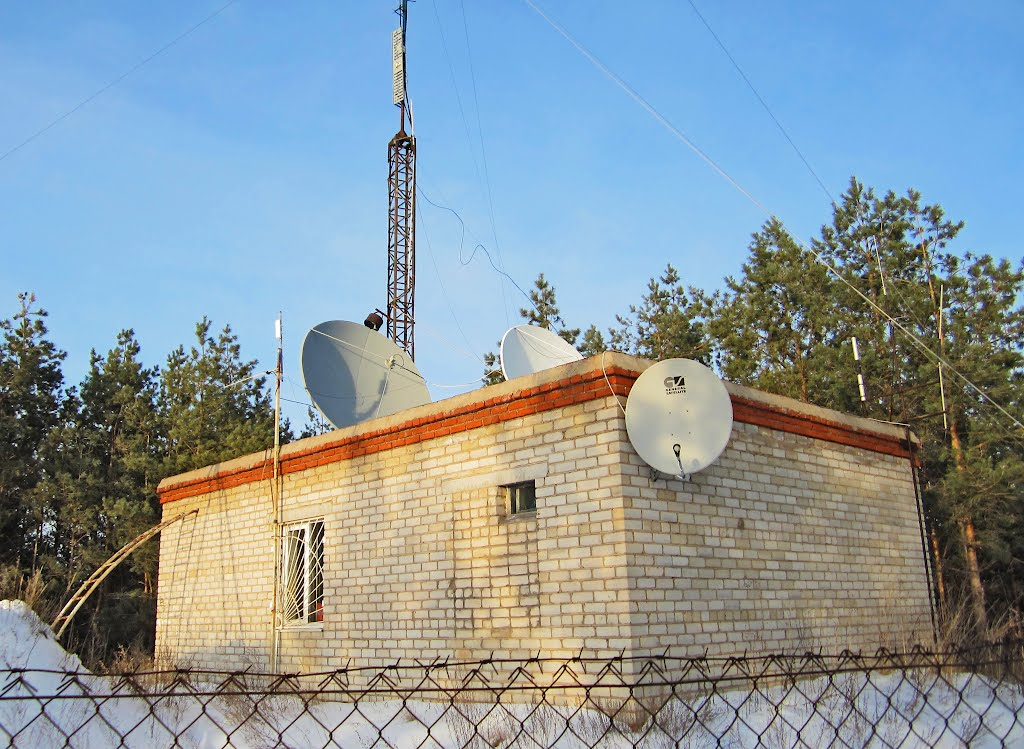
Ишимбайский телецентр

Первое издание на Ишимбайском нефтепромысле датируется 26 июня 1931 годом. Тогда вышел первый из четырёх номеров газеты «Даёшь нефть!», совместная работа стерлитамакской газеты «За пятилетку» и выездной редакции пермской газеты «Уральская вышка». В настоящее время издаётся несколько газет, не считая рекламных: «Восход», «Подметки+», «Здравствуйте, соседи!» и «Торатау». Интернет-газетой является «Ишимбайская пятница». Данные газеты доступны для чтения в сети Интернет.
Первое телевидение в Ишимбае появилось в начале 1990 года благодаря совместному участию кабельного ТВ ГМЦ «Пульс» и МЖК «ИЗТМ». Спустя около месяца в исполкоме Ишимбайского горсовета зарегистрированы кабельные каналы «Орион-ТВ» (созданный на базе Дворца культуры нефтяников имени С. М. Кирова и переросший в 1992 году в эфирное и кабельное ТВ Ишимбайского завода по ремонту радиотелеаппаратуры (обслуживал микрорайон Южный в районе Стахановской улицы, директор завода — В. Перонко).
В феврале 1994 года мастером спорта международного класса по радиоспорту, экс-чемпионом мира Юрием Викторовичем Фогелем создана городская телекомпания «Ишимбай-ТВ», которая стала вещать телеканал «ИТВ-6». После смерти спортсмена, телеканал перешёл по наследству дочери Ирине (упразднён в начале 2004 года).
Через несколько лет телеканал завода по ремонту радиотелеаппаратуры прекратил существование, а «Орион-ТВ» просуществовал до объединения администраций города Ишимбая и Ишимбайского района, после чего был упразднён в связи с выбором объединённой администрации, сделанным в пользу создаваемого телеканала «Арис». В 2017 году «ИТРВ-Арис» прекращает свою деятельность.
С начала 2017 года работа телевидения в Ишимбае возобновляется уже в рамках муниципального автономного учреждения «Ишимбайское телевидение».
В Ишимбае действует местная радиостанция «Хит-Навигатор», которую предоставляет ООО «ИТРВ-АРИС».
В 2012 году появилось ишимбайское интернет-радио.

## Религия
Православные храмы:
- Свято-Троицкий храм;
- Церковь Иоанна Кронштадтского

Мечети:
- Соборная мечеть;
- Соборная мечеть № 2 - памятник истории

## Города-побратимы и города-партнёры
Городом-побратимом Ишимбая является турецкий Сиде (Анталья), с которым соглашение о побратимских отношениях было подписано в 2011 году. В 1970-х годах Ишимбай побратался с восточногерманским городом Галле (Саксония-Анхальт).
Городом-партнёром Ишимбая является австрийский Зальцбург, с которым договор о сотрудничестве был подписан в 2011 году.

### Комментарии
1. ↑  Кусяпкулово — ныне микрорайон города Ишимбая.
2. ↑  Приказ Народного комиссариата тяжёлой промышленности СССР от 01.09.1935 № 1026а.
3. ↑  Ныне ООО «Ишимбайский машиностроительный завод».
4. ↑  Ныне сквер имени А. А. Блохина.
5. ↑  Ныне ОАО «Газпром нефтехим Салават».
6. ↑  Ныне ЗАО «Ишимбайская чулочная фабрика».
7. ↑  Ныне ЗАО «Ишимбайская фабрика трикотажных изделий».
8. ↑  ИЗТМ, ныне АО «Машиностроительная компания „Витязь“».
9. ↑  ИЗНПО, ныне ООО «Идель Нефтемаш».
10. ↑  Ныне «Башкиргражданпроект».
11. ↑  Входит в структуру ПАО «Акционерная нефтяная компания „Башнефть“».
12. ↑  Учебное заведение первоначально основано в Стерлитамаке как Восточный нефтяной техникум, создание которого напрямую связано с открытием в регионе нефтяных и газовых месторождений.
13. ↑  Здание бывшего треста «Ишимбайжилстрой».